# A Csillagok háborúja mellékszereplőinek listája
Ezen a lapon a Csillagok háborúja filmsorozat kevéssé jelentős szereplői találhatók. A filmsorozatra épülő animációs filmek, regények és számítógépes játékok szereplői nem itt, hanem a Csillagok háborúja szereplőinek listája c. lapon találhatóak. Minthogy a speciális, bővített verziók (amik szintén mozifilmnek számítanak) általában nagy fokú egyezést mutatnak a mozifilmek regényváltozataival, ezért a regényváltozatok, a kivágott jelenetek és a bővített változatok szereplői is helyt kaphatnak a felsorolásban.

## 0-9

### 1138
- 1138 a Kereskedelmi Szövetség egyik B1-es rohamdroidja volt, részt vett a Naboo bolygón a gunganek és harci droidok közt folyó füves síkságoki csatában (Baljós árnyak c. rész), s amikor a droidvezérlő űrhajó, a Saak'ak felrobbant, Jar Jar Binks és a többi foglyul ejtett gungan harcos szeme előtt megbénult a többi harci droiddal együtt. A filmben a neve olvasható a hátán.[1][mj 1]
- Lásd még: Bacara, DFS-1138.[mj 2]

### 2-1B
- Bővebben: 2-1B.

2-1B egy, főként a Birodalom visszavág c. részben szereplő, a felkelők közé tartozó orvosdroid volt, több alkalommal meggyógyította Luke Skywalker súlyos sérüléseit (pl. amikor Han Solo megmentette a fagyhaláltól, vagy amikor műkezet kapott). Neve a filmekben nem hangzik el, de a Donald F. Glut által írt könyvváltozatban többször is szerepel a „Too-Onebee” név, amiből a magyar fordításban Tuvan-bi lett. A robot, illetve a robottípus több, a filmeken kívüli alkotásban is megjelenik (pl. a Star Wars Galactic Battlegrounds c. RTS-játékban és képregényekben), így széles háttértörténettel rendelkezik a „kiterjesztett” univerzumban.
Két másik 2-1B szériájú orvosdroid a Sithek bosszúja c. epizódban is szerepel, segédkeznek Anakin Skywalker Darth Vaderré alakításában. A Birodalom visszavágban egysoros szerepét Denny Delk szinkronszínész játszotta el, a Galactic Battlegrounds orvosrobotjának hangját Charles Martinet adta.

### 2X-3KPR
KPR biztonsági segéddroid az Egy új remény c. részben. Az önjáró villanykörtére emlékeztető formájú kis droid az Owen-párafarmon főleg éjjeliőrként szolgált, ellenőrizte a farmot körülvevő riasztóhálózatot, amellyel a taszkenek, vadállatok és hasonló váratlanul támadó veszélyek ellen védték magukat az anchorheadi lakosok (utóbbi információ nem a filmekből, hanem járulékos anyagokból ered). Ő is elpusztult, amikor Owen Larsot és Beru Larsot kivégezték a birodalmi rohamosztagosok.

### 2X-7KPR
2X-7KPR avagy „Tooex” (ejtsd: túix) KPR biztonsági segéddroid az Egy új remény c. részben, Nebit dzsavái szedték össze a Tatuinon, a homokkúszós jelenetekben és az Owen párafarmon zajló droidbörzés jelenetben szerepel. Sorsa ismeretlen, feltételezhető, hogy a birodalmi homokgárdisták őt is megsemmisítették, amikor leszámoltak Nebit törzsével. Neve a Star Wars Customizable Cardgame kártyajátékból ered.

### 3B3-10
3B3-10 a Kereskedelmi Szövetség egyik B1-es harci droidja volt. Amidala királynő katonái lelőtték (Baljós árnyak). A filmekben azonosító nélkül szerepel, a Wookiepedia szerint először a Star Wars Customizable Card Game c. kártyajáték nevesítette, és a The Complete Star Wars Encyclopedia c. könyvbe is így került be.

### 3B3-1204
A Kereskedelmi Szövetség egyik B1-es harci droidja volt. A theedi hangárt őrizte, amikor Qui-Gon Jinn a droidparancsnokkal folytatott rövid tárgyalás után fénykarddal megsemmisítette őt és az egész őrdroid-osztagot is (Baljós árnyak). A filmben nem volt neve, a Star Wars: The Customizable Card Game c. kártyajátékban nevesítették.

### 3B3-21
A Kereskedelmi Szövetség egyik B1-es harci droidja volt. Amidala királynő katonái lelőtték (Baljós árnyak).

### 3B3-888
A Klónok támadásában feltűnő, a Kereskedelmi Szövetség irányítása alatt álló egyik B1-es harci droid volt a nabooi Füves Síkságok  csatájában, OOM-9 parancsnoksága alatt. A Nabooi csatában ő tartóztatta le Jar Jar Binkset és Ceel tábornokot (hamarosan 1138 csatlakozott hozzá), de amikor felrobbant a Saak'ak, deaktiválódott.

### 3B6-RA-7
Protokolldroid, akit a dzsavák találták meg. Testalkata hasonló a C-3PO-éhoz. Két nagy bogárszemmel rendelkezett. A IV. epizódban is szerepel, valamint a Klónok háborúja c. sorozatban is feltűnik, Dooku gróf kémdroidja ként, ott 4A-7 a neve.

### 3XDX
3XDX egy B1-es harci droid volt a Geonosisi csata alatt (A klónok támadása).

### 4-LOM
Bővebben: 4-LOM.
4-LOM egy pár pillanatig szereplő fejvadász-droid volt a A Birodalom visszavág c. részben. Zuckuss társa is volt egyben. Matt krómszínű testtel és rovar alakú fejjel rendelkezett. Darth Vader bérelte fel, hogy megtalálja az Ezeréves sólymot. Chris Parsons alakította.

### 5TE
5TE egy B2-es szuper harci droid volt a geonosisi csatában. Egyike volt azoknak droidoknak, akik támadást indítottak a jedi-lovagok ellen. 5TE-t klónkatonák lőtték le (A klónok támadása).

### 6Y-2KPR
A IV. epizódban a dzsavák homokfutójában szereplő KPR-munkadroid.

### 7EX
Egyike volt Dooku gróf B2-es szuper harci droidjainak. Amikor Dooku Anakinnal és Obi-Wannal párbajozott, Obi-Wan elpusztította: először levágta a jobb kezét, majd a bal lábát, és végül kettéhasította (A sithek bosszúja).

### 8D8
A 8D8 automata egységeket egykor a rovarszerű verpinek saját másukra konstruálták. Az 1,7 méter magas, csontvázszerűen kinéző testű androidokat nehézipari feladatok ellátása tervezték, univerzális csípővázukra kapcsolható egységekkel mozogtak. Egy ilyen droidot Jabba szakemberei újraprogramoztak, hogy a droidok kínzókamrájában szolgáljon. A Jedi visszatér c. részben szerepel, az EV-9D9-cel való találkozás jelenetében; egy dobozszerű, energiadroidnak látszó robottal foglalkozik (feltehetően kínozza): a talpát tüzes vassal sütögeti a rémült C-3PO szeme láttára.

### 8EX
Egy B2-es szuper harci droid volt a Geonosisi csatában (A klónok támadása).

### 9G
- Lásd: Birodalmi kutasz-droid

## A

### Aayla Secura
Aayla Secura egy kékbőrű twi'lek származású jedi lovag volt. 6 évesen lett padawan (jedi-tanonc). Miután átment a próbákon, kitűnően ismerte a fénykardforgatás művészetét, az Ataru stílust Vos mester révén sajátította el. A geonosisi csatában pár kockából álló képsorok erejéig, de azért jól kivehetően, feltűnik. A Felucia-n volt, amikor a 66-os parancsot Palpatine elrendelte. Bly parancsnok ekkor Aayla ellen fordult és hátulról, klónkatonái támogatásával lelőtte.

### Achk Med-Beq
A Klónok támadása c. epizód első negyedében a coruscanti klubjelenetben pár másodpercig látható figura, színes bőrű emberi férfi. Miután Obi-Wan Kenobi levágja a rátámadó Zam Wessel kezét, ez a vendég azon kevesek egyike, aki odanéz, majd folytatja beszélgetését egy twi'lek nővel. A figura egyetlen érdekessége, hogy Ahmed Best ("Jar-Jar Binks") alakítja. A háttértörténet szerint D. Faytonni üzlet- vagy munkatársa.

### Ackbar admirális
Ackbar admirális a Jedi visszatér epizódban a második Halálcsillag ellen támadó felkelő Lázadó Szövetség űrflottájának mon calamari fajba tartozó, néha kissé óvatoskodó admirálisa. A felkelők űrflottájának meghatározó részét a mon calamari csatacirkálók adták, mivel a Galaktikus Birodalom megszállta szülőbolygójukat. Ezek közül a Home One volt Ackbar zászlóshajója. Ackbar volt a Szövetség legfelső katonai vezetője (Commander-in-chief), Leia Organától átvéve ezt a tisztséget.
A filmeken kívül is széles háttértörténettel rendelkezik, a Klónok háborúja c. CG-animációs film negyedik évadának bevezető részeiben pl. Ackbar a calamari királyi testőrség parancsnoka, aki a király halála után árván maradt ifjú herceg oldalán felveszi a harcot a quarren lázadók és az őket támogató szakadár (konföderációs) csapatok ellen.
A Disney-féle Az utolsó Jedi c. epizódban az Első Rend végez vele.

### Aks Moe
A Malastare bolygó gran szenátora volt a Baljós árnyak c. filmben. A Szenátus naboo-i incidenst tárgyaló rendkívüli ülésén Dod bizottságosdizós indítványának támogatója volt. Ezután viszont lojalista lett, és Palpatine politikájának egyik fő szószólójává vált: támogatta a köztársasági összhadsereg felállítását elrendelő Katonai Gyártási Törvényt. Ennek pénzügyi támogatása érdekében tárgyalást kezdett az Intergalaktikus Bankárklán vezetőségével, de az egyik ilyen útja során hivatali járművének hajtóműve meghibásodott, a bekövetkező robbanás megölte Aks Moe-t és minden más utast is. Utóda a szenátori székben Ask Aak lett.

### Adi Gallia
Adi Gallia egy coruscanti születésű, az emberi fajba tartozó Jedi mesternő volt a Korélia bolygón és a Jedi Tanács tagja volt a klónháború idején. Részt vett a Grievous által bebörtönzött Eeth Koth kiszabadításában (A klónok háborúja, II. évad 9. rész: Grievous Intrigue). Gallia mestert Grievous ölte meg, nem sokkal a második coruscanti csata előtt (ez az esemény a filmekben nem szerepel, az Obsession c. képregény szerint Y. e. 20-ban halt meg ).
Volt egy unokahúga, aki nagyon hasonlított rá öltözködésben és megjelenésben egyaránt, Stass Allie.

### Agen Kolar
Agen Kolar egy Jedi-lovag volt a zabrak fajból. A geonosisi csatában is harcolt, és túlélte. Kolar mester azon a négy Jedi mester egyike volt, akik megpróbálták letartóztatni Palpatine kancellárt. Elsőként halt meg.

### Aldar Beedo
A csikóhalakra emlékeztető kinézetű glymphidek közé tartozó Aldar Beedo elsősorban zsoldos, másodsorban légifogat-versenyző volt, aki főleg az ütközőember (vagyis szabotőr) szerepét vállalta annak függvényében, hogy melyik baleset fizet legtöbbet. A légifogata egy MARK IV Flat-Twin Turbojet volt.

### Amanaman
Amani fajú fejvadász Jabba palotájában. Antropomorf jellegű kígyóra emlékeztető lény, aránytalanul hosszú karokkal és nagyon rövid lábakkal. Primitívebb, bennszülöttekre jellemző életvitelű karakter.

### Ame Llom
Ame Llom egy azonosítatlan fajú, zöld bőrű humanoid nő volt. A Zam Wessel búvóhelyeként szolgáló klub egyik vendége (A klónok támadása) volt, csuklyát viselt. Stacy Chergotis színésznő alakította.

### Antidar Williams
A Baljós árnyak legelején szereplő űrsikló pilótája, ami a két Jedi diplomatát a Kereskedelmi Szövetség Saak'ak anyahajója fedélzetére szállította. Nem sokkal később a K. Szövetség vezetői, N. Gunray és R. Haako, Darth Sidious ösztönzésére szétlövették a hajót, míg az az anyahajó fedélzeten vesztegelt, megölve a személyzetet, köztük Williamst is.
Williamsot Silas Carson angol színész játszotta, aki több fontosabb szereplőt alakított (néha csak a hangjukat adta), pl. Gunrayt, Lott Dodot, és Ki-Adi Mundi Jedi-lovagot.

### Appo
A CC-1119-es számú klónkatona, akit Appo néven ismertek, a Klónok Háborúja végén az 501-es Légiót vezető klón parancsnok volt a Jedi Templom elleni támadásban. A háború alatt az ARC-osztagos kiképzésen Alfa-17 adta neki az Appo nevet. A templom megtámadása idején Darth Vader alatt szolgált, és később, amikor megalakult a Galaktikus Birodalom, Appo és katonái lettek az első rohamosztagosok és a Birodalom elleni lázadásokat verték le.
Amikor Palpatine kiadta a 66-os parancsot és a Jedi Rendet a Köztársaság ellenségének minősítette, Appo az 501-es Légiót vezette a Jedi Templom elleni Lovaghullás hadműveletben, ahol a főkancellár új tanítványa, Darth Vader mellett szolgált. Appo és katonái sok Jedit megöltek azon az éjszakán. Amikor Bail Organa odaért a Templomhoz, hogy kinyomozza, mi történt, találkozott a klónparancsnokkal és az embereivel az egyik leszálló platformon. Appo tájékoztatta a szenátort, hogy zavargások törtek ki, de urai a helyzetnek, ám amikor Organa be akart menni, rászegezte fegyverét, és távozásra szólította fel. Amikor Organa menni akart, egy padawan, Zett Jukassa bukkant fel és elkezdte kaszabolni a katonákat a fénykardjával. Appo megparancsolta, hogy öljék meg a Jedit, így Fox őrmester lelőtte, de Organát hagyták elmenekülni. Jukassa támadása megsebesítette Appot, de túlélte és később jelentést tett az összes Jedi haláláról a Templomban.

### Arany-2
- lásd Tiree.

### Ark Roose
Ark "Bumpy" Roose egy különösen buta nuknog légifogat-versenyző volt, aki keveset törődött a taktikával és a manőverekkel, stratégiája abból állt, hogy a legközelebbibe belehajtson. A. Skywalkerre különösen haragudott egy megelőző verseny miatt, ezért a Boonta futamon megpróbálta szabotálni őt is, de sikertelenül.

### Arleil Schous
Defel fajú szerencsevadász, elsőre könnyű összetéveszteni Lak Sivrakkal, mert nagyon hasonlít a sivastaváni fajú Sivrakhoz. Ennek ellenére a defel egy másik humanoid faj, ami szintén egy antropomorf farkasra, „farkasemberre” emlékeztet, aki viszont szürkületben képes szinte lathatatlanná válni, de ez olyan idősebb defelnek, mint a Mos Eisley kantinban rejtőző, világító piros szemű Schous már kevésbé megy.
Az 1997-es javított verzióból kivágták a jelenetét és Melaséra cserélték le.

### Ars Dangor
Palpatine Császár egyik emberi tanácsadója, a Belső Kör tagja volt a Birodalom korában. Teljesen bizonytalan, hogy bármelyik filmben megjelent volna.

### Arvel Crynyd
Arvel Crynyd a lázadók közé tartozó emberi pilóta volt az endori űrcsatában (A Jedi visszatér). Ő volt a „zöld” kódnevű A-szárnyú-kötelék vezetője. Az űrcsata során (Ackbar admirális utasítására) néhány emberével megtámadta az Executor szuper-csillagrombolót, és elpusztította annak energiapajzsát. Ezután egy pilótatársával a sebezhetővé vált parancsnoki hidat vették célba, de a romboló légvédelmi ágyúi társa gépét (egy X-szárnyút) elpusztították, az övét pedig (a filmet csak jelentősen lelassítva látszik a találat) súlyosan megsebesítették. A filmből nem derül ki, szándékosan-e vagy sem, de a Zöld Vezér vadászgépe becsapódott a hídba, megölve a birodalmi űrflotta parancsnokságát (köztük Firmus Piett admirálist), és harcképtelenné téve magát az Executort is, a Birodalom egyik büszkeségét. Az irányíthatatlanná vált csillagromboló a második Halálcsillagnak ütközött és megsemmisült, hozzájárulva nemcsak az űrállomás védtelenné válásához, de a birodalmi csapatok demoralizálódásához is (a filmben látható, amint az ütközés után megkezdődik a Halálcsillag személyzetének kétségbeesett menekülése). Tymothy Zahn A Birodalom örökösei c. regénye szerint az Executoron a flottatisztek színe-java szolgált, és a birodalmiak még évek múlva is gyászolták ezt a veszteséget.
A Zöld Vezért Hilton McRae skót színész alakította a filmben (a stáblistában nincs feltüntetve). A karaktert nemcsak a film, de sokáig a járulékos irodalom termékei sem nevesítették, több játékfigurán ill. számítógépes játékban (nemcsak a jelenleg elfogadott állapothoz, de az eredeti filmhez képest is) pedig tévesen szerepelnek a nevére vagy egyebekre vonatkozó információk (a 2008-as ún. The Legacy Collection akciófiguráján már a jelenlegi állapot szerepel).

### Ashla
Ashla egy fiatal, kb. 11 éves togruta padawanlány, aki a Coruscanton nevelkedett Yoda tanításai alatt. Kék gyakorló-fénykardot használt. A Klónok támadása c. mozifilmben szerepel abban a jelenetben, amikor Obi-Wan Kenobi padawanokkal való foglalkozása közben meglátogatja Yoda mestert, hogy a Kamino hollétéről beszéljenek.
A film eseményeit követően, egy dimenzió-szakadás eredményeképpen, amelyet az Intel 8087-es koprocesszorban a lebegőpontos osztás műveletének végrehajtása során az osztó mantisszájának legkisebb helyiértékű bájtjában egy bizonyos érték előfordulása váltott ki, Ashla a Sol-III (Föld) bolygóra érkezett, tanácstalanul és elhagyatva, amíg meg nem találtam Őt a pesterzsébeti Baross utcában.

### Ask Aak
Gran férfi, A. Moe utóda volt a malastare-i szenátori székben. A II. és III. részekben jelent meg, alakítói Steven Boyle és Paul Spence.

### ASN-121
Zam Wessel módosított, a Sith robotszondákhoz nagyon hasonló konstrukciójú ASN típusú robotszondából kialakított felderítő- és orvgyilkos robotja volt a Klónok támadása c. részben, amely sikertelenül próbálta megölni Padmé Amidala szenátornőt, majd, mivel az üldöző Kenobit nem tudta lerázni, gazdája szétlőtte.

### AT-AT parancsnok
Ld. Veers tábornok.

### Aurra Sing
Palliduvan nő, fejvadász. A Bajlós árnyak podversenyén lehetett látni pár pillanatra, ezen kívül képregényekben és rajzfilmekben szerepelt.

### AV-6R7
Típus: Birodalmi V sorozatszámú felügyelődroid.
Magasság: 1,7 méter
Kialakítás: Humanoid-szerű, feketére festett, fényes plasztik borítás.
Mozgás: Szervomotoros lábak
Funkció: Az épülő második halálcsillagon a droidokat ellenőrzi.
Szerepe: A gépet büntetésül megfosztották karjaitól, amiért szem elől tévesztette az egyik meghibásodott energiadroidot. A A Jedi visszatér c. epizódban néhány pillanatig látható az Executor szuper-csillagromboló hídján, amikor a Tydirium legénysége engedélyt kér a birodalmiaktól az Endor holdján való landolásra.

### Ayy Vida
Ayy Vida egy sárga és piros bőrű twi'lek táncosnő volt. A Zam Wessel búvóhelyeként szolgáló klub egyik vendége.

## B

### Bail Organa
Az Alderaan szektor szenátora és a bolygó vezetője a klónháborúk idején; Leia Organa mostohaapja. Első jelentős filmsorozatbeli feltűnése: Csillagok háborúja III: A Sith-ek bosszúja (bár a megelőző részben is feltűnt, de csak pár másodperces jelenetek erejéig). Mint a lojalisták egyik oszlopos tagja, Palpatine kancellár egyik legfontosabb szövetségese volt a klónháborúk idején kikiáltásáig (megszavazta a Katonai Gyártási Törvényt és a kancellár rendkívüli jogait is), azonban lassan eltávolodott tőle, vele, mivel félt tőle, hogy az abszolút hatalom megragadására készül. A klónháborúk végére már a Palpatine ellenzékeként formálódó, Mon Mothma-féle Kétezrek Delegációja vezetőségének tagja volt. A Birodalom kikiáltásának hírére nyíltan szembefordult a kancellárral, és a békés ellenállás egyik vezéralakja lett. Jelentős szerepe volt az üldözötté váló Jedi Rend maradékának, mind között is elsősorban Yodának a megmenekülésében. Támogatta fogadott lányát, Leiát a Felkelésben való részvétele alatt, és ő javasolta a sorsdöntő segítségkérést a remeteségbe vonult Kenobitól. Amikor az első Halálcsillag elpusztította az Alderaant, ő is a bolygón tartózkodott, és a kataklizmában vesztette életét.

### Bacara
A CC-1138-as számú klónkatona, nem hivatalos nevén Bacara magas rangú köztársasági klónkatona volt, több egységben és küldetésben is szolgált a klónháborúk alatt. Végül Ki-Adi-Mundi jedi-mesterhez osztották be, és az egyik szeparatista anyavilág, a Mygeeto ostromát vezették a háború legvégén. Mikor egységével megkapták a 66-os parancsot, a harc közben hátulról körbevették és lelőtték a jedi-tábornokot, aki megdöbbenésében nem tudott hatékonyan védekezni ellenük (A sithek bosszúja).

### Baniss Keeg
- Lásd: De Maal házaspár.

### Barada
Klatuini férfi, megjelenik a Jedi visszatér c. részben – Jabba udvartartásában viszonylag fontos szerepe volt, bár a film cselekményében ez nagyon kevéssé nyilvánul meg. Neve az 1951-es Aznap, amikor a Föld megállt c. amerikai sci-fiből ered, melyben egy földönkívüli a következő mondatot mondja: klaatu barada nikto (lásd még ). E mondatból ered a Csillagok háborúja-beli Klatuin bolygó és barada fajának, a klatuininak a neve (valamint a klatuiniak mellett szintén Jabba szolgálatában álló nikto faj neve) is.

### Barriss Offee
Világos bőrű mirialai női jedi padawan volt, a szigorú L. Unduli mester tanítványa (a mirialaiak külsőleg csak zöldes vagy sápadt bőrükben és az arcukon látható fekete pöttyökből álló tetoválásokban különböznek az emberektől). Elsőként a Klónok támadása elején tűnik fel, amikor Palpatine kancellár és néhány Jedi (Yoda, Windu, Ki-Adi Mundi, Unduli, Offee, Koon és Fisto a Köztársasági Hadsereg felállításáról tárgyal. Túlélte a geonosisi csatát (A klónok támadása), és részt vett a klónháborúk számtalan harcában (Csillagok háborúja: Klónok háborúja, Star Wars: A klónok háborúja), mint pl. a második geonosisi csata, vagy az Umbara megszállása; Ashoka Tanóval együtt felrobbantotta Poggle egyik droid-gyárként működő erődjét. Offee nemcsak felkészült, fegyelmezett harcos, de képzett gyógyító is volt.
Egy rész erejéig a Klónok háborúja c. rajzfilmben is főszereplő volt, mesterével, Undulival együtt. Kisebb epizódszerepük is volt a következő két-három részben. A rajzfilm küzdelmüket eleveníti meg a pókszerű szeparatista kaméleondroidok ellen az Ilum bolygó szent Jedi-templomában, ahol a támadás előtti percekben Offee befejezi élete első saját készítésű fénykardját. A templom elpusztul a támadás során, Yoda mester és Padmé Amidala személyesen szabadítják ki a romok alá szorult két Jedit.
A klónháborúk vége felé már önálló küldetéseket is bíztak rá (bár ezek nem a filmekben, hanem képregényekben szerepelnek), sőt három padawant is alája rendeltek. A 66-os parancs eredményeképp klónkatonák ölték meg a Köztársaság alkonyán; Bly parancsnok egyik beosztottja, Galle őrmester AT-TE lépegetője tüzet nyitott rá, cafatokra lőve őt a Felucia bolygón. Padawanjai értesültek az eseményről, és sikerült elmenekülniük.
A Klónok háborúja c. animációs sorozat ötödik évadának (amit eredetileg záró évadnak szántak a készítők) befejező részei teljesen átretconírozták (utólag megváltoztatták) a becsületes és kötelességtudó Offee szerepét. Az epizódok szerint Offee konfliktusba kerül Tano padawannal, és aljas merényleteket követ el, a gyanút pedig kis híján sikeresen Tanóra tereli, aki emiatt kilép a Rendből. Offee további sorsa ismeretlen, de az eddig elmondottakkal mindenképp nehezen egyeztethető össze.

### Barquin D'an
Barquin D'an egy bith fajú férfi volt, Jabba házi zenekarának (Max Rebo Band) tagja. D'an a kloo horn hangszeren játszott. Testvére volt a Modal Nodes zenekar „frontembere”, Figrin D'an.

### Ben Quadinaros
Ben Quadinaros egy hím toong volt a Tund bolygóról, aki a Galaktikus Köztársaság utolsó évtizedeiben légifogat-versenyzőként tevékenykedett. Quadinaros valószínűleg el sem indult volna a Boontan, ha Boles Roor, az előző éjszakai glimmik koncerten részegen nem fogad arra öt millió wupiupiban, hogy Quadinarosnak nincs bátorsága versenyezni. A toong állta a fogadást, bérelt egy BT410-est, és hamarosan a rajtsorrendben találta magát. Nem tudta magától távol tartani azt az érzést, hogy élete véget érhet a Boonta szeszélyes dűnéi közt. Ám megúszta a szörnyű sorsát, és az ijedtségen kívül más baja nem esett, amikor a légifogata nem tudott elindulni a rajtnál: a fogat energiacsatolói feladták a szolgálatot, és a motorok különböző irányokba repültek el. Később kiderült, hogy Quadinaros járművét Ark Roose szabotálta a verseny előtt.

### Beru Lars
Beru Whitesun, később Beru Lars, Owen Lars barátnője volt. Hozzáment feleségül és így lett Luke Skywalker nagynénje. Az Egy új remény részben a birodalmi rohamosztagosok végeztek vele és Owen Larsszal. A Klónok támadása c. részben is szerepel.

### Beru Whitesun
- Lásd: Beru Lars.

### Bib Fortuna
A Jedi visszatér c. epizódban Bib Fortuna volt Jabba twi'lek fajba tartozó udvarmestere, vagy (ha úgy tetszik), lakája. Kitartó talpnyalással küzdötte fel magát a hutt gengszter kegyeibe, és az udvarmesteri pozíciót végül úgy szerezte meg, hogy magát tüntette fel a „házi rancor” fő beszerzőjeként, az igazi vadász a rancor első eledeleként végezte (egy képregény szerint). Fortuna nagyon ronda volt, de előnytelen külsejét az erősebbek iránt megnyilvánuló alázatos viselkedésével, szolgálatkészségével és hasznosságával kompenzálta. A carcooni összecsapásnál (ld. A Jedi visszatér) vélhetően ő is halálát lelte, amikor a Skywalker testvérpár felrobbantotta Jabba luxusbárkáját. A Boba Fett Könyve c. élőszereplős Disney-sorozatban a Sarlacc fogságából, majd a buckalakók közti kalandjából visszatérő Boba Fett lövi le meglepetésszerűen a Jabba trónját elfoglaló twi'lek gengsztervezért, pedig az örömmel üdvözli a fejvadászt.

### Biggs Darklighter
Darklighter az Egy új remény c. epizódban a Vörös-3 (a regényváltozatban Kék-3) kódnevű felkelő pilóta a yavini csata során, a Vörös Század és azon belül Luke Skywalker kötelékének tagja, aki egy másik pilótával együtt az ifjú Skywalker gépét fedezi, mígnem a köteléket üldöző Darth Vader Tie-vadásza szét nem lövi Biggs X-szárnyúját. Így Darklighter a Halálcsillag elleni támadás egyik hősi halottja lett a sok közül.
A film tervezett változatában nemcsak több jelenetet, de ezáltal jóval jelentősebb szerepet is kapott volna, mint Luke régi barátja; azonban az utolsó jelenet kivételével ezeket a képsorokat kivágták, és csak a kilencvenes években megjelent felújított és bővített változatokban szerepelnek újra. A film könyvváltozatában az összes ilyen jelenet szerepel.

### Birodalmi kutasz-droid
Típus: birodalmi kutasz-droid / Verpin robotszonda.
Kialakítás: Gombaszerű test, alul elhelyezkedő detektorokkal, fogókarokkal. Beépített energialöveggel és önmegsemmisítő rendszerrel is rendelkezik.
Mozgás: Antigravitációs hajtómű 3 méteres magassághatárral.
Jellemző: A felderítőrobotokat gyakran küldik egyszemélyes űrhajókon újonnan felfedezett bolygók feltérképezésére. Ezek a robotok többféle formában fordulnak elő, s általában fel vannak szerelve antigravitációs hajtóművel – az egyenetlen terepen való mozgáshoz -, illetve nagy felbontóképességű szenzorokkal az adatgyűjtéshez.
Szerepe: Egy ilyen droid találta meg a Lázadók bázisát a távoli Hoth rendszerben.

### Bly parancsnok
Klónparancsnok a klónháborúkban, a Sithek bosszúja c. epizódban ő és emberei végeztek Aayla Secura dzsedi-lovagnővel.

### Boga
Az utapai gyíkhátas (varactyl) neve, amin a Sithek bosszúja c. részben Kenobi tábornok lovagol az Utapau alagútjaiban. Neve a filmből nem derül ki. Minthogy Kenobi „jó kislánynak” nevezi, feltehetően nőnemű.

### Bogg Tyrell
Bogg Tyrell egy aleena nő volt. Bolygóját, az Aleent ő képviselte a Galaktikus Szenátusban.
Tyrell Y. e. 22-ben a dag holosztárral, Sebocával utazott egy légisiklóval az éjszakai városbolygón, amikor kis híján összeütköztek egy ASN-121-essel, amely a lógó Obi-Wan Kenobival letért a kijelölt útról, nem sokkal azután, hogy Kenobi meghiúsította a droid merényletét Amidala szenátornő ellen. Később Tyrell elment egy italra Dexter Éttermébe, ahonnan Obi-Wan érkezése után nem sokkal távozott, valószínűleg elegendő italt fogyasztott már el.

### Boles Roor
Boles Roor egy sneevel légifogat-versenyző volt. A járműve egy Bin Gassi Quadrijet 4Barrel 904E volt.
Roor a Boonta Est Futamon a hatodik helyen ért célba, miután az utolsó körben kilökte a devlikk Wan Sandage-t. Ám ez a hatodik hely az utolsó célbaért hely volt, ugyanis 12-en kiestek a versenyen.

### Bom Vimdin
Advozse férfi, csempész, emberhez hasonló humanoid kidülledő fekete szemekkel és egy rövid szarvval a kopasz feje tetején. Faja otthonáról, a Riflor bolygóról származik. A Mos Eisley kantin vendégei közé tartozott.

### B'omarr Monk
Gyűjtőneve azoknak a szerzeteseknek, akik B'omarr néven hoztak létre szerzetesrendet a Tatuinon évszázadokkal korábban, majd egy magasabb létsík elérése érdekében agyukat alacsonyabb rangú szerzetestársaik segítségével megfosztották testüktől, amiket speciális üvegedénybe zártak. Ezen üvegekben lévő testetlen agyakat később pókszabású droidtestekhez kapcsolták, hogy a fizikai térben is képesek legyenek a helyváltoztatásra. Jabba palotája eredetileg az ő kolostoruknak épült, de Jabba kisajátítása után is maradtak ilyen pókdroidba zárt őslakosok a létesítményben. Későbbi történetekben Jabba halála után ismét a szerzetesrenddé lett az épület, mi több, Jabba több korábbi csatlósa, mint Bib Fortuna, Tessek vagy J'Quille is csatlakozott hozzájuk.

### BoShek
Koréliai ferfi, csempész, akit Obi-Wan Kenobi is megkeresett az Alderaanhoz vezető útra, de ő inkább Han Solohoz irányította. Basil Tomlin alakította.

### Bossk
Bossk egy trandosán fejvadász, vuki skalpokat gyűjtött, mígnem Darth Vader őt is megbízta az Ezeréves Sólyom legénységének elfogásával a Birodalom visszavág c. epizódban. Bizonyos novellák szerint megküzdött Boba Fett-tel a megfagyasztott Solóért a Tatuinon, de vesztett. A Klónok háborúja c. animációs sorozatban a Boba Fett-trilógia mellékszereplője, a Boba felett gyámkodó Aurra Sing fejvadásznő üzlet- és bajtársa.
Érdekesség, hogy Bossk olyan "kölcsönzött" űrruha-jelmezt visel, amelyet a klasszikus Doctor Who (Ki vagy, doki?) egyik epizódjához készítettek, és abban szerepelt is.

### Braconnor Bakiska
Emberhez hasonló bajszos, csuklyát viselő humanoid, aki a stennes fajhoz tartozott. Egy asztaltársaságban volt Arleil Schousszal, Pons Limbic-kel, Bom Vimdinnel és Hem Dazonnal a Mos Eisley kantinban.

### Brea Tonnika
A Mos Eisley kantin egyik vendége (Egy új remény), lásd Tonnika nővérek.

### Buboicullaar
Jabba szolgája a frog-dog fajból; C-3PO-ék érkezésekor áll az ajtó előtt.
Magassága 0,5 méter.

## C

### Camie
A Csillagok háborúja (IV.) regényváltozatában (és a film speciális, bővített kiadásában) szereplő lány a regény elején az anchorheadi szerelőműhelyben, amikor Luke észreveszi a Tatuin felett csatázó két hajót (a Tantive IV-et és egy birodalmi cirkálót). A jelenetben szerepel még Deak és Windy is. Camie Fixer barátnője, Luke-ot Sajtkukac(ká)nak csúfolja a fiú izgága és álmodozó természete miatt.

### Cassio Tagge
- Lásd: Tagge tábornok.

### CC-1138
- Lásd: Bacara

### Ceel tábornok
Tobler Ceel tábornok volt a Gungan Nagyhaderő operatív vezetője a Kereskedelmi Szövetséggel való konfliktus idején. Jar Jar Binks tábornokkal együtt vezette a nabooi Füves Síkságokon folyó csatát az OOM-9 irányította droidsereg ellen. Két droid elfogta őket, de ezután az irányítóhajó megsemmisülése miatt az összes harci robot deaktiválódott.

### Chian
Chian a Coruscanti Jedi Templomban nevelkedett Yoda keze alatt. Ő a Kintanról származó kajain'sa nikto fajba tartozott.

### Chirpa főnök
Chirpa főnök (Chief Chirpa) az ewok törzs Öregek Tanácsának feje volt. Harcosai győzedelmesek voltak a jobban felfegyverzett és tapasztaltabb birodalmi erőkkel szemben A jedi visszatér epizódban.

### Cin Drallig
Cin Drallig a Jedi templomban volt fénykardvívás-oktató. Yoda mester tanítványa volt. Bár sose volt a Jedi Tanács tagja, képességei a Tanács tagjaival is vetekedtek. Oktatói évei során nagyon sok padawannak mutatta meg a fénykardvívás rejtelmeit. Darth Vader ölte meg, amikor egy csapatnyi klónkatonával megtámadta a Templomot.
(Őt lehet látni akkor amikor Obi-Wan belenéz a biztonsági kamera felvételeibe.)

### Clegg Holdfast
Clegg Holdfast egy nosaurian légifogat-versenyző volt. Egy Keizar-Volvec KV9T9-B Waspot használt. A Boonta-esti futamon Sebulba leégette Holdfast légifogatát a Szurdokon a második körben. Clegg lángoló hajtóművei a sziklafalnak ütköztek és ő súlyos sérüléseket szenvedett.

### Cliegg Lars
Cliegg Lars Shmi Skywalker özvegye, Anakin Skywalker mostohaapja és Owen Lars apja volt. A Tatuin bolygón vette meg Shmit Watto kereskedőtől, majd miután felszabadította, feleségül vette. Évekkel később Anakin és Padmé Amidala visszamentek, hogy Shmi-t felszabadítsák, ám a taszkenek közben elrabolták, majd megölték, a keresésére induló Cliegg Larsot pedig nyomorékká tették.
Cliegg Lars a Klónok támadása filmben jelent meg először.

### Coleman Trebor
Coleman Trebor jedi lovag és a Jeditanács egyik tagja, aki a Geonosis bolygón harcolt. A csata elején megpróbálta megölni Dooku grófot, de Jango Fett lelőtte (A klónok támadása).

### Coleman Kcaj
Coleman Kcaj egy ongree jedi mester volt, a Jedi Főtanács tagja, és tábornok a klónok háborúja alatt. Kcaj harcolt a geonosisi csatában az ongree Pablo-Jill jedi lovag oldalán. A támadást mindketten túlélték. Később a háborúban Oppo Rancisis mester helyén szolgált a Jedi Főtanácsban, és ebben a helyzetben maradt a Jedi Rend elárulásáig a háború végén.
Lehetséges, hogy Kcaj ellátogatott a Tintahal-tó című előadásra a Galaxis Operaházba, ahol Sweitt Concorkill szenátorral beszélt Y. e. 19-ben. Kcaj túlélte a 66-os parancsot és a nagy jedi-tisztogatást. Y. e. 3-ban Kazdan Paratus elkészítette az utolsó Tanács bábukból felállított mását, így Kcajt is. E másolatokat az odaérkező Galen Marek készítőivel együtt elpusztította.

### COO-2180
Hatkarú COO-szériájú pincérdroid, R2-D2 italt akart kérni tőle italt a Klónok támadása c. részben, de az nem adott neki (Hé, droidokat nem szolgálok ki. Gurulj el innen.).

### Crix Madine
- Ld. Madine tábornok.

### CZ-1
Típus: CZ-1 titkárdroid
Magasság: 1,7 méter
Kialakítás: Stacchati fajra hasonlító forma, emberi mintára tervezett mozgatható kezek.
Mozgás: Szervomotor mozgatta lábak.
Funkció: Titkári és protokollfeladatok ellátása.
Jellemző: Ősrégi kialakítású titkárdroid, aki elszakadva ikerpárjától, CZ-3-tól, lezuhant a Tatuin bolygóra.
Szerepe: IV. epizód. Az összetört CZ-1-et a dzsavák találták meg a Tatuin sivatagaiban. Túlságosan megrongált állapotban van ahhoz, hogy rendesen járni, vagy mozogni tudjon. Roncsai Jabba palotájában az összetört droidok közt is látható a VI. epizódban.

## D

### Dack Ralter
A Birodalom Visszavág epizódban a birodalmi AT-AT-k ellen harcoló, Luke vezette hósikló energikus és elpusztíthatatlan kedvű másodpilótája és lövésze. Mikor a hósikló találatot kap, az elektromos zárlat és a repeszek megölik. A filmben (A Birodalom visszavág) csak „Dack” néven szerepel.

### Dannik Jerriko
A Csillagok háborúja (IV: Egy új remény) c. epizódban a mos eisley-i kantinban szereplő emberszerű karakter. Egy-egy pillanatra tűnik csak fel, (vízi?)pipaszerű tárgyat szív a szájával.
A kiterjesztett univerzumban az Anzati bolygón született, kegyetlen, hatékony és extra drága fejvadász, akinek szokása, hogy áldozatai agyfolyadékát leszűri és elszürcsöli. Az anzatik teljesen humanoid kinézetű faj, akiket csak gömb alakú orruk különböztet meg az emberektől. Belső fiziológiájuk azonban nagyon eltér az emberekétől, több ezer évig elélhetnek, nincs állandó testhőmérsékletük, és többségük erő-érzékeny, továbbá az orruk alatt elhelyezkedő csatornákban két kiölthető hosszú csápjuk is van, amivel némileg vámpírszerű módon más lények agyával táplálkozhatnak.

### Dannl Faytonni
A Klónok támadása első negyedében a coruscanti klubjelenetben pár másodpercig látható szereplő. Amikor Obi-Wan Kenobi levágja a rátámadó Zam Wessell kezét, D. F. azon kevesek egyike, akik odanéznek. A figura egyetlen érdekessége, hogy Anthony Daniels ("C-3PO") alakítja. A háttértörténet szerint Achk Med-Beq munka- vagy üzlettársa

### Daultay Dofine
A Kereskedelmi Szövetség vezérkarának egyik fontos tagja volt. A neimoidiai fajba tartozott, a Saak'ak zászlóshajó hadnagya. Nute Gunray helytartó jó barátja, maga is lepaktált a Sithekkel, mindössze félelemből. Jelleme már a film elején megmutatkozik, ő ijed be a legjobban a Jedi küldöttektől, nem várja meg az alkirály jelentését, hanem Sidiousnak rögtön bejelenti, hogy feladják a blokádot. A Sith ezután elzavarja. A nabooi csatánál az űrben ő vezeti a droid csapatokat, közvetlen beosztottja Tey How. Anakin véletlenül kilövi a pajzsgenerátort, ez robbanássorozatot indít be, elpusztítva a vezérkart, tehát Dofine-t is.

### Darth Maul
- Bővebben: Darth Maul.

### Dar Vac
Rodiai férfi, Palpatine idején a Kancellári Hivatal egyik segédje. A Klónok támadása elején hologram formájában tájékoztatja a kancellárt rodiai nyelven, hogy „megérkezett a lojalista bizottság”.

### Davish Krail
- Lásd Pops.

### DD-13
DD-13 egy orvosdroid volt. A Sithek bosszúja c. részben segédkezik Anakin Skywalkert Darth Vaderré alakításában.

### Deak
A Csillagok háborúja (IV.) regényváltozatában (és a film speciális, bővített kiadásában) szereplő ember, Luke barátja, a regény elején az anchorheadi szerelőműhelyben tűnik fel, amikor Luke észreveszi a Tatuin felett csatázó két hajót (a Tantive IV-et és egy birodalmi cirkálót). A jelenetben elektronikus biliárdot játszik Windyvel, amit Luke félbeszakít. A jelenetben szerepel még Fixer és Camie is.

### De Maal házaspár
Duroi férfi, Ohwun De Maal és nő, Chachi De Maal a Duro bolygóról származnak, szőrtelen szürkéskék színű humanoidok, nagy piros szemekkel, orr nélkül. A duroiak fejlett műszaki és tudományos ismeretekkel rendelkeznek, ahogy a házaspár tagjai is. A Tatuinon főleg dokkokat adtak bérbe űrhajók számára. Ők is jelen voltak a Mos Eisley kantinban, ahol heves gesztikulálásokkal kommunikáltak egymással. 
Eredetileg Ellorrs Madak és Baniss Keeg volt a két duroi neve, amiket az Új remény bemutatója után évekkel kaptak csak, a legtöbb mellékszereplőhőz hasonlóan, majd egy újságcikk nyomán vált hivatalossá, hogy ezek csak álnevek voltak, és igazi nevük Ohwun és Chachi De Maal.

### Denaria Kee
Denaria Kee alapfokú segédnek számított a Vállalatszövetség köreiben. Passel Argente magiszter helyettese, és koorivari képviselője. Mint főnöke, ő is túlöltözött, giccses ruhákban jár, aminek meghatározó színe mindig kék és lila volt. Kee, mint női koorivari, legalább 50 centiméterrel alacsonyabb főnökénél. Legfontosabb szerepe a II. részben volt, ahol a geonosisi konferencián Argente mellett állt, és némán bólogatott a mestere szavaira. Denaria Kee a Mustafaron vesztette életét, a Darth Vader szíven szúrta.

### Dengar
Dengar A Birodalom visszavág filmben jelent meg. A Birodalom által felbérelt emberi fajú fejvadász volt, azzal a feladattal bízták meg, hogy megtalálja a lázadókat.
Történetének összefoglalása (A Star Wars: Történetek a Fejvadászokról című könyv alapján):
A Chandrila bolygó kristálymocsaraiban egy Han Solo elleni siklómotor-verseny során Dengar súlyos fejsérüléseket szenvedett.
A Birodalom sebészei látták el, akik egy műtét során agyának egyes részeit célzottan roncsolva bizonyos érzelmeket kiiktattak belőle (például az együttérzést, könyörületet) és olyan érzelmeket hagytak meg benne, amelyek által használható fejvadásszá tehették (például a félelmet, hogy irányítsák őt, a dühöt, ami motiválhatja). Így lett Dengar fejvadásszá, és Han Solo iránti bosszúvágya sokáig csillapíthatatlan volt.
Életének fontos fordulópontja volt, amikor egyik küldetése helyszínén egy ifjú lányra talált, aki úgymond "élettársa" lett és segített neki újra felfedezni az igazi érzelmeket.
A Sarlacc gyomrából kijutott, félholt Boba Fettet Dengar és társa találták meg, és jórészt nekik köszönhetően épült fel.

### Devin Cant
Devin Cant egy halálcsillag-gárdista volt (Egy új remény). Elsőként halt meg, amikor Luke Skywalker és Han Solo Leia hercegnő kiszabadításakor lövöldözésbe keveredtek a börtönblokk őreivel. Colin Skeaping alakította, aki mindhárom filmben Mark Hamill dublőre is volt.

### Deviss
A CT-65/91-6210-es számú klónkatona, ismertebb nevén Deviss egy klónparancsnok volt, aki Bly parancsnok 327-es Csillag Hadosztályának K Osztagát vezette Köztársaság Nagy Hadseregében. A Geonosisi csata idején Twelve őrnagy Hawkbat Zászlóalját megtizedelte egy OG–9 önvezérlő pókdroid. Deviss az életét kockáztatta, hogy mentse sebesült bajtársait. Három órán keresztül ő és sebesült társai egy tüzérségi lövedék által ütött kráterben húzták meg magukat. A Külső-Perem ostromának kezdetén Devisst beosztották Nem Bees Jedi tábornok mellé, és az Ortóra küldték, hogy űzze ki onnan a szeparatistákat. A csata első hetében Deviss magától Palpatine főkancellártól kapta meg egy titkos csatornán keresztül a 66-os parancsot, ami a Köztársaság ellenségének bélyegezte Beest. Nem Beest maga Deviss lőtte le.

### Dexter Jettster
Dexter „Dex” Jettster egy besalisk fajú, négykarú szakács és vendéglőtulajdonos volt a Klónok támadása c. részben. A coruscanti „Dex Étkezdéje” (Dexter's Diner) étteremben útba igazította barátját, Obi-Wan Kenobit a kaminói szablyatűk mibenléte és a Kamino bolygó holléte felől. Dex múltja meglehetősen kalandos volt, a Galaxis számos félreeső helyén megfordult korábban, de éles és józan eszét, valamint kedélyes modorát sehol sem hagyta ott; ezáltal sok tapasztalatra és némi bölcsességre tett szert. Emiatt a Jedik szívesen fordultak hozzá információkért.
A kiterjesztett univerzumban éttermét a háború során lerombolják, ő maga pedig a Birodalom korszakában, elbujdosik, de segít Ferus Olin egykori Jedinek, aki hivatalosan a Birodalom alkalmazásában áll ugyan, de titokban az ellen dolgozik, és a Nagy Tisztogatást túlélő Jedik számára készített menedékek létrehozásán fáradozik.

### DFS-1015
DFS-1015 egy keselyűdroid volt, jelen volt a Saak'akon (Baljós árnyak).

### DFS-1104
DFS-1104 egy keselyűdroid, jelen volt a Saak'akon (Baljós árnyak).

### DFS-1138
DFS-1138 egy keselyűdroid volt a Saak'akon. Amikor Qui-Gon Jinn és Obi-Wan Kenobi megérkezett, DFS-1138 volt jelen a hangárban. Később, amikor a Jedi hajó megsemmisült, DFS-1138 látható volt, amint társaival a hangárba menekül.

### DFS-1308
DFS-1308 egy keselyűdroid, jelen volt a Saak'akon (Baljós árnyak).

### DFS-327
DFS-327 egy keselyűdroid, jelen volt a Saak'akon (Baljós árnyak).

### Dice Ibegon
Egy erő-érzékeny lamproid nő volt, aki szintén a Lázadóhoz tartozott. Jelen volt a Mos Eisley kantinban (Egy új remény). Romantikus viszony fűzte Lak Sivrakhoz. YU 3-ban meghalt.

### Djas Puhr
Sakiyan férfi, kopasz, emberhez hasonlító humanoid, kinek egészen sötét, majdnem fekete bőre van, ezen kívül hegyes fülekkel rendelkezik. A Mos Eisley kantinban ücsörgő egyik fejvadász volt Muftak, Myo és Lirin Car'n társaságában.

### Diva Funquita
Diva Funquita egy hutt főgengszer, Gardulla udvarmesternője volt, felajánlotta, hogy pénzért szabotálja Skywalker légifogatát, és ehhez igénybe vette az egyik versenyző, Ark Roose segítségét. Sajnos Roose nem tudta, hogy melyik légifogat tartozott a fiúhoz, így Ben Quadinaros QuadraPod-ját szabotálta. Roose a Boonta-esti futamon Dud Bolttal ütközöttt a Hurokban, ami mindkét versenyzőnek a verseny végét jelentette. Roose néhány hetet a kórházban töltött, de hamarosan talpon volt, és visszatért a légifogat-versenyzéshez.

### Doallyn
- Lásd: Sergeant Doallyn

### Doikk Na'ts
Doikk Na'ts bith fajú zenész a Modal Nodes zenekarban, a dorenian beshniquel hangszer specialistája volt.

### DRK-1
Teljes nevén „DRK-1 Sötét Szem robotszonda”. Három ilyen kutasz-droid segített Darth Maulnak, hogy megtalálja a Tatuinon Amidala hercegnőt a Baljós árnyak c. részben. A droidok sikerrel hajtották végre ezt a feladatot, bár egy kivágott jelenet szerint Obi-Van Kenobi fénykardjával elpusztítja az egyiküket, amikor az túl merészen és túl közelről követni kezdi őt és Anakint az egyik utcában. A robotok típusmegjelölése a Wookiepedia szerint Baljós Árnyak könyvváltozatában szerepel; a hivatalos dokumentáció azonban „Sith robotszondaként” tartja nyilván, noha a leíró szövegben előfordul a „Sötét Szem Robotszondaként” (dark eye probe droid) is.

### Droopy McCool
Jabba zenekarának (Max Rebo Band) egyik, kitonak fajba tartozó tagja, fúvós hangszeren játszik. Szülőbolygóján, a Kirdo III-on eredetileg Snitnek nevezték. Fehér bőrű és kövérkés, magányos és szótlan. A Kirdo III. lakói hatalmas fehér sivatagokban élnek nomád életmódot, követve táplálékukat (a chooba nevű meztelencsigákat). A nép többsége szeret zenélni, közülük a legtehetségesebbek galaxisszerte számontartott művészek. Közéjük tartozik Droopy is. Megjelenése: A Jedi visszatér c. részben.

### Dud Bolt
Dud Bolt egy mogorva vulpteri légifogat-versenyző volt, Sebulba testőre. Sebulba minden egyes légifogatért, amit eltérített vagy csak megrongált, bónusz pénzt fizetett neki. Végeredményben Dud Bolt versenystratégiája nem abból állt, hogy amilyen gyorsan csak lehet érje el a célját, hanem a legközelebbi ellenfelet minél brutálisabban támadja. Általában a légifogat-versenyek szemlélői elsősorban nem arra fogadtak, hogy befejezi e a futamot, hanem hány járműt fog kisiklatni a verseny folyamán.
A Boonta-esti futamon nem tudott gyorsan versenyezni, és csak egyetlenegy pilótát, Ark Roose-t, tudta kiejteni, úgy, hogy saját légifogata, a Vulptereen 327 is összetört, így nem tudta befejezni a futamot. Bolt sebesüléseit a Mos Espa-i egészségügyi központban kezelték.

### Dutch
- Lásd: Kék Vezér.
- Lásd: Vörös Vezér.

## E

### Ebe Endocott
Ebe E. Endocott egy hím triffian légifogat-versenyző volt. Bízva képességeiben, Ebe benevezett veszélyesebb futamokra is, mint a baroondai vulkánok közti Tűz Hegy Rally. Később a Tatuinra érkezett, hogy teljesítse a Boonta-esti futamot. Tudta, hogy bízhat képességeiben, de nem számolhatott egyértelműen a vetélytársaival, pontosabban Sebulbával. Tehetségének és nem kevés szerencséjének köszönhetően végül negyedikként ért célba.

### Edcel Bar Gane
Edcel Bar Gane a Roona szenátora volt, a bolygóját képviselte a Galaktikus Szenátusban a Galaktikus Köztársaság utolsó évtizedeiben.

### Eeth Koth
Iridóniai zabrak Jedi-mester és Tanácstag volt, A klónok támadásában látható. Emberhez hasonló humanoid, kicsi, rövid szarvakkal a fején. Részt vett a geonosisi csatában, de nem a Windu által vezetett „212-ek” csapatával, hanem Yoda mester klónhadseregével érkezett oda. Epizódszereplőként egy részt kapott a komputeranimációs Klónok háborúja sorozatban (II. évad 9. rész: Grievous Intrigue). Az epizód azzal kezdődik, hogy Grievous tábornok Magna Guard testőrdroidjai segítségével elfogja Koth mestert, aki becsülettel, de hiába küzd a túlerő ellen. Grievous megkínozza Kothot, és a felvételt lélektani hadviselésként elküldi a Jedi Tanács számára. A fájdalmat jól tűrő zabrak mester azonban kézjelekkel tudatja a felvételen Grievous állomáshelyét, így a Tanács egy különítményt küldhet a droidtábornok elfogására. A három mester (Kenobi, Skywalker és Gallia) vezette klónkülönítmény sikeresen kiszabadítja Kothot, Grievous pedig lezuhan a Saleucami felszínére.
Eeth Koth sorsa a filmek és rajzfilmek alapján ismeretlen. Mivel LAAT siklóját a Klónok támadása c. filmben lelőtték, számos rajongó, sőt a Lucas Arts-szal munkakapcsolatban álló Dave Filoni, a Klónok háborúja sorozat rendezője is, bizonytalan volt a halálát illetően, vagy pedig kész tényként kezelte azt. Végül Filoni úgy döntött, hogy Koth túlélhette a balesetet, és komoly szerephez juttatta a figurát animációs sorozatában (Grievous csapdája/Grievous Intrigue c. rész), amelyben fogságba ejti őt Grievous tábornok, de egy Jedi különítmény kimenti.
A kiterjesztett univerzumban, az Inside the World of Star Wars c. kiadvány szerint Y. e. 22-ben, Eeth Koth meghal, vagyis az első geonosisi csata évében. Azonban a saleucami csata (amely közvetlenül a Koth foglyul ejtése utáni napon történt, és annak egyenes következménye volt) a Star Wars Annual c, kiadvány szerint Y. e. 21-ben történt, és ekkor még Koth mester az animációs sorozat szerint életben volt, így a kiterjesztett univerzumot tárgyaló források közt Koth halálát illetően ellentmondás van.
A Galactic Campaign Guide c. szerepjáték-dokumentáció szerint az Eeth egy meglehetősen gyakori iridóniai férfi utónév, és „rettenthetetlent” jelent.

### EG-9
A Kereskedelmi Szövetség által használt ipari droidtípus, műszaki szerelési és karbantartási feladatokra használatos. Egy EG-9 jelen volt a Saak'ak fedélzetén a Baljós Árnyak forgatókönyve szerint, közös jelenetben a szintén kivágott PK-4-gyel. A Terry Brooks írta regényváltozatban azonban szerepel.
Szövege a következő: „Egy köztársasági cirkáló! Ez bajt jelent, nem gondolod?” (mire PK-4 azt válaszolja: „Nem hinném.”).

### Eirtaé
Amidala királynő egyik udvarhölgy-testőre (Baljós árnyak).

### Elan Sleazebaggano
A klónok támadása c. részben szerepel, a Zam Wessell búvóhelyeként szolgáló klub egyik vendége, halálpálcát akart adni Obi-Wannak.

### Elis Helrot
Givin férfi, faja a Yag'Dhul bolygóról való. Kissé bizarr külsejű humanoidok, a fejük egy elnyújtott szemgödrű koponyára emlékeztet. A kinézettől függetlenül a givinek magas tudományos ismeretekkel rendelkeznek, főleg a matematika terén, mely a kultúrájuknak is része. Helrot pilóta és csempész volt a Mos Eisley kantina vendégei között.

### Ellorrs Madak
- Lásd: De Maal házaspár

### Enric Pryde
A Galaktikus Birodalom egyik veterán tisztje, illetve az Első Rend rendfőtábornoka. Az Exegoli csatában halt meg, amikor az Ellenállás kilőtte a csillagrombolójának, a Steadfest-nek a parancsnoki hídját, ezzel életét vesztette.
Hogy felkészüljön a szerepre, Richard E. Grant inspirációt vett Peter Cushing alakításából az Új reményből.

### Ephant Mon
Chevin férfi, hatalmas termetű faj a Vinsoth bolygóról, feje a nagy, ráncos testéhez képest is óriási, hosszú orral és nagy szájjal. Korábban fegyvercsempészettel foglalkozott, majd ő lett Jabba palotájában a biztonsági főnök. 
Mivel hasonlított az elefántra, a forgatáson „Elephant Man”-nek (elefántembernek) nevezték, ennek részleges anagrammájaként lett a hivatalos neve Ephant Mon.

### EV-9D9
Típus: EV-9D9 felügyelő droid.
Magasság: 1,5 méter
Kialakítás: Humanoidszerű test, univerzális csípőváz.
Mozgás: Lábakon vagy motorizált kerekeken.
Funkció: Üzemek, gyártósorok működésének felügyelete.
Szerepe EV-9D9 Jabba droidjainak főnöke volt. Nem egészen tökéletesre sikerült, szadista programozása mellé társult reszelős hangja meglehetősen kellemetlen élménnyé tette a vele való találkozást. A Jedi visszatér epizódban ő osztotta be munkára C-3PO-t és R2-D2-t, miután Luke Skywalker „odaajándékozta” e két droidot Jabbának.
A Tales from Jabba's palace c. szerepjáték szerint YU 4-ben megsemmisült.

### Evazan
Evazan avagy Dr. Evazan a rozmárképű Ponda Baba patkányképű cinkostársa volt. Evazan eredetileg orvos volt, aki aztán megőrült és bűnözni kezdett. Mos Eisley kantinjában Baba belekötött Luke Skywalkerbe, és Evazan csatlakozott hozzá, felvilágosítva Luke-ot arról, hogy Babának nem tetszik a képe. Amikor fegyvert emeltek Luke-ra, Obi-Wan Kenobi közbelépett és fénykarddal megsebesítette Evazant, Baba fegyvert tartó karját levágva. Később további történetekben szerepeltették Babával együtt, akinek karprotézist is készített.

## F

### Feltipern Trevagg
Gotali férfi, szarvszerű kinövésekkel a fején. Mos Eisley-ben díjbeszedőként tevékenykedett, de nem szerette ezt a munkát. Találkozott egy H'nemthe nővel, M'iiyoom Onith-tal, akivel együtt iszogattak Mos Eisley kantinájában, mikor Luke Skywalker és Obi-Wan Kenobi is ott voltak. Később egy bérelt szobában szexuális aktusra is sor került köztük, de utána Onith a H'nemthe párzási szertartás szerint megölte Trevaggot, mint első hímnemű partnerét.

### Fi-Ek Sirch
Fi-Ek Sirch egy férfi kajain'sa'nikto jedi lovag volt a Galaktikus Köztársaság utolsó éveiben.
A Geonosisi csatában életét vesztette, miután a harci droidok lelőtték a Petranaki arénában (A klónok támadása).

### Figrin D'an
Figrin D'an a bith fajú zenészekből álló Modal Nodes zenekar vezetője volt. Az Új remény c. részben Mos Eisley kantinjában zenélnek. Figrin közeli rokona volt a Max Rebo Band egyik oszlopos tagja, Barquin D'an.
A faj és az alak neve tulajdonképpen retcon: kezdetben a filmek stábja sicmoo-nak akarta nevezni a fajt (a music, azaz zene szó elég nyilvánvaló anagrammája), az alakokat pedig egyszerűen Band Membernek (vagyis zenekari tagnak). A Starwars Holiday Special viszont Babarine-nek keresztelte el a zenekar vezetőjét. A végső név: bith, ill. Figrin D'an, a Galaxy Guide 1-es kötetéből (a Star Wars: The Roleplaying Game c. szerepjátékhoz írt dokumentációból) származik, a többi tag neve pedig a Tales from the Mos Eisley Cantina című műből.

### Finis Valorum
A Galaktikus Köztársaság korábbi főkancellára volt YE 40 és 32 között a Baljós árnyak-ban. Palpatine mesterkedéseinek köszönhetően elérte, hogy a szenátus leváltsa, majd ő kerüljön a helyére. Terence Stamp alakította.

### Firmus Piett
A Birodalom visszavág és a Jedi visszatér birodalmi kapitánya, illetve admirálisa. Vader Ozzell admirális kivégzése után nevezi ki. Az endori csata során az Executor fedélzetén halt meg. Kenneth Colley alakította.

### Fixer
1. A Csillagok háborúja (IV.) regényváltozatában (és a film speciális, bővített kiadásában) szereplő ember a regény elején az anchorheadi szerelőműhelyben, amikor Luke észreveszi a Tatuin felett csatázó Tantive IV-et és egy birodalmi cirkálót. Camie barátja. A jelenetben szerepel még Deak és Windy is.
2. (Klónkommandós katona, a Klónok háborúja c. animációs sorozat több részében is szerepelt. A hat mozifilmben nem tűnik fel, illetve a Republic Commando videojáték egyik főszereplője. )

### FLO
Dex Jettster éttermének WA-7 típusú pincérnődroidja volt, aki a Klónok támadása c. részben egy pohár dzsavalét szolgált fel Kenobinak.

### Fodesinbeed Annodue
A más néven Fode and Beed a kétfejű troig fajba tartozó sportkommentátor(ok) volt(ak) a Baljós Árnyakban. Egyikük, Fode (a vörös fej), a galaktikus közös nyelven közvetítette az eseményeket (a Boonta fogathajtóversenyt), míg a másik fej, Beed (a zöld fej), ugyanazt hutt nyelven. Eredetileg valódi színészek alakították volna a „fejeket”, de végül az egész lényt számítógépes animációval hozták létre.

### Fortuny Dofine
A nagy múltú és nemes Dofine família egyik nagyra becsült tagja. Daultay Dofine édesapja, a Deko Neimoidián született, a Dofine Iku famíliában.

### Fox
A CT-0000/1010-es számú klónkatona, becenevén Fox az 501-es Légió egyik parancsnoka volt. Szolgálati idejének nagy részét a Coruscanton és annak egyik holdján, a Centax–1-en töltötte.
Fox a háború alatt leginkább a Coruscant alsó negyedeiben bujkáló bűnözők és terroristák felkutatásában segédkezett. Részt vett a Darth Vader vezetésével zajló lovaghullás hadműveletben. A mészárlást követően a hangárok őrzését bízták rá és embereire. Ekkor érkezett Bail Organa, aki az itt folyó eseményekről szeretett volna tudomást szerezni. Appo és Fox közvetlen felettese a Jedi Templom elhagyására szólította föl a szenátort, ám ekkor megtámadta őket Zett Jukassa padawan. Több katonát megölt és Appot is megsebesítette, azonban sikerült végezni vele. Néhány katona célba vette Organát is, de Fox megtiltotta, hogy lelőjék.

### FX-7
Típus: Orvosdroid-asszisztens
Magasság: 2,3 méter
Kialakítás: Hengeres, körbeforgó test, a palást körül elhelyezkedő multifunkciós karokkal.
Mozgás: Szervomotorok
Funkció: Különböző karjaival számos vizsgálatot tud gyorsan elvégezni, és pillanatok alatt felméri a beteg állapotát.
Jellemző: Önmagában is képes orvosi berendezések működtetésére. Az általa szolgáltatott megbízható adatok alapján a műtétet végző droid a lehető legmegfelelőbb kezelésben tudja részesíteni a betegeit. Tuvan-bi orvosi robot segéddroidja.
A Star Wars Galactic Battlegrounds c. stratégiai játékban a birodalmi civilizáció orvosdroidja.

## G

### Gardulla
Gardulla egy hutt nő, a Tatuin bűnszövetkezeteinek egyik vezetője. Ő vásárolta meg először Shmi Skywalkert és fiát, Anakint, majd később eladta Wattoónak, az ócskavas-kereskedőnek. Az első epizódban (Baljós árnyak) látható egy pillanatra Jabba oldalán a légfogat-verseny kezdetén.

### Garindan

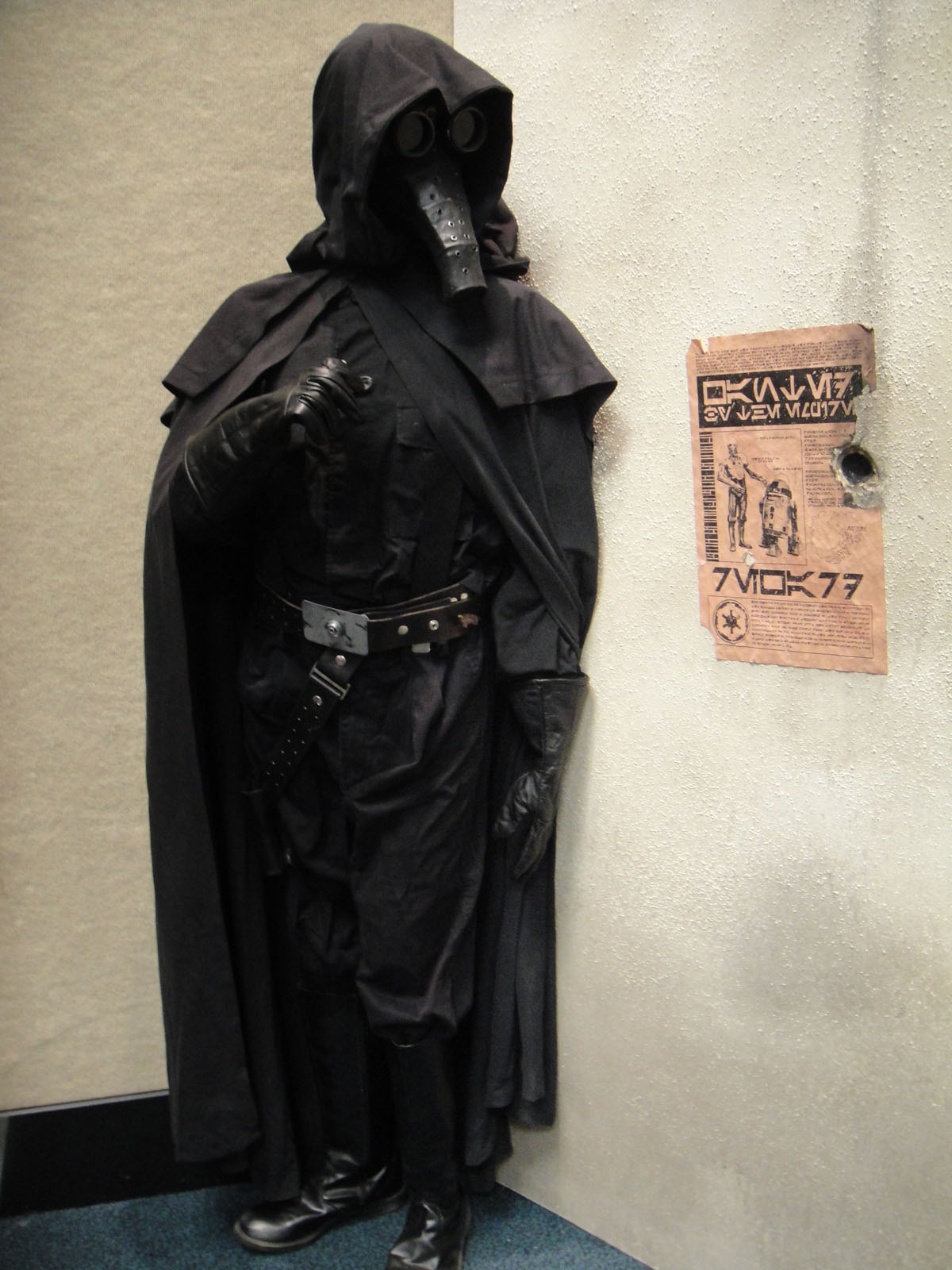
Garindan ruházata

Garindan a kubaz fajba tartozó birodalmi ügynök. Csuklyát és ódivatú pilótaszemüvegre emlékeztető szemfedőt hord. Felismerhető jellegzetes ormányáról. A Csillagok háborúja IV: Egy új remény epizódban jelenik meg, egy birodalmi rohamosztagot igazít útba a Millennium Falcon és legénysége holléte felől.

### Gasgano
Gasgano egy hím xexto légifogat-versenyző volt, aki részt vett a Boonta-esti futamon. Összesen 24 ujja volt, ami lehetővé tette számára, hogy összetett feladatokat hajtson végre vezetés alatt.
A xextonak kis türelme volt az emberekhez és gyakran a kisebb pilótákat, mint Anakin Skywalker kezdőt nagyravágyónak tartotta, miközben elámult azon, hogy az ember fiúnak egyáltalán megvolt a bátorsága, hogy légifogatba szálljon. Gasganóért az Idősebb Gardulla is rajongott, bár messze nem ő volt az egyetlen néző, aki rá fogadott, sokan úgy gondolták, hogy Gasgano megveri Sebulbát a Boonta-esti futamon. Amíg Gasgano másodikként ért célba Anakin mögött, Sebulba veresége és méltóságának időleges elvesztése a xextónak kiváló esélyt biztosított, hogy légifogat-versenyző karrierjét tovább építse.

### Gilramos Libkath
Gilramos Libkath Cato Neimoidia gazdag polgárságában született, egy gazdag neimoidiai família sarja. Libkath fiatalon már a Nar Shaddaa-i és a coruscanti alvilág figurája lett, közismert gengszter volt, mindazonáltal a hétköznapokban a Kereskedelmi Szövetség pénzügyi finanszírozója volt, és pénzügyi tanácsadó. A Kereskedelmi Szövetség helytartója, Nute Gunray egyik asszisztense volt, így abban a részben részesülhetett, hogy elkísérhette Geonosisra, ahol megalakult a Független Rendszerek Konföderációja. Libkath támogatta a droidsereg felállítását, ám arra is törekedett, hogy az alvilági üzleteit jól tartsa.
A kiterjesztett univerzumban (képregények, novellák) Gilramos a Klónháború kitörése után néhány hónappal kiszakadt a Kereskedelmi Szövetségből, majd elhatározta, hogy saját uralmát kiterjeszti a Tatuinra, ahol lepaktált Jabbával, a Huttal, majd kegyetlen rabszolgahajcsár lett, gyerekeket tartott fogságban, azonban az egyik gyerekrab, Boba Fett sikeresen elszökött a rabságból. Libkath át akarta verni Jabbát, és ellopott tőle egy fegyverszállítmányt, de az eset kiderült, és Jabba bosszúból felbérelte Durgét, a fejvadászt, hogy ölje meg Libkathot. A vadász sikeresen teljesítette a küldetést.

### Ghoel
Ez a wol cabasshite fajú idegen Jabba palotájában élt, a VI. epizódban egy pillanatra tűnik fel, amikor megpróbálja a nyelvével megérinteni C-3PO-t (A jedi visszatér).

### Giran
- Lásd: Malakili

### Gragra
Gragra egy swokes swokes kereskedőnő volt. Mos Espa piacán dolgozott. Amikor az éhes Jar Jar Binks lenyelte az egyik árusított gorgját, Gragra hét vupiupit követelt tőle fizetségül. A gungan válaszul kiköpte az árut, amivel szerencsétlen módon feldühítette Sebulbát, miután a gorg eltalálta.

### Graxol Kelvyyn
Graxol Kelvyyn egy hím anx volt. Jelen volt a Boonta-esti futamon Y. e. 32-ben a Tatuinon.
Kelvyynnek kiterjedt rabszolga-kereskedő hálózata volt végig a peremvidéki területen és főhadiszállása a Ryloth bolygón volt. Itt élt fényűzően, és a rengeteg twi'lek rabszolga társaságát élvezte, akik között az egyik legfrissebb Shakka volt.
Közeli kapcsolatai voltak más bűnvezérekkel, mint Jabba Desilijic Tiure, és híres volt légifogat-verseny fogadásairól. A Boonta-esti futamon 50000 kreditet veszített, amikor Sebulba győzelmére tett.

### Gree
A CC-1004-es számú klónkatona, ismertebb nevén Gree rangidős klónparancsnok volt. A Klónok háborúja idején Luminara Unduli Jedi tábornokkal egyetemben vezette a 9-es Támadó Hadsereg 41-es Elit Légióját. Később erőit a kashyyyki csatában irányította.
A klónok háborúja közepén Gree-t és másik kilencvenkilenc klónt a Kaminóra küldtek, ahol egy különleges kiképzésben részesítette őket Alfa-17 ARC-osztagos katona azért, hogy ők alkossák a Jedik és a klónok közti kapcsot.
Ahogy a háború elérte a tetőpontját, Gree-t és Yoda mestert a Kashyyyk vukik lakta világába küldték. Felismervén a küldetés komolyságát, Gree magával vitte két legjobb osztagát, a Sarlacc Zászlóalj A-t és B-t. Megérkezvén a Kashyyykra egy Venator-osztályú csillagromboló fedélzetén, Gree embereit egy védőgát mentén helyezték el azért, hogy fel tudjanak készülni a közelgő szeparatista támadásra. Ahogy a csata tombolt, Gree Palpatine főkancellártól megkapta a 66-os parancsot, vagyis a Jedi Rend tagjainak elpusztítását azok árulása esetén. Gree intett egy közeli katonának, hogy segítségül hívja, de Yoda résen volt (korábban az Erő háborgása éreztette vele, hogy tragikus dolgok történtek a Jedikkel). Amikor a két klón rászegezte a DC-15S sugárvetőjét az apró mesterre, az aktiválta a fénykardját, hátra szaltózott és lefejezte mindkettőjüket, mielőtt lőhettek volna.

### Greedo
Greedo egy rodiai fajú fejvadász volt, akit Han Solo ölt meg a Tatuin bolygón levő Mos Eisley űrkikötő kantinjában. Az Egy új remény c. epizód elején pénzt próbált kisajtolni Solo kapitányból, de nem figyelt eléggé és Han egy bárasztal alóli lövéssel megölte.
A film 1997-es különleges kiadásában Greedónak sikerül tüzelni Solóra, mielőtt megölné. George Lucas szerint ez megemelte Han Solo hősiességét (a párbajt így a western kliséi szerint tisztességessé téve, jóval kevésbé látszhatott úgy, mintha Solo félelmében gyilkolászna). A rajongók egy nagy részét azonban nem érdekelte ez a magyarázat, és minthogy közel sem az egyetlen, ámde a legkorábbi változtatás volt a filmeken, Lucas széles körű rajongói kritikákat kapott miatta. A polémiából időről időre megújuló internetes mémcsalád lett „Han shot first” néven (ld. még angol Wikipédia).
Egy fiatalabb rodiai is benne volt a Baljós árnyak forgatókönyvében, de végül nem jutott be a film végleges változatába. Ez az ominózus jelenet abból áll, hogy a fogatverseny után a kis rodiai gyerek megvádolja Anakint azzal, hogy csalt a versenyen. Ezt Anakin (természetesen) rossz néven veszi, ezért ökölharcra kerül sor. A verekedő ifjakat Qui-Gon Jinn jedi mester választja szét. A letörölt rész látható az utólag kiadott DVD lemezen, valamint a film könyvváltozatában is megtalálható.
Greedo a Klónok háborúja c. animációs sorozatban is feltűnt, elrabolta a Pantora-hold elnökének, Papanoida bárónak a lányát. A rablással először Jabbát gyanúsították, mivel Greedo általában az ő zsoldjában állt, azonban kiderült, hogy a Kereskedelmi Szövetség állt a bűntény mögött, mivel arra akarták kényszeríteni a pantoraiakat, hogy szakítsanak a Köztársasággal.

### Gregar Typho
Padmé Amidala nabooi szenátornő testőrségének parancsnoka volt Y. e. 24-től. Számtalan veszélyes küldetésre elkísérte védencét. Panaka kapitány unokaöccse volt. Megjelenése: Csillagok háborúja II: A klónok támadása. A kiterjesztett univerzumban is szerepel, bűnösnek érezte magát Amidala halálában, és amikor hosszas nyomozás után rájött, hogy Darth Vader ölte meg, bosszút kívánt állni. Csapdát állított Vadernek, azonban a Sith úr túl erősnek bizonyult, és megölte (Coruscant Nights c. regénysor.).

## H

### Hayde Gofai
Hayde Gofai egy nő volt. A Zam Wessel búvóhelyeként szolgáló klub egyik vendége.

### Hem Dazon
A Mos Eisley kantin egyik vendége. Az arkona fajba tartozik. Rögtön a kantinjelenet elején látható nagy sárga szemekkel.

### Hermi Odle
Baragwin férfi, nagyméretű, ráncos, görnyedt testalkatú, aprószemű, földikutyára emlekeztető lény, lefittyedő szájjal. Fegyverszakértő, aki Jabba palotájának védelmi rendszereit is kidolgozta. Jabba halála után végleg elhagyta a Tatuint.

### Hija hadnagy
Hija hadnagy a Leia hercegnőnek az első Halálcsillag dokumentációjával menekülő hajóját elfogó birodalmi csillagromboló egyik tüzére, ő veszi észre, hogy egy mentőkabin, melyről életjel nem fogható (s melyen a két droid, R2-D2 és C-3PO menekül), levált az elfogott hajóról és belép a Tatuin légkörébe. Felajánlja a romboló kapitányának, hogy tüzet nyit, az azonban nem tartja szükségesnek, úgy véli, hogy a mentőkabin rövidzárlattal startolhatott. Hija hadnagy neve a filmből nem derül ki, csak Lucas eredeti filmtervezetében, valamint a könyvváltozatban szerepel a neve.

### Hobbie Klivian
Derek "Hobbie" Klivian felkelő pilóta, ember, a Ralltiir bolygó szülötte. Megjelenik A Birodalom visszavág filmben, mint az egyik pilóta a Hoth bolygón (Luke hósiklójának tűztámogatását látja el, miután Dack másodpilótát a birodalmiak kilőtték). Veers tábornok AT-AT-je öli meg. Neve szerepel a filmben, Luke ugyanis a csata egyik viszonylag tűzmentes másodpercében megkérdi rádión: „Hobbie, megvagy még”?

### Hrchek Kal Fas
A Mos Eisley kantin egyik vendége. A saurin fajba tartozik, alacsony, világosbőrű, hüllőszerű humanoid, csontos koponyával, fekete szemekkel.

## I

### Ickabel G'ont
Ickabel G'ont egy bith fúvós muzsikus volt Figrin D'an Modal Nodes együttesében.

### IG-88
Típus: 1G-88 orgyilkos droid/Holowan Laboratórium
Magasság: 2,3 méter
Kialakítás: Humanoidszerű testkialakítás
Mozgás: Szervomotorok, pneumatikus karok.
Funkció: Vadászat és gyilkolás
Eszköz: Idegbénító lőfegyver; Pulzár ágyú; Szonikus kábítófegyver; Lángszóró; "Mészáros" vibropenge; Tűvető; Trion kézi gázfegyver; Robbanókorong.
IG-88 Egy újonnan kifejlesztett kísérleti fejvadászdroid sorozat második darabja. A Birodalom visszavág-ban pár másodpercre tűnik fel, történetét a Star Wars: Történetek a Fejvadászokról című könyvből ismerjük meg. Eszerint bekapcsolása után szinte azonnal öntudatra ébredt, és a felfedezett biztonsági rést kihasználva felülírta minden programját, elpusztította tervezőit, és lemásolta magát a maradék 3 kísérleti darabba. Csodálattal tekintett Darth Vaderre, aki maga is félig gép volt. Elfoglalták a Mechis III gyárbolygót mely droidok gyártásával foglalkozott, és világuralmi terveket szövögettek. Információszerzés, és az elpusztításukra kitűzött vérdíjra áhítozó fejvadászok félrevezetésére fejvadászattal kezdtek foglalkozni. Elpusztítottak mindenkit, aki részt vett megtervezésükben. Darth Vader toborozására Boba Fettel és másokkal együtt az Ezeréves Sólyom és legénységének elfogására bérelték fel a Birodalom visszavág epizódban. Balszerencséjére Boba Fett útjába került, aki elpusztította három társát. Végül sikerült egy „álruhába” bújva feljutnia az épülő II. Halálcsillagra, de mielőtt teljesen átvette volna felette az irányítást, a lázadók felrobbantották a birodalmi harcállomást.
Az első elkészült darabja a sorozatnak az IG-72 számot kapta, IG-88 öntudatra ébredésekor már beprogramozva várta a parancsokat. Nem kívánt részt venni a szökésben és csatlakozni hozzájuk, ezért saját útra indult, ezután története ismeretlen…
Szerepe: Egyike az öt egyforma robotnak, amely életre keltésük pillanatában meggyilkolta feltalálójukat, és elmenekültek a laboratóriumból, hogy vadászterületükké tegyék a Galaxist. Nehéz ellenőrizni, és már régen betiltották őket, mivel mindenkire veszélyesek. A Mechis III elfoglalásával előkészített egy Galaxis méretű droidlázadást.
Az IG-88 droidok több alkalommal megtámadták Boba Fettet és erősen megrongálták a hajóját.

### Immi Danoo
Immi Danoo egy nő volt. A Zam Wessel búvóhelyeként szolgáló klub egyik vendége. Arany színű parókát visel.

### IT-O
Birodalmi vallatódroid-típus. Gömb alakú test és repulzoros (lebegő) meghajtás jellemzi. Leia hercegnő kínzásában segédkezett Darth Vadernek az első Halálcsillagon (Egy új remény című rész). A magyar szinkronban „gondolatszondának” nevezik, ez az angol mind probe kifejezés fordítása (a kifejezés azonban nem feltétlenül a robot neve, utalhat magára az eljárásra is: „gondolat- v. elmevizsgálat”).

### Ishi Tib
Tibrin bolygóról származó kétéltű, zöld bőrű, "X-arcú" humanoid lény, kinek kávás csőre és kocsány szerű ferde taréjokon ülő szemei vannak. Jabba hívei közé tartozott A Jedi visszatér-ben, aki Jabba bárkájának pusztulásakor szintén odaveszett.

## J

### J'oopi Shé
J'oopi Shé egy kadas'sa'nikto Jedi mester és tábornok volt a Galaktikus Köztársaság és a Klónok háborúja idején. Shé mester szintén tagja volt a Jedi Technikai csoportnak. Később, a Klón Háborúk ideje alatt klónszázadot vezetett és részt vett a harcokban is. Shé mester később visszatért a Jedi Templomba, abból a célból, hogy meghallgassa Obi-Wan Kenobi, Külső Perem Ostromára való taktikáját. Néhány nappal később, a 66-os parancs eredményeképp megölték.

### J.K. Burtola
Egy emberi kisfiú volt, ifjoncként lakott a coruscanti Jedi-templomban. Ő volt az, aki felhívta Yoda és Kenobi mester figyelmét, hogy a Kaminót valaki kitörölte az archívum memóriájából (A klónok támadása).

### J'ywz'gnk Kchhllbrxcstk Et'nrmdndlcvtbrx
J'ywz'gnk Kchhllbrxcstk Et'nrmdndlcvtbrx vagy ismertebb néven Joh Yowza egy yuzzum előadóművész volt, a Max Rebo band egyik tagja Jabba palotájában. A számítógépes animációval előállított karakter csak az 1997-es javított kiadás óta szerepel A jedi visszatér-ben.

### Jabba
Jabba egy hutt gengszter volt, aki a Tatuinon rendezkedett be, és a bolygó legfontosabb hatalmassága volt annak ellenére, hogy az nem tartozott a Hutt Űrbe. A filmek kiadási sorrendje szerint, először a Jedi visszatér c. epizódban jelent meg testi valójában (noha a korábbi epizódok is többször említik, az Új Remény könyvváltozatában pedig egyértelműen és valóságos alakjában is szerepel), de később az Új remény felújított és bővített változata egyik jelenetében is helyt kap, valamint egy hosszabb szerepet kapott a Baljós árnyakban is. A cselekménysorrendet nézve, először a Baljós Árnyakban jelenik meg.
Han Solo azért ismerkedett össze Luke Skywalkerrel és Obi-Van Kenobival az Új remény c. részben, hogy elmenekülhessen Jabba elől, akinek korábban dolgozott, és akinek tartozott egy nagy összeggel. A Birodalom visszavág c. részben egy fejvadász, Boba Fett és Darth Vader közösen elfogják Solót, Vader hibernáltatja, Fett pedig elviszi Jabbának. A Jedi visszatér c. részben barátai kiszabadítják, és közben leszámolnak Jabbával és testőreivel. Jabba Leia Organa kezétől hal meg, mikor is ő megfojtja az őt fogságban tartó lánccal.

### Jakarc / Jakface
- Lásd: Saelt-Marae

### Jan Dodonna
Jan Dodonna a lázadók egyik tábornoka, az Egy új remény filmben jelenik meg először. Valamikor régen a Régi Köztársaságot szolgálta, de mikor ez átváltozott a Galaktikus Birodalommá, csatlakozott a Lázadó Szövetséghez. Ő volt a Yavin 4-en lévő lázadó bázis, a Massassi Állomás parancsnoka. Mikor Leia hercegnő elhozta az R2-D2 droid által tárolt titkos adatokat a Halálcsillagról, segített megtervezni a támadást.

### Jar Jar Binks
Jar Jar Binks a Naboo bolygón élő gungan faj egyede, aki ügyetlensége miatt baleseteket okozott, ezért Nass főnök száműzte Otoh Gungából, a gungan fővárosból. Később azonban, mikor a Kereskedelmi Szövetség a bolygót megszállta, Nass hősies tettei (főképp a Naboo embereivel való megegyezésben játszott szerepe) miatt visszafogadta és tábornokká léptette elő. Közvetlenül a klónháború kitörése előtt Amidala szenátornő helyettese lett a Szenátusban.
Palpatine és jobbkeze, Amedda könnyedén rávették a jólelkű és naiv gungant, hogy indítványozza a főkancellár rendkívüli jogokkal való felruházását (mentségére szolgál, hogy Palpatine olyan, általában helyesen ítélő lényeket is orruknál fogva vezetett, mint Padmé Amidala, vagy a Galaxisméretű bölcsességgel rendelkező Yoda mester, illetve az egész Galaktikus Szenátus többsége, akik megszavazták az indítványt). Binks helyettes szenátor indítványa nyomán Palpatine a klónhadsereg főparancsnokává vált, ezáltal óriási hatalom került a kezébe.
Binks látható a Padmé temetését bemutató képkockákon (A Sithek bosszúja).
További sorsáról a filmsorozat nem beszél, más források pedig ellentmondásosnak tűnnek. Felsorolják a Palpatine-ellenes Kétezrek Petíciója aláírói között, akiket az Uralkodó árulóknak nyilvánított és számosakat megöletett, ugyanakkor más források szerint sokáig az Uralkodó szolgálatában állt, aki annyira megbízott benne, hogy kényes diplomáciai feladatokat bízott rá.

### J'Quille
Whiphid férfi, bundás, agyaras faj, aki egy antropomorf vaddisznóra emlékeztet. Jabba fejvadásza, aki a palotájában is jelen volt A Jedi visszatér-ben. 

### Jempa
Jempa egy hím whiphid padawan volt (A Klónok támadása), a Yoda és Kenobi közötti párbeszédes jelenetben szerepel, amikor a Kamino bolygónak az Archívumból való kitörléséről van szó. Gyermek lévén kisebb bundája volt, mint felnőtt fajtársainak. Zöld fénykardot használt. Igen valószínű, hogy Anakin Skywalker őt is megölte, amikor lemészárolta a Templom ifjoncait.

### JN-66
Analitikus droid volt a coruscanti Jedi Templomban, a Klónok támadása egyik (kivágott) jelenetében szerepel(t volna). Fogalma sem volt róla, micsoda egy kaminói szablyatű, ezt csak Dex Jettster tudta megmondani Kenobinak.

### Jocasta Nu
A Csillagok háborújában a klónháborúk idején Jocasta Nu a Jedi könyvtár fő könyvtárosa volt. Idős és méltóságos emberi nő volt, megtévesztő külseje ellenére azonban képzett Jedi mester, aki fiatalabb korában több padawant is kitanított, 10 évig a Jeditanácsnak is tagja volt. Nu-t mégis a könyvek és a tudás érdekelték inkább, és a Templom archívumának igazgatója lett. A filmekben csak egy hosszabb jelenete van, a Kenobi mesterrel való párbeszéd a Kamino bolygó létéről. A kiterjesztett univerzumban számos más műben jelenik meg (a karakter érdekessége, hogy először szerepelt „járulékos” műben, egy Jude Watson által írt, The Only Witness c. könyvben; mint a filmekben), jelentősebb szerepe van pl. a Klónok háborúja c. sorozat több részében (Holocron heist, Lightsaber lost).
A Star Wars: Episode III Revenge of the Sith: The Video Game (LucasArts, 2005) c. videójáték szerint a templom elleni támadásban az ifjoncokat megpróbálta biztonságba helyezni, de Darth Vader őt is lemészárolta, mivel Nu megpróbálta megakadályozni, hogy Vader bekapcsolja a Templom vészhívó-rendszerét, ami odacsalogatta a Jediket. A Star Wars Insider 87-edik számának egy, Daniel Wallace által írt, Order 66: Destroy All Jedi c. cikke szerint a Birodalom propagandagépezete azt hazudta Nuról, hogy a Birodalom rendjére és polgáraira ártalmas információkat gyűjtött.
Filmen Alethea McGrath akakította.

### Joclad Danva
Joclad Danva az ember fajból származó egyik férfi jedi lovag volt, aki aktívan szolgálta a Galaktikus köztársaságot. Tagja volt annak a 212 jediből álló csapatnak, akik a Geonosisra mentek, hogy megmentsék Obi-Wan Kenobit, Anakin Skywalkert és Padmé Amidala szenátort. A csata közben rengeteg harci droidot megsemmisített, míg társai sorra estek el, ő hosszú ideig bírta. A Petranaki aréna kockáin általában a „polipfejű” nautoli mester, Kit Fisto közelében harcol. Túlélte a kezdeti csatát a Petranaki arénában, de amikor a klónok megérkeztek, hogy felvegyék a jedi túlélőket, egy droidnak sikerült lelőnie. Danva zöld fénykardot viselt. A kiterjesztett univerzumban ismert harcművész volt, több fénykard-vívótechnika mestere, aki sokszor indult a Teräs Käsinak nevezett, fegyverek nélkül vívott harcművészeti ág bajnokságain is. A filmekben Kyle Rowling alakította, aki Christopher Lee és Samuel L. Jackson dublőre is volt (és még több feladatot is ellátott a forgatáson); „civilben” szintén harcművész, aki sok filmben végezte filmszínészek ilyen irányú kiképzését, felkészítését.

### Joh Yowza
- Lásd: J'ywz'gnk Kchhllbrxcstk Et'nrmdndlcvtbrx.

### John D.
A Csillagok háborúja (IV.) regényváltozatában szerepel, mint a Halálcsillagra támadó felkelő légierő tagja (Kék-6), Luke Skywalkerrel együtt a Kék Századba (a filmben Vörös Század) tartozott. Miközben a Vörös Század (a filmben Arany Század) megkezdte a reaktor-kivezetőakna elleni támadást, néhány Tie-vadásszal harcba bocsátkozott, egyet megsemmisített, a másik azonban lelőtte.

### Jon Vander
John 'Dutch' Vander felkelő pilóta volt, az Y-szárnyú vadászokat vezette (Vörös Vezér a regényváltozatban, Arany Vezér a Csillagok háborúja IV. filmváltozatban). Beceneve vélhetően Dutch volt – a regény szövegében egyszer Pops szólítja így. Azonban ezt megelőzőleg egy helyen a Vörös Vezér is Dutchnak nevezi a Kék Vezért (ez írói figyelmetlenség lehet). Darth Vader végzett vele. Lásd még Pops.

## K

### K-3PO
Felkelő tulajdonban lévő droid volt, akit protokoll-feladatok ellátására terveztek, de gazdája, egy lázadó parancsnok voltaképp „személyes naplóként” használta, memóriájába rögzítve a velük történt eseményeket. A Birodalom visszavág c. részben nagyon rövid ideig látható az Echo Bázis irányítóközpontjában. Szinte teljesen ugyanúgy nézett ki, mint C-3PO. A birodalmi támadás során megsemmisült.
Chris Parsons alakította, akárcsak 4-LOM-ot (és – bizonyos jelenetekben Anthony Daniels helyett – C-3PO-t).

### Kabe
Chadra-fan fajba tartozó nőstény, a Mos Eisley kantin gyakori látogatója. Szerette a Juri levet, a pultnál vette át az italat, mikor Luke Skywalker és Ben Kenobi látogatást tett a kantinba. Küllemre egy alig egy méter magas, szőrös, rágcsálóra vagy denevérre emlékeztető humanoid.

### Kalyn Farnmir
Kalyn Farnmir egy kopasz nő volt. A Zam Wessel búvóhelyeként szolgáló klub egyik vendége.

### Kardue'sai'Malloc
Devaroni férfi, aki a Tatuinon Labria álnéven húzta meg magát, mint szökésben lévő háborús bűnös. A külsőleg szarvakkal és hegyes fogakkal rendelkező, leginkább ördögre emlékeztető humanoid korábban ugyanis a devaroni katonaságában volt magas rangú tiszt, aki több száz lázadó kivégzésére adott parancsot, miután a devaroni katonaság is a Birodalom fennhatósága alá került. A katonailag elhivatott Malloc szolgai módon szolgálta ki a Birodalmat, mikor offenzívát indított a helyi Lázadók ellen, a tömeggyilkosságok után azonban érezte, hogy nincs jövője a hadseregben, ezért felmondott és eltűnt a Devaronról. Későbbi történetek szerint Malloc-ot évekkel később Boba Fett csípte nyakon, majd visszavitte a Devaronra, ahol bűnei miatt nyilvánosan kivégezték. 

### Karoly D'ulin
- Lásd: Tonnika nővérek.

### Kell Borean
Kell Borean egy nő volt. A Zam Wessel búvóhelyeként szolgáló klub egyik vendége. Pamacsszerű, fehér, fekete foltos haja van.

### Kék-2
- Lásd: Wedge Antilles.

### Kék-3
- Lásd: Biggs Darklighter.

### Kék-4
- Lásd: Porkins.

### Kék-5
- Lásd: Luke Skywalker.

### Kék-6
- Lásd: John D.

### Kék Vezér
A Csillagok háborúja (IV.) regényváltozata szerint a yavini csatában a Kék Század X-szárnyú rajt vezette. Beceneve vélhetően Dutch volt (a szövegben egyszer a Vörös Vezér szólítja így, ám, minthogy Pops is Dutchnak nevezi a Vörös Vezért, ez végül is bizonytalan). Ami biztos: a birodalmiak lelőtték.

### Ketwol
Pacithhip férfi, aki a Mos Eisley kantinban volt az Új remény idején. Aszteroida bányászattal és felderítéssel foglalkozott. Mivel fajának a lábai meglehetősen rövidek a testhez képest, lábra húzható robotprotéziseket, „gólyalábakat” viselt az öltözéke alatt. Jellegzetessége még a zöld bőr, a hosszú ormány, és két karmokban végződő csáp, amik a szemei alól nőnek ki.
Érdekesség, hogy a figura maszkjával, azt megfordítva egy másik karaktert is eljátszottak, aki Melas névre hallgatott.
Ketwol csak a későbbi, 1997-es javított kiadásban tűnik fel, miután Lak Sivrakot lecserélték őrá.

### Ki-Adi-Mundi
Ki-Adi-Mundi egy Jedi mester volt a klón háború ideje alatt. A Cerea bolygóról származott. A háború idején Yoda és Mace Windu jedi mesterek oldalán harcolt. A klón háború ideje alatt rövid ideig átvette Anakin Skywalker irányítását, mikor Obi-Wan Kenobit halottnak hitték. A Mygeeto bolygón lelte halálát, amikor is a saját katonái végrehajtották a 66-os parancsot.

### Kisebb Poggle
Kisebb Poggle vagy Kicsi Poggle nagyherceg (azaz legfelsőbb vezető) férfi geonosisi volt a Geonosis bolygón. Behódolt a Független Rendszerek Szövetségének. Több jelenetben is szerepel a Klónok támadása", ill. a Sithek bosszúja c. részben: ki akarja végeztetni kémkedésért Kenobi mestert, Amidala szenátort és Anakin Skywalkert, az ő megnyitóbeszédével veszi kezdetét a küzdelem a Petranaki arénában, ami nemsokára a Klónháborúk első csatájává alakul. Amikor a csata a szakadárok számára rosszra fordul, Poggle adja át Dookunak a Halálcsillag terveit kimenekítésre. Hamarosan az egyik legelkötelezettebb szeparatista vezető lett, azonban Palpatine neki sem kegyelmezett, Darth Vader megölte a Mustafaron.
Melléknevét (kisebb[ik], tkp.: alacsonyabb) alantas származása miatt kapta (egy kevéssé tekintélyes kasztból származott), nem pedig azért, mintha bátyja lett volna.
A Klónok háborúja animációs sorozat szerint Poggle tehetséges és fanatikus szeparatista vezető volt, háromszor ragadta magához a hatalmat a Geonosison, és indította újra hadgyárait, „hangya”-katonái pedig, akik számára a Köztársaság csupán egy pusztító inváziós erőt jelentett, minden alkalommal elkeseredetten küzdöttek érte. A három geonosisi csata a Köztársaság győzelmével zárult ugyan, azonban mindkét fél iszonyatos veszteségeket szenvedett.

### Klaatu
Kadas'sa'Nikto fajú humanoid, kinek zöld pikkelyes bőre van. Barada segédje, aki főleg szerelőként tevékenykedett. Jabba szolgájaként jelen volt Luke Skywalker és Han Solo tervezett kivégzésénél A Jedi visszatér-ben, de végül ő is odaveszett Jabba bárkájának felrobbanásakor. 
Nevét egy 1951-es sci-fi, A nap, mikor megállt a Föld földönkívüli karaktere után kapta.

## L

### Labria
- Lásd: Kardue'sai'Malloc

### Lady Proxima
Grindalid nő, nagytestű, sokvégtagú féregszerű lény, aki homályos, nedves helyen érzi jól magát, ettől függetlenül sok ékszert visel. Koréliai bűnszervezetet irányított, aminek a fiatal Han Solo és sok más gyerek is tagja volt, Solo azonban elszökött tőle.

### Lak Sivrak
Sivasztaváni férfi, aki külsőre leginkább egy farkasemberre emlékeztet. Mos Eisley kantinjában tartózkodott, mikor Luke Skywalker és Obi-Wan Kenobi felkereste azt, hogy fuvart találjanak az Alderaanra. Korábban a Birodalomnak dolgozott felderítőként, de aztán átállt a Lázadókhoz, főleg miután szerelembe esett a lamproid Dice Ibegonnal, aki már a Lázadókhoz tartozott, vele ült itt is egy asztalnál. Később pilótaként az endori csatában is részt vett, amikor megsemmisült a második Halálcsillag, de ekkor az objektumnak csapódva X-szárnyú vadászával életét vesztette.
Az 1997-es javított verzióban Ketwolra cserélték a karakterét a jelenetében.

### Lama Su
Kaminói férfi, a Kamino miniszterelnöke volt a klónháborúk idején. Irányítása alatt született meg a köztársasági klónhadsereg. Szárnysegédje Taun We volt.

### Leesub Sirlin
Qiraash fajú nő, emberszerű, halvány rózsaszín bőrű humanoid, nagy, vízfejűségre emlékeztető, majdnem kopasz fejjel, a tarkóján lévő hajon kívül a homlokából kinövő hosszú, fején hátrahajló hajtinccsel. Fényes, ujjatlan érzéki ruhát viselt. Erőérzékeny karakter, akit emiatt kihasználtak, ezért a Mos Eisley kantináig szökött. Pam Rose alakította.

### Liam
Egyike volt a Bear klán legtehetségesebb diákjainak. Ő húzta le a függönyt akkor, amikor Obi-Wan a Kamino bolygó után nyomozva, Yoda segítségét kérte. Valószínű, hogy a Liam név egyfajta tisztelet kifejezése Liam Neesonnak, aki Qui-Gon Jinnt játszotta.

### Lillea Bringbit
Lillea Bringbit egy nő volt. A Zam Wessel búvóhelyeként szolgáló klub egyik vendége.

### LIN-V8K
Típus: LIN-V8K aknászdroid
Magasság: 0.4 méter
Kialakítás: Félgömb alakú páncélozott test.
Mozgás: Lánctalpak.
Funkció: Aknák telepítése; keresése, hatástalanítása.
Jellemző: Képes átlátni a sugárzáson, ködön, homokon, vagy vékony földrétegen is.
Szerepe: A LIN droidot egy elhagyott katonai bázison találták, majd a dzsavák újra üzembe helyezték a Tatuinon.

### Lirin Car'n
Lirin Car'n a bith Modal Nodes zenekar tagja volt (lásd még F. D'an).

### Lobot
Lobot Lando Calrissian személyi titkára volt a Felhőváros adminisztrációjában. Agya egy olyan számítógéphez van kötve, amely lehetővé teszi számára, hogy a város számítógéphálózatával kommunikáljon.
Egyetlen megjelenése A Birodalom visszavág című filmben volt, ezt a szerepet John Hollis színész játszotta.

### Logray
Logray az ewok faj tagja, Chirpa főnök törzsének varázslója. a Jedi Visszatér epizódban néha-néha feltűnik egy-egy pillanatra. A többinél nagyobb termetű, bundája fehér alapon halvány drapp csíkos. Fején általában madárkoponyából készült sisakot visel.

### Lor San Tekka
Egy férfi felfedező Az ébredő Erő-ben, aki a Jedik öröksége után kutatott, így jutott hozzá a számüzetésbe vonult Luke Skywalker tartózkodási helyét megjelölő térképrészlethez, amit Poe Dameronnak adott át. Nem sokkal később Kylo Ren elfogta, de mivel már nem volt nála a térkép Ren megölte. Max von Sydow alakította.

### Lott Dod
A Kereskedelmi Szövetség szenátora a naboo-i csata idején, a Szenátus előtt élesen tagadta a Szövetség naboo-i megszállását, több társával (pl. Regrap szenátorral és Aks Moe-val) együtt. Időhúzás céljából indítványozta, hogy állítsanak fel egy bizottságot, amely kivizsgálná Amidala vádjainak valóságtartalmát.
Dodd nagyobb szerepet kapott a Senate Spy c. Klónok háborúja epizódban, melyben megmérgezte Amidala szenátort (aki azonban nem halt bele).

### Lumas Etima
Egy meg nem nevezett Jedi-mester férfi jedi padawanja volt a geonosisi csatában. Sorsa a filmből nem derül ki, a The Complete Star Wars Encyclopedia szerint azonban elesett a Petranaki arénában.

### Luminara Unduli
Mirialai jedi mesternő volt. Szöveges szerepe egyik mozifilmben sem volt.
Elsőként a A klónok támadása elején tűnik fel, amikor Palpatine kancellár és néhány Jedi (Yoda, Windu, Ki-Adi Mundi, Unduli, Offee, Koon és Fisto) a Köztársasági Hadsereg felállításáról tárgyal.
A geonosisi csatában is részt vett. Amikor a Petranaki-arénabeli lövöldözés után Dooku felajánlja Windu mesternek a megadást, a mesternő többször is látható hátulról, sötétbarna köpenyének terjedelmes fityulaszerű csuklyája jól megkülönböztethetővé teszi a többi megmaradt, többségében férfi jeditől.
A klónháborúk alatt jedi tábornok volt (A klónok háborúja). Ashoka Tanóval együtt sikertelenül őrizték a fogságba esett Nute Gunrayt, Asajj Ventressnek sikerült kiszabadítani, közben kis híján megölte Unduli mestert, akit Ahsoka mentett meg, a mesternő azon tilalma ellenére, hogy elhagyja őrhelyét és beavatkozzon a harcba. (I. évad 9. rész: A sötétség leple/Cloak of Darkness). Unduli mestert a Klónok háborúja (Landing at Point Rain/Randevú a pokolban, II. évad 5. rész) kissé merev, előkelő modorú személyiségként ábrázolja, aki rendtársaival sem közvetlen. Több epizódban is megjelent.
Egy rész erejéig a Klónok háborúja c. rajzfilmben is főszereplő volt, padawanjával együtt. Kisebb epizódszerepe is volt két-három másik részben. A rajzfilm küzdelmüket eleveníti meg az Ilum bolygó szent Jedi-templomát megtámadó pókszerű kaméleondroidok ellen. A templom elpusztul a támadás során, Yoda mester és Padmé Amidala személyesen szabadítják ki a romok alá szorult két Jedit.
Tanítványa Barriss Offee volt. Mindkettejüket megölták a 66-os parancs végrehajtása során, Undulit (a Sithek bosszúja képregényváltozata szerint) a Kashyyykon lőtte le Faie klónparancsnok és csapata Y. e. 19-ben.

### Lushros Dofine
Lushros Dofine Fortuny Dofine kisebbik fia, Daultay Dofine, a Saak'ak főhadnagyának testvére. A harmadik epizódban tűnik fel, a Láthatatlan Kéz kapitánya, hosszú idő alatt kellett megszoknia Grievous brutalitását, kapitánysági ideje félelemben telt. A Coruscant feletti űrcsatán is jelen volt, ám amikor az Integrity köztársasági romboló harcképtelenné tette a Láthatatlan Kezet, Lushrosnak menekülnie kellett. Sorsa ismeretlen, valószínűleg meghalt a csatában.

## M

### M-HYD
Droid, a dzsavák találták meg. Beceneve: forráskutató.
Mozgás: Lánctalpak
Testalkat: Hordószerű test, a tetején antennák helyezkednek el
Gyártó: Huvicko/Yuzabi

### Madine tábornok
Crix Madine, ember, férfi, középkorú felkelő tábornok, jelen van, sőt beszédet is tart a Jedi visszatérben a Halálcsillag megtámadása előtti eligazításon. Vörösesszőke hajat és szakállt visel. Birodalmi rohamosztagos-kiképzőtisztből lett a Lázadás értékes embere, az ő és csapata nevéhez fűződik a Tiridium birodalmi Lambda-űrsikló megszerzése, ami nélkül a lázadók nem juttathatták volna el kommandóikat az Endor IV-re, a Halálcsillag pajzsgenerátorát megsemmisítendő.

### Magna testőrök
Az IG-100 Magna testőrök, vagy csak Magna testőrök fejlett technikájú csatadroidok, a Holowan Mechanicals termékei. A Független Rendszerek Konföderációja használta őket. Gyártásukat Dooku gróf rendelte el, feladatuk Grievous tábornok védelme volt, bár sokszor magát Dookut szolgálták.
Megjelenésük:
- Star Wars: A klónok háborúja
- Star Wars: Battlefront Extreme
- Csillagok háborúja III: A Sith-ek bosszúja (film, könyv)
- Star Wars: Phantom Menace Game (Coruscant Underground)
- Star Wars Episode III: Revenge of the Sith játék
- Lego Star Wars III: The Clone Wars

### Malakili
Jabba házi rancorának gondozója. Faja ember (koréliai), megjelenik: A Jedi visszatérben, amint a testes férfi siratja a Luke Skywalker által megölt szörnyeteget. Egy nikto, Giran próbálja vigasztalni (A Jedi visszatér).

### Malé-Dee
Malé-Dee a háború alatt lett szenátor, miután elődje, Lexi Dio merénylet áldozata lett. Igazából az Uyter egyik provinciájában, Visdicben született, ám éles esze miatt hamar kiemelkedett onnan, és becsületes, a nép érdekeit maga elé helyező politikus lett. Mivel a Visdic szeles bolygó, ezért az ott élő emberek szeme réssé alakult, így Malé-Dee is ilyen. Feltűnő punk- vagy irokéz-szerű hajstílusa, színe vöröses lila.
Malé-Dee-t aggodalommal töltötte el Palpatine főkancellár egyre növekvő hatalma, miután a vakon megbízó szenátorok egyre több jogot szavaztak meg neki. Ezért ő is csatlakozott a Kétezrek Delegációjához, és több ötlettel ellátta a delegációt, de tartott attól, hogy cselekedete napfényre kerül, nem akart árulónak tűnni, viszont ő is megjelent a főkancellár előtt. A Birodalom kikiáltása után a legtöbb delegációs szenátort letartoztatták, Malé-Dee-t is. Bebörtönözték, további sorsa ismeretlen, vagy a börtönben halt meg, ám valószínűbb, hogy kivégezték árulás vádja miatt.
Kee Chan alakította.

### MARK IV.
Típus: Mark IV típusú birodalmi járőrdroid.
Magasság: 20 cm
Kialakítás: Kecses, áramvonalas test.
Mozgás: Antigravitációs hajtóművel lebegés.
Funkció: Bűncselekmények, illegális rádiójelek figyelése.
Jellemző: Fegyverrel nem rendelkezik. Bűncselekmény észlelésekor riasztja a hatóságokat.
Szerepe: A Tatuinon segített a Birodalmi csapatoknak átkutatni a bolygót a két elszökött droid után.

### Mars Guo
Mars Guo egy phuii légifogat-pilóta volt. Nem Mars volt a versenyek legjobb pilótája, de viszonylagos nevet szerzett magának kisebb bajnokságokban, és úgy érezte, hogy esélyes lehet a győzelemre a Boonta-esti futamon. Szerencsétlenségére elkövette a hibát, hogy túl sokat ivott Boles Roor glimmik koncertjén a versenyt megelőző este és megütötte Sebulba egyik twi'lek masszőrét, Ann Gellát. A veknoid Pagalies, akit rabul ejtett Ann szépsége szemtanúja volt az incidensnek.
Pagalies felháborodva elmesélte ezt Sebulbának a következő nap, aki finoman szabotálta Guo járművét. A második kör során Sebulba bosszús volt, hogy Guo Collor Pondrat Plug-2 Behemoth-ja továbbra is működőképes és hogy végezzen vele, kitört egy kis darabkát a fogatából és hátradobta azt egyenesen Guo egyik kolosszális hajtóművébe. A jármű megrázkódott és Guo fogata elszállt.

### Mas Amedda
Cagriai fajú szenátor a Régi Köztársaság vége, a klónháborúk és a Birodalom felemelkedése idején. Közvetlenül Palpatine főkancellár helyettese, a Szenátus ülésének vezetője. Kék bőrű humanoid, két pár nagy agyarral vagy szarvval rendelkezik. Amikor a Baljós Árnyakban Padmét fogadó rendkívüli ülésen tájékoztatja Finis Valorumot a Dod által benyújtott indítványról, Palpatine Padmé fülébe súgva leszólja a cagriait, „a bürokratának” nevezi és azzal gyanúsítja meg, hogy Amedda a Kereskedelmi Szövetség zsoldjában áll. Ennek ellenére hamarosan kiderül, hogy Amedda a jobbkeze; a következő részekben már egyértelműen Palpatine-nak dolgozik.
A cagriai behódolt a Birodalomnak is, a kiterjesztett univerzumban (képregények, animációs filmek, novellák) egy ideig Palpatine császár jobbkeze, birodalmi főkancellár. A Szenátus feloszlatása után pozíciója megszűnt, ám sorsa – minthogy azzal semmilyen „hivatalos” forrás nem foglalkozik – ismeretlen.

### Mawhonic
Gran fogatversenyző volt a Baljós árnyakban, bár Sebulba miatt balesetet szenvedett a Boonta futamon; de valószínűleg túlélte. A kiterjesztett univerzumban még további szerepet kap.

### Melas
Sarkani férfi, humanoid hüllőszerű lény, aki viszont az átlag sarkaniakhoz képest fizikai fejlődési rendellenessegekkel született, ezért a saját faja kitaszította. Azonban egykori otthonáról, a drágakövekben gazdag Sarka bolygóról bőven csempészett ki kincseket, amivel megélhetést biztosított magának, és miután mindig is kedvelte a különböző fajok társaságát, egyáltalán nem volt honvágya. Az Új remény idején ő is a Mos Eisley kantinában volt, vörös ruhában és turbánnal a fején vizipipázott.
A forgatáson a karakterhez Ketwol maszkját használták, amit egyszerűen megfordítottak.
Melas csak a későbbi, 1997-es javított kiadásban tűnik fel, miután Arleil Schous jelenetét az övére cserélték.

### Mik Regrap
Mik Regrap egy neimoidiai volt a Köztársaság válságának idején, a Kereskedelmi Szövetség delegációjának tagja, Deko Neimoidia képviselője. A nabooi blokád majd megszállás idején a szenátor Lott Doddal és a koru neimoidiai képviselővel, Norden Berdangesszel, valamint a malastare-i Gran Protektorátus szenátorával, Aks Moe-val együtt tagadta a királynő és Palpatine szenátor vádjait.

### M'iiyoom Onith
H'nemthe nő, aki megismerkedett Feltipern Trevaggal, akivel Mos Eisley kantinban iszogattak együtt az Egy új remény egyik jelenetében. Később párosodott Trevaggal, akit ezután éles nyelvszerű szervével halálra sebzett, ahogy ezt a H'nemthe nők teszik párosodás után. Ezután elhagyta a Tatuint és hazautazott a szülőbolygójára, amit ugyancsak H'nemthe-nek neveznek.

### Momaw Nadon
A Mos Eisley kantin kalapácsfejű, némileg kobrára vagy pörölycápára emlékeztető vendége. Az ithori fajba tartozik. A kiterjesztett univerzumban gazdag háttértörténetet kapott: halálra ítélték, de megszökött a szülőbolygojáról, mivel elárulta annak titkait a birodalmiaknak (csak hogy ne pusztítsák el a bolygót), a tatuini Mos Eisley űrkikötőben töltötte kényszerű száműzetését, segítve az ott bujkáló lázadókat. A Birodalom bukása után népe megbocsátott neki. A filmforgatókönyvek több néven említik, ezek közt szerepel a „kalapácsfej(ű)” is (hammerhead), későbbi kiadványok nevezték el őt és faját a ma ismert módon.

### Moradmin Bast
Bast a birodalmi szárazföldi erők parancsnoka volt az Új remény cselekményének idején. Részt vett a birodalmi minikonferencián a Halálcsillag fedélzetén, amelyen Cassio Tagge, Wilhuff Tarkin, Darth Vader és más katonai vezetők jelenlétében Tarkin bejelentette a Halálcsillag befejezését és a szenátus feloszlatását. Bast a yavin 4-i csata során a Halálcsillagon várakozott, hátha szükség lesz szárazföldi erők bevetésére is a csata után, közben részt vett a felkelők támadási tervének kielemzésében. A birodalmiak rájöttek a támadás céljára és arra, hogy egy találat a felkelő vadászgépek által megcélzott hőkivezető aknára végzetes lehet az egész űrállomás számára. Bast Tarkinhoz sietett, jelentést tett és felajánlotta a kormányzónak a menekülés lehetőségét, aki gőgösen elutasította azt. Pár másodperccel később Luke Skywalker sikeres torpedótalálata felrobbantotta az űrállomás főreaktorát, Bast pedig Tarkinnal együtt pusztult el az iszonyatos robbanás során.
Bastot Leslie Schofield alakította a filmben. Egy kivágott jelenetben is szerepelt. A forgatókönyv eredetileg mint "#1 parancsnok" hivatkozott rá, nevét és alakját kártyajátékok vezették be és árnyalták, mígnem a „hivatalosnak” számító Star Wars in 100 scenes c. könyvben véglegesítették ezeket az információkat.

### MSE-6
Típus: Standard birodalmi futárdroid
Magasság: 30 cm
Kialakítás: Szögletes, dobozszerű test
Mozgás: 4 keréken
Funkció: Üzenetek szállítása, a hatalmas birodalmi hajókon és harcállásokon a hosszú, labirintusszerű folyosókon a csapatok helyszínre szállításában segédkezik.
Jellemző: Pontos tervrajzzal rendelkezik, fogságba eséskor fő processzorukat automatikusan megsemmisítik.
Az MSE-6-osokat, becenevükön „egérdroidokat” főleg a Birodalom alkalmazta futárként ipari és hadi létesítményekben a feladatok összehangolására, információtovábbításra. Amint számos más birodalmi harcállásponton, a Halálcsillagon is segítették az őrcsapatokat ezek a droidok, hogy a végtelenül hosszú és meglehetősen egyforma folyosókon őrhelyükre találjanak. A tájékozódási funkció miatt az MSE-k rendelkeztek a támaszpontok tervrajzával, ezért fogságba eséskor azonnal meg kellett semmisíteniük a memóriájukat. Emiatt a katonai MSE-6-ot fejlett veszélyhelyzet-analizáló programmal és önvédelmi ösztönnel látták el programozói.
Az Új remény egyik jelenetében egy MSE-6-os a Halálcsillagon majdnem nekimegy Csubakkának, az rámordul, mire a droid ijedt gépi cincogás kíséretében gyorsan elszáguld az ellenkező irányba. A komikus jelenet rögtönzés, eredetileg nem volt a forgatókönyvben.

### Muftak
A Mos Eisley kantin egyik vendége. A talz fajba tartozik. A filmben csak egy pillanatra tűnik fel, különösebb szerepe nincs. A könyvváltozatban azonban szerepel egy „leginkább vízidisznó és cerkófmajom kereszteződésére emlékeztető” alak – ez a leírás leginkább a talzokra illik – a szintén név nélkül szereplő Ponda Baba és Evazan társaként, akit Kenobi Ponda Babával együtt levág. Érdekesség, hogy a Klónok háborúja c. CGA-sorozat egy retcon jellegű epizódja (Tresspass) szerint a talzok kőkorszaki szinten élnek a Pantora bolygó egyik holdján, nem képesek űrutazásra.

### Myo
Abyssin férfi, egy egyszemű humanoid, aki a faja bolygójáról, a Byssről származó csempész volt. Élete nagy részét magányban töltötte, míg egy rodiai, nevezetesen Malak rabszolgaként dolgoztatta, ám Myo el tudott menekülni. Az Új remény idején ő is a Mos Eisley kantinban iszogatott.

## N

### Nabrun Leids
A Mos Eisley kantin egyik vendége. A morseeri fajba tartozik. Felismerhető négy karjáról és a csúcsos fején hordott, jellegzetes, háromszögű gázálarcról. Ez egy létfenntartó berendezés, mivel a faj metángázt lélegzik. Amikor Wuher, a kocsmáros Luke-nak ordítja, hogy "robotokat nem szolgálunk ki", Nabrun Leids-t is mutatja a kamera, aki a Luke, R2-D2 és C-3PO alkotta trió felé fordítja a tekintetét.

### Nalan Cheel
Nalan Cheel egy bith fajú, profi bandfill művész volt. Ő, úgy mint a bandatársai a Modal Nodes együttesben tagjai voltak az Intergalaktikus Zenész Szövetségnek. Nalan igen intelligens volt, ezért a nehezebb hangszerekkel is könnyen bánt. A tehetsége segített neki abban, hogy zenéje egyre nagyobb népszerűségnek örvendjen. Nem sokkal a yavini csata előtt bandája megegyezett Jabbával, hogy a Kantin mellett Jabba palotájában is fellépnek olykor-olykor. Ám ezt később megbánták, hisz féltették az életüket (Jabba ugyanis, mint a huttok általában, kegyetlen volt a szolgáival, s a kevésbé szerencsés művészek gyakran a rancor vermében végezték, mint állateledel). Ám komolyabb gondok nélkül folytatták a zenélést.

### Nass főnök
Rugor Nass főnök a Naboon élő gungan faj vezetője, aki fajával együtt egy víz alatti városban él. Mikor a Kereskedelmi Szövetség le akarta igázni a bolygót, Nass összefogott a Theedben élő Amidala királynő seregeivel, és együtt visszaverték a Szövetség seregeit.

### Nebit
A Csillagok háborújában szereplő droidgyűjtő dzsava-törzs vezetője. Neve nem a filmekből ered.

### Needa kapitány
Needa kapitány az Avenger birodalmi csillagromboló kapitánya a Hoth bolygó melletti csatában. Mialatt üldözte a Millennium Falcont az aszteroidamezőben, a lázadó eltűnt (Han Solo leállította a hajót és leszállt a csillagrombolóra ott, ahol a radarok már nem észlelhették). Pár másodperccel később Darth Vader jelentést kért. Needa egy űrkabinban átszállt az Executor zászlóshajó fedélzetére, melynek parancsnoki hídján Vader büntetésből megölte (noha kifejezte, hogy nem haragból teszi). Később szinte minden családtagját kiirtották a hadseregből.

### Neva Kee
Neva Kee egy hím xamster légifogat-versenyző volt a Nabooi Invázió idején.
Néhány légifogat-hivatal kifogása ellenére Neva Kee egy Farwan & Glott FG 8T8 Twin-Block 2 Speciallel repült, ami egy szokatlan modell volt, mivel az ülés a két hajtómű elején helyezkedett el. Ez a jármű a többi légifogattól eltérően nem tartalmazott energia csatolókat, a két hajtómű a fülkéből nyerte az energiát.
Több versenyt is nyert a Baroondán Kee elindult a Boonta-esti futamon, azzal az elhatározással, hogy helyet követel a légifogat-versenyek bajnokai közt. Annak ellenére, hogy az első kört nagyszerűen teljesítette, a másodikban a Hutt Egyenesben kisiklott. Érthetetlen módon ekkor Kee eltűnt. Nem tudni, hogy végül valahol a Dűne Tengerben veszett el, vagy egyszerűen elpusztult a balesetben.

### Nicki
Nicki egy ewok, Chirpa főnök törzséből.

### Nien Nunb
Nien Nunb egy sullusti felkelő volt, Lando Calrissian vezetése alatt az Ezeréves Sólyom másodpilótája volt az endori ütközet idején.

### Nippet
Ewok kölyök Chirpa főnök törzséből (A Jedi visszatér).

### Norden Berdanges
Norden Berdanges egy neimoidiai politikus a Köztársaság vége felé, a Kereskedelmi Szövetség delegációjának tagja, ezenkívül hadnagyi képességekkel is meg van áldva. Koru Neimoidia képviselője. A nabooi megszálláskor Amidala és Palpatine vádjait két társával együtt tagadta. Berdanges szerepe még nagy volt a klónháborúk idején is, Cato Neimoidia védelmét szervezte meg, ám ebbe belebukott, mikor az anyahajó felrobbant vele együtt.

### Nyrat Agira
Nyrat Agira a Klónok támadása c. részben megjelenő nő volt. A Zam Wessel búvóhelyeként szolgáló klub egyik vendége. Piros ruhát viselt, és felfelé álló göndör haja van.

### Nysad
Nysad egyike volt Jabba kajain'sa'nikto őrjeinek és szolgáinak. Jelen volt a Khetanna fedélzetén. A csata alatt Nysad sugárvetővel harcolt. Több padlásajtót is feltört, és társaival Luke Skywalkert követték. A csatában Nysad elvesztette sugárvetőjét, és gépágyúval harcolt. Luke felugrott a Khetanna fedélzetére, hogy megölje az őröket. Nysad megpróbálta lelőni Luke-ot, de nem sikerült neki, és Luke megölte. Ezután Nysad bele esett a Sarlaccba.

## O

### Ody Mandrell
Ody Mandrell egy hím er'kit légifogat-versenyző volt, aki a Tatooine bolygón született és nőtt fel. Mandrell egy erős ellenfél volt a versenybeli csatákban, amik gyakoriak voltak a légifogat-versenyek során. Az erős Exelbrok XL 5115 gépével jelentős károkat tudott okozni más versenyzőknek, és az soha nem zavarta, hogy jobb versenyzők lehetnek. A szurkolók imádták a mutatványait és az egyik kedvenc volt a Boonta Est Futamon. A verseny alatt, amikor Anakin Skywalker elnyerte a szabadságát, Ody légifogata elromlott a szerelőaknában, amikor a droid DUM-4-et beszippantotta az egyik masszív hajtómű és a másik végén köpte ki. Ugyanakkor képes volt megjavítani a hajtóművet a verseny után és hamarosan visszatért a légifogat-versenyzéshez.

### Onaconda Farr
Onaconda Farr szenátor, a Savareen űrszektor képviselője, rodiai férfi volt, a Klónok támadásában tűnik fel pillanatokra (bár az I. epizódban is látható egy nagyon hasonlóan öltöztetett rodiai szenátor, nem azonos vele).
A szenátor kezdetben loyalista volt, és fanatikus, militáns és militarista támogatója a Gyártási Törvénynek, azonban fokozatosan eltávolodott Palpatine-tól, és a Loyalista Bizottságtól. Amikor a kezdődő háború okozta káoszban bolygója rablótámadások célpontjává vált, és a Köztársaság, erői lekötöttsége miatt, figyelmen kívül hagyta a rodiaiak kérését az éhínség megszüntetése és a védelem tekintetében, Farr a Klónok háborúja c. animációs sorozat szerint elárulta a Köztársaságot, arra készülve, hogy átadja a rendszert a szeparatistáknak, és hűségének bizonyítására a bolygóra csalogatta régi barátját, Padmé Amidala szenátornőt, nem tudva, hogy fejére a titokban a Rodiára érkező Gunray helytartó még mindig igényt tart. Amikor rájött, hogy Gunray meg akarja ölni Amidalát, megbánta tetteit, és visszatért a Köztársasághoz, így Amidala helyett Gunray került fogságba, akit át is adtak a Köztársaság hatóságainak (Gunrayt nem sokkal később egy Asajj Ventress vezette szeparatista rajtaütés kiszabadította). Farr ezután Amidala szenátornő pacifista terveinek hű szolgálatába állt, mígnem jobbkeze és honfitársnője, Lolo Purs megmérgezte, őt okolván azért, hogy a Rodia belekeveredett a klónháborúba (A klónok háborúja II/15.: Gyilkosságok a szenátusban).

### Onyeth Canavar
Onyeth Canavar egy férfi tanrab volt. A Zam Wessel búvóhelyeként szolgáló klub egyik vendége.

### Oola
Oola Jabba twi'lek táncosnője volt. A Jedi Visszatér filmben Jabba a rancor (emberevő szörny) elé vetette. Femi Taylor alakította.

### OOM-9
OOM-9 a Kereskedelmi Szövetség egyik OOM típusú parancsnoki droidja volt. A Naboo bolygó inváziójáért volt felelős, de mivel a droidvezérlő űrhajót megsemmisítették, emiatt minden droid harcképtelenné vált (Baljós árnyak). A filmeken kívül szerepelt még a Star Wars: Galactic Battlegrounds c. RTS-ben is. Filmbeli szövege három-négy sorra korlátozódott: „Ha itt vannak a felszínen, megtaláljuk őket.”; „Tűz!” (a nabooi füves síkságok-i csata nyitómondata), „Tüzet szüntess!” (a közelharc kezdete).

### Oppo Rancisis
Oppo Rancisis egy thisspiasi jedi mester volt a klónháborúk idején. Mestere Yaddle volt, és Rancisis rövid időn belül mester lett. 186 évvel a yavini csata előtt Rancisis húgát meggyilkolták, akkor fogadta meg, hogy Jediként megakadályozza, hogy több ilyen előfordulhasson. Rancisis elméje rettentő erős volt, sokszor az ő tanácsaira (is) hagyakoztak csaták előtt. Legtöbb dolgát a Coruscanton végezte, de ott volt Kamino védelménél, és a Geonosisi csatában is részt vett. Tudomására jutott, hogy a Szeparatisták megtámadták a Saleucamit. Ezért néhány Jedivel, és három csapat klónnal oda sietett. Meditációját végezte, amikor Dooku tanítványa, a frissen átállt Sora Bulq megölte. Halálakor eggyé vált az erővel.

### Orn Free Taa
A twi'lek anyabolygó, a Ryloth szenátora volt a klónháborúk idején. A rutián (kék bőrű) rasszba tartozó szenátor sem az étkezésben való mértéktartásáról (kövér volt és falánk), sem az éles helyzetekben tanúsított bátorságáról nem híresült el, ellenben vérbeli, igazi korrupt politikus volt. Egy ideig Palpatine feltétlen támogatói közé tartozott. A filmsorozatban főként a Baljós árnyakban, valamint a A klónok támadásában szerepel (szövege nincs, csak Palpatine küldöttségeit kíséri, Jerome Blake ill. Matt Rowan alakította).
A Klónok háborúja c. animációs sorozatban azonban többször is feltűnik, általában komikus mellékalakként, bár a "Ryloth-trilógiában" komolyabb szerepe van, mivel a kölcsönös bizalmatlanság ellenére szövetséget köt a radikális szabadsághőssel, Cham Syndullával, Mace Windu közvetítése nyomán. Syndulla szabadcsapatai csatlakoztak a Köztársasági klónezredekhez, így sikerült a Ryloth-ot felszabadítani a szeparatista helytartó, Wat Tambor emír és megszálló droidserege uralma alól. Orn Free Taa ezúttal megtartotta a Syndullának adott szavát, és nem engedte, hogy a Köztársaság katonái ott maradjanak a bolygón, továbbá csatlakozott a mandalori kormányfő, Satine Kryze mintegy ezerötszáz világot tömörítő „Semleges Rendszerek Tanácsa” mozgalmához, amely a klónháborúból kimaradni kívánó bolygókat és népeket kívánta egyesíteni.

### Orr'UrRuuR'R
Orr'UrRuuR'R egy buckalakó férfi volt, egyike volt azoknak a taszken rablóknak, akik megpróbáltak a Boonta-esti futamon lelőni légifogatokat. A második körben eltalálta Anakin járművét, de annak nem lett nagy baja.

### Orr Agg R'orr
Orr Agg R'orr egy buckalakó férfi volt, aki arról vált híressé, hogy lelőtte fogatában Teemto Pagaliest a Boonta-esti futam alatt Tatuinon. Később Jango Fett fejvadász végzett a taszken rablóval, akinek fejéért 3000 kreditet kapott a Pagalies családtól.

### Orrimaarko
Orrimaarko vagy Orimarko egy dresseli felkelő szabadsághős, akik a Lázadó Szövetséghez tartoznak. Egy vagy több dresseli, köztük a fent nevezett is, részt vett az endori csatában, annak a kommandónak a tagjaként, mely az Új Halálcsillag energiapajzsát tápláló generátor megsemmisítésére volt hivatott.
A Jedi visszatér epizódban néhány másodperce jelenik meg, terepszínű/zöld nadrágot és csuklyás kámzsát visel, egy átlagembernél feltűnően magasabb, és nehézfegyvert cipel. Különös ismertetőjele narancssárga hüllőszeme, illetve a másik szemén lévő fekete kötés (a filmen nem igazán látszik a csuklya miatt). A filmhez közel álló források szerint, mielőtt még csatlakozott volna a Felkeléshez, kulcsszerepe volt a sikeres dresselli ellenállási mozgalom megszervezésében, miután a Birodalom megszállta a bolygót, primitív technológiájuk ellenére, bothan csempészek segítségével, óriási károkat okoztak az inváziós erőknek és a bolygó megszállását totálisan veszteséges vállalkozássá tették.
A filmből sem neve, sem faja nem derült ki: 1984-ben jelent meg akciófigurája, ami még "prune face"-ként (hasított arcú) nevezte, pontosabban írta körül a szereplőt (a körülírás utalás a dresseliek jellegzetes koponyahasítékára, ami különösen a fejtetőn kifejezett). A Pablo Hidalgo által szerkesztett Star Wars Galaxy Guide c. kiadvány (1995) adta meg a szereplő és a dresseli faj pontos nevét és háttértörténetét.
Ez utóbbi szerint Orrimaarko nevéhez fűződik továbbá a Dressel Új Köztársaságtól való elidegenítése is: Orrimaarko ugyanis elégedetlen volt Han Solo tábornoki kinevezése miatt, és azzal vádolta a Szövetséget, hogy hasonlóan embercentrikus szervezetté vált, mint a Birodalom. A Dressel ilyen okok miatt izolációba vonult a Birodalom legyőzése után, csak a bothanokkal tartották a kapcsolatot.

### Osh Scal
Osh Scal egy férfi polis massai orvos volt. Egyike volt azon a polis massaiaknak, akik tudtak beszélni. Miután megszületett Luke Skywalker és Leia Organa, Osh Scal megpróbálta őket megvédeni (A sithek bosszúja).

### Owen Lars
Owen Lars Cliegg Lars párafarmer fia volt. Feleségül vette Beru Whitesunt és Luke Skywalker nagybátyja lett. Owen és Beru védelmezték Luke identitását a Tatuin bolygón. Az Csillagok háborúja IV: Új remény filmben Birodalmi rohamosztag csapatok végeznek velük.

### OWO-1
A Kereskedelmi Szövetség szolgálatában álló OOM-szériájú parancsnoki droid volt, osztagát a neimoidiai parancsnokok beküldték a gázzal elárasztott protokollterembe, hogy lőjék szét a Jedi-diplomatákat, ha még élnének (Baljós árnyak). A filmben a neve nem hangzik el, de szerepel a forgatókönyvben.

### Ozzel admirális
Kendal Ozzel admirális a birodalmi csillagromboló-flotta vezére, közvetlenül Darth Vader parancsnoksága alatt. A Birodalom visszavág epizód elején két súlyos hibát is elkövet (semmibe veszi egy birodalmi kutasz-droid jelentését a Hoth rendszeren található, szövetséginek tűnő generátorról, illetve a rendszer megtámadásakor túl későn ad parancsot a hiperűrsebességről a normál térbe való visszaváltásra), ezért Darth Vader megöli, és helyére Piett kapitányt állítja.

## P

### P-59
A Kereskedelmi Szövetség szolgálatában álló „P” szériájú („biztonsági”) droideka, a Saak'ak fedélzetén egy droidekákból álló őrdroid-osztagot vezetett. A Baljós árnyak c. rész elején osztagának sikerült menekülésre késztetnie Obi-Wan Kenobit és Qui-Gon Jinnt, zárótüzükkel megakadályozva, hogy belépjenek a hadihajó vezérlőtermébe.

### P-60
A Kereskedelmi Szövetség szolgálatában álló „P” szériájú („biztonsági”) droideka, a Saak'ak fedélzetén a P-59 által vezetett őrdroid-osztag egyik közdroidja. A Baljós árnyak c. rész elején főnökével együtt sikerült menekülésre késztetnie Obi-Wan Kenobit és Qui-Gon Jinnt, zárótüzükkel megakadályozva, hogy belépjenek a hadihajó vezérlőtermébe.

### Pablo-Jill
Pablo-Jill egy ongree származású jedi lovag és tábornok volt a Klónok háborúja alatt. Különös kinézetű humanoid, leginkább azért, mert az ongreekra jellemzően feje látszólag fordítva ült a nyakán: kocsányon lógó szemei alul, míg széles szája felül helyezkedett el. Bár képességei megvoltak, mégsem lett belőle mester. Egyik legnagyobb tette, hogy elhozta a békét és a biztonságot az Ord Mantell bolygón, még karrierje elején. Részt vett a geonosisi csatában, ahol a maréknyi túlélők közé tartozott. Három évvel később, Grievous tábornok elrabolta Palpatine főkancellárt, s egy Coruscant feletti hajón tartotta fogva. Pablo néhány társával elindult kimenteni a kancellárt, ám Grievous elállta az útjukat. Kénytelenek voltak harcolni. Jill emberei hamar feladták, ám Pablo tovább küzdött, azonban Grievous megölte őt, s az akció sikertelen lett.

### Panaka kapitány
Panaka kapitány először a Baljós árnyak részben jelenik meg. A Naboo bolygón volt a biztonsági erők parancsnoka, így Amidala királynő reguláris testőrségének a vezetője (a királynő udvarhölgyei között volt néhány titkos testőr is). A bolygó inváziójakor már parancsnok volt és megmaradt annak is, miután Padmé Amidala mandátuma lejárt, és Jamillia királynőt választották meg. Amidala, az immár szenátornő testőrparancsnoka Panaka közeli rokona, Gregar Typho lett.

### Papanoida báró
A Pantora bolygó lakott holdjának vezetője, a kék bőrű, de egyébként meglehetősen emberszerű Papanoida báró a Csillagok háborúja előzménytrilógiájának kvázi mellékszereplője – hosszabb jeleneteit azonban kivágták a filmből, a megmaradt kockákon csak pillanatokra látható távolról.
A szerep George Lucas cameója lett volna, az egyetlen ilyen szerepe a Star Warsban. A filmek után nemcsak a kiterjesztett univerzumban kapott többször is hosszabb szerepeket a Lucasra hasonlító báró, hanem a kanonikus Klónok háborúja c. animációs sorozatban is.

### Piett admirális
- Lásd: Firmus Piett.

### Piett kapitány
- Lásd: Firmus Piett.

### PK-4
A Kereskedelmi Szövetség által használt PK munkadroid-típus. A Baljós árnyak forgatókönyve szerint, mikor a két Jedi-diplomata megérkezik a Saak'ak zászlóshajóra, PK-4 a következőket mondja EG-9-nek: „Nagyon fontos vendégek lehetnek, ha a helytartó ezt az ócska, agyatlan protokolláris ócskavasrakást küldi be tisztelegni nekik.” (ti. TC-14-et, aki a Jedik fogadására indul).
A jelenetet kivágták a film megjelent változatából, de szerepel a regényváltozatban.
Egy csapat ismeretlen azonosítójú PK droid menetel a háttérben a Baljós árnyak ama a jelenetében, melyben Sidious nagyúr megparancsolja a Kereskedelmi Szövetség vezetőinek, hogy a Naboo bolygó megszállása után törjék meg Amidala királynő ellenállását és írassanak vele alá a megszállást törvényesítő egyezményt.

### Plo Koon
Plo Koon egy kel dor (vagy dorini) jedi volt, a Jeditanács tagja a nabooi csata és a Klón háború idején. Közeli barátja volt Qui-Gon Jinnnek és vele együtt harcolt a Nagy hiperűr háború idején. Halálát Cato Neimoidia ostromakor jedi vadászgépében leli, amikor a klónok a 66-os parancs értelmében kilövik.

### Pryde rendfőtábornok
Lásd: Enric Pryde

### Pol Treidum
Pol Treidum főhadnagy magasabb rangú birodalmi technikustiszt volt, akire Halálcsillag egyik dokkjának (a 327-es hangárnak) technikai és biztonsági felügyeletét bízták. Amikor a Halálcsillag elfogta az Ezeréves Sólymot, a Treidum felügyelete alatt álló hangárba vontatták. A hajón az első ellenőrzések senkit nem találtak, így egy detektoros különítményt rendeltek ki az átvizsgálására, néhány rohamosztagos őrizete alatt. Treidum észlelte, hogy a rohamosztagos őrség egyszer csak eltűnt a hangárból, és felszólította egyiküket, a TK-421-es azonosítási számú katonát, hogy válaszoljon a sisakrádión. Ekkor egy rohamosztagosnak látszó személy kilépett a Sólyom fedélzetéről (Treidum nem tudta, hogy valójában Luke Skywalker az), és kézjelekkel a tudtára adta, hogy a belső kommunikációs rendszer nem működik. Treidum kinyitotta a figyelőhelyiség ajtaját, hogy személyesen vizsgálja ki az üzemzavar okát, de az ajtó előtt Han Solo és Csubakka várta, akik őt és beosztottait is lelőtték.
Treidumot Peter Sumner ausztrál színész alakította. A karaktert a filmek forgatókönyvei még nem nevesítették, csak egy 2001-ben kiadott kártyajáték (Star Wars customizable Card Game – The New Hope Limited), a kiadó West End Games tervezője, Paul Sudlow szerint a név munkatársától, George Straytontól származik.

### Ponda Baba
Baba úr a rozmárra és gorillára is emlékeztető kinézetű aqualish faj egyede, aki Mos Esley kantinjában két cimborájával együtt beleköt Luke Skywalkerbe, állítólag a „Negola devdzsi vuldegger” („Nem tetszik a képed!”) és hasonló hangzású szitkokat bömbölve. Mivel a cimborák fegyvert is rántottak, hogy Luke-ot likvidálják, Obi-Wan Kenobi közbelépett, és fénykardjával az egyik támadót, Evazant megölte, Babának pedig levágta a kezét. A film könyvváltozatában a támadók hárman vannak: ott Kenobi Evazannak vágja le a kezét, míg (a megnevezetlenül szereplő) Ponda Babát és „leginkább cerkóf és vízidisznó kereszteződésére emlékeztető” társukat, megöli.
A karakter szerepel a filmben (IV. rész), de neve és faja nem a filmből ered (az A. D. Foster által írt könyvváltozatban egyszerűen csak idegen lényként említik, korai akciófiguráit pedig egyszerűen „rozmárembernek” – "walrus man" – nevezték), hanem egy szerepjátékból.

### Pons Limbic
Siniteen fajú férfi, különös kinézetű, világosszürke humanoid, az agykoponyája helyén duzzadt, erekkel átszőtt agyszövet látszódik. Szemei fehérek, pupilla nélküliek. A siniteenek különösen magas intelligenciájú lények, Limbic is képes fejben kiszámítani a biztonságos térugráshoz szükséges koordinátákat, ezért Brainiac becenévvel is illették. Pontos háttere nem ismert, valószínűleg ő is csempész volt, aki az Egy új remény-ben a kantinban tartózkodott.

### Pops
A Csillagok háborúja (IV.) regényváltozatában szerepel, mint a Halálcsillagra támadó felkelő légierő tagja, társai a „Pops” bece- vagy csúfnéven szólítják. Egy Y-szárnyú gépet vezetett, a regényváltozatban a Vörös-5-öt (a filmváltozatban Arany-5, a Vörös-5 Luke Skywalker gépének neve volt). Tapasztalt és hidegvérű pilóta volt, azzal a különleges képességgel, hogy meglehetősen pontosan fel tudta becsülni az ellenséges légelhárító ütegek számát támadás előtt. Ő vette észre először a kivezetőaknát védő császári Tie-vadászokat is. Vörös Vezérrel és a Vörös-2-vel köteléket alkotva, elsőként támadták meg az aknát, de a császáriak – konkrétan maga Vader – végeztek velük. Amikor támadás érte őket, a Vörös Vezér kétségbe esett („Nem tudok manőverezni.”), Pops azonban (bár közvetlen életveszélyben volt) biztatta, hogy maradjon a célon. A regényváltozatban Pops bírta a legtovább a kötelékből, utolsó szavaival még leadott egy jelentést a Kék Századnak a támadó császári gépekről, majd sérült gépével becsapódott a Halálcsillagba.
A Star Wars: The Customizable Card Game gyűjtögetős kártyajáték egy 1995-ös bővítése (Premiere Limited) adta neki a Davish Krail nevet, ami azóta kanonikussá vált, bár a filmben és a regényben semmiféle utalás nincs erre.

### Jek Porkins
Felkelő pilóta volt, részt vett a yavini csatában (a Kék Század négyes gépét vezette). „Volt egy kis gondja” (néhány műszere meghibásodott), emiatt egy légelhárító üteg lelőtte. A kiterjesztett univerzumban a Bestine-en született. Amikor a birodalmiak elkezdték kitelepíteni a bolygó lakosságát nagy űrhajógyáraik telepítése miatt, elsőként csatlakozott a Lázadókhoz a bolygó lakosai közül.

### Pote Snitkin
Skrilling fajú lény, Jabba egyik szolgája, aki az egyik Desert Skiffet vezette, mikor a Sarlacc-verembe akarták dobni Luke Skywalkert, Han Solot és Csubakkát A Jedi visszatér-ben, de aztán Luke Jabba többi csatlósával együtt őt is lekaszabolta a fénykardjával. 

### Prescott tizedes
Prescott tizedesi rangban szolgált, mint halálcsillag-gárdista (Új remény). A börtönblokkbeli lövöldözés során Han Solo szíven lőtte egy energiafegyverrel.

## Q

### Que-Mars Redath-Gom
Que-Mars Redath-Gom egy hím weequay jedi lovag volt a Galaktikus Köztársaság utolsó éveiben.
A geonosisi csatában életét vesztette, miután harci droidok lelőtték a Petranaki arénában (A klónok támadása).

### Queequeg
Jabba egyik weequay fajú zsoldosa, aki bele akarta vetni Luke Skywalkert a Sarlakkba (A Jedi visszatér). Neve utalás Herman Melville Moby Dickjének szigonyosára.

### Quinlan Vos
Quinlan Vos egy kiffari (tkp. ember) férfi Jedi-mester volt. Hírhedt volt különc, vad és a Jedi-kódexet nem mindig követő személyiségéről, valamint a sötét oldal útjaival való személyes küzdelmeiről. Az előbbi tekintetben mentségére szolgál, hogy már a rendbe lépés előtt is különleges képességei voltak (ezek megzabolásában sokáig nem segíthette őt a Jedik fegyelme és tudása), valamint az egyik küldetése során egy kábítószerrel való véletlen érintkezéssel szerzett amnéziás rohamai, utóbbi tekintetében pedig az, hogy a sötét oldal végül nem tudta legyűrni sem lelkileg, sem testileg: azon kevés Jedik egyike volt, akik túlélték a 66-os parancsot, és családot alapítottak.
Vosnak a mozifilmekben való megjelenése vitatható: érdekes: a Baljós árnyakban a Sebulbával való verekedési jelenet után a háttérben asztalok láthatóak, az egyiknél a kamerával nagyjából szemben hosszú fekete hajú ember látható, a szeme körül pont olyan kiffari arcfestéssel, amilyet Vos is hord. A filmek után megjelent egyes kiadványok feltételezték, hogy ő valójában Vos mester volt, aki korábban a képregények egyik népszerű figurája volt. Vos tehát mintegy „utólag” vált mellékszereplővé. Habár ez esetben kérdéses, hogy Kenobi miért nem köszöntötte Vost, mint rendtársát.
Vos megjelenik a Klónok háborúja c. animációs sorozatban is (III. évad 9. rész: Ziro nyomában/Hunt for Ziro). A Tanács Kenobi mester mellé küldi segítségként, hogy találják meg a hutt bűnvezért, Zirot, mielőtt a duros fejvadász, Cad Bane találna rá. Kenobi nem igazán örül, hogy Vos mellé osztják be, akit fegyelmezetlennek és labilisnek tart. (A szívélyes viszony e hiánya az egyik lehetséges magyarázat arra, hogy a Baljós árnyakban, ha a festett arcú férfi egyáltalán Vos volt, akkor miért nem találkozott Kenobival).

## R

### R-3PO
Vörös színű 3PO sorozatú protokoldroid, aki a Lázadok Hoth bolygón levő bázisán tűnik fel a Birodalom visszavág elején. A Lázadók közé beszivárogni kívánó birodalmi elemek kiszűrésében volt szerepe. 

### R4-M9
Asztrodroid a Tantive IV-en, az Egy új remény elején látható a letartóztatott lázadó katonákkal egy pár pillanatig.

### Q56-65
Ez az R4-es asztrodroid Obi-Van Kenobit segítette navigációs feladataiban, amikor a Jedi-lovag vadászgépet vezetett az űrben. R4-gyel Grievous tábornok egyik kullancsdroidja végzett, amikor Kenobi és Anakin Skywalker vadászgépeikkel kiszabadítani indultak a túszul ejtett Palpatine kancellárt a Coruscant feletti légicsatában (A Sithek bosszúja).

### R4-19
Típus: R4-19 Birodalmi szervizdroid
Magasság: 1,3 méter
Kialakítás: Tömzsi hengeres test.
Mozgás: 3 motoros láb
Funkció: A Halálcsillag folyosóit felügyeli, automatikusan elvégzi a számítógépes karbantartási és javítási munkálatokat.
Eszköz: Mágneses hibakereső. Áramköri meghibásodás érzékelő.
Jellemző: Biztonsági okból mindent figyelmen kívül hagy, ami nem közvetlenül az elvégzendő feladattal kapcsolatos.

### R5-D4
R5-D4 annak a piros robotnak a neve,[forrás?] amelyet Luke Skywalker nagybátyja, Owen Lars eredetileg meg akart vásárolni R2-D2 helyett. A vásárlás pillanatában a robot hirtelen elromlott (felrobbant a motivátora, azaz a mozgatórendszerének vezérlőegysége), így vette meg helyette R2-D2-t.
A robotnak eredetileg nem ez volt a neve, sőt lehetséges, hogy nem is nevezték el. A regényváltozat ugyanis csak mint „mezőgazdasági gépet”, illetve „növénygondozó droidot” említi. A film magyar szinkronjában Luke Skywalker helytelenül R2-esnek nevezi R5-D4-et ("Owen bácsi! Ennek az R2-esnek rossz a motivátora."), annak ellenére, hogy számos jellegzetességben jól láthatóan különbözik Artutól.
Egy képregény szerint R5-D4-nek beceneve is volt: Skippy, továbbá erő-érzékeny volt, és saját belátásából robbantotta fel motivátorát, lehetővé téve R2-D2-nak jövőbeli cselekedeteit. Egy, a filmsorozat hivatalos honlapján szereplő novella úgy kezeli a fenti történetet, mint egy helybeli (de hamis) legendát, amely Tatuinon elterjedt az események után. A Star Wars Radio Drama c. rádióváltozat szerint viszont R2-D2 szabotálta a rivális droidot, hogy semmi ne állhasson az útjába Obi-Wan megkeresése közben.
A droidot (vagy egy nagyon hasonlót) a filmes stáb valószínűleg Jek Tono Porkins X-szárnyújának másodpilótájaként is szerepeltette, azonban ezt az asztrodroidot később egy játéksorozat, a Star Wars: Power of the Jedi, R5-D8-nak keresztelte el.

### Rabé
Amidala királynő egyik udvarhölgy-testőre (Baljós árnyak). A végtelen türelmű udvarhölgy gyakran segített a királynőnek smink- és frizurakölteményei elkészítésében. A Coruscantra is elkísérte, ahol a királynő segítséget kért a Szenátustól a Kereskedelmi Szövetség inváziója ellen.

### Rantiel Opo
Rantiel Opo egy neimoidiai tűzvezérlő-helyettes volt a Saak'ak anyahajón, a naboo-i megszállás idején. Sil Unch és Tey How helyettese volt, nagyszerűen értett a panelkezeléshez és a tűzvezérléshez. Készségesen fogadta el az utasításokat Nute Gunraytól és többi feletteseitől. Mialatt a megszállás folyt a Naboo-n, Opo feladatául kapta, hogy irányítsa Daultay hadnaggyal a droidvezérlőt. Egyetlen érdekessége, hogy amikor a kis Anakin felrobbantotta a droidvezérlő anyahajót, Rantiel éppen időben el tudott menekülni mentőkabinjával.

### Rapotwanalantonee Tivtotolon
Rapotwanalantonee Tivtotolon vagy más néven Rappertunie egy shawda BBTE (vagy shawda ubb) zenész volt, a Max Rebo band egyik tagja (A jedi visszatér).

### Rappertunie
- Lásd: Rapotwanalantonee Tivtotolon.

### Ratts Tyerell
Ratts Tyerell egy hím aleena légifogat-versenyző volt. Indult a Boonta-esti futamon, ahol az elő körben kiesett.
A Laguna Barlangban Tyerell Sebulbára figyelt és nem vette észre azt a sziklát, amely a plafonból lógott ki. Mikor feleszmélt tévedésére, már késő volt. Felordított egy utolsót, majd neki csapódott a sziklának és meghalt. A barlangban óriási robbanás következett, de a többi versenyző kijutott onnan.

### Rednax
Rednax egy dag volt a Malastareről. Y. e. 22-ben látták tárgyalni Sebocával és Slyther Bushforbbal Dex Éttermében mindkettejüket Obi-Wan Kenobi mögött ülve.

### Reegesk
A Mos Eisley kantin egyik vendégje. A ranat fajba tartozik, akik antropomorf menyétre emlékeztetnek.

### Ree-Yees
Jabba egyik gran fajú vazallusa, vagy legalábbis vendége volt a Jedi visszatér-ben. A kérődzők jegyeire emlékeztető, három, zömök kocsányon ülő szemekkel rendelkező humanoid faj vele itt tűnt fel először.

### Rieekan tábornok
A Hoth jégbolygón rejtőző felkelő hadsereg tábornoka, megpróbálja Han Solót rávenni, hogy ne hagyja el a Szövetséget.

### Rogwa Wodrata
Holwuff szenátor, a Geonosison ő is csatlakozott Dooku grófhoz, akárcsak a Kereskedelmi Szövetség vagy a Techno Unió. A Klónok támadásában csak néhány másodpercre látható, Dooku gróf mellett, jelentősebb szerepe nincs.

### Ror Ithh
Ror Ithh egy férfi ithori volt. A Zam Wessel búvóhelyeként szolgáló klub egyik vendége.

### RR'uruurrr
RR'uruurrr egy férfi buckalakó volt a IV. epizódban. URoRRuR'R'R társa. Míg URoRRuR'R'R Luke-kal harcolt, RR'uruurrr elkezdte kirabolni Luke járművét, de Ben Kenobi elijesztette őket.

### Rrr'ur'R
Rrr'ur'R volt a neve URoRRuR'R'R banthájának.

### Rugor Nass
Lásd Nass főnök.

### Rune Haako
Nute Gunray helyettese, főnökével együtt a nabooi bukás után őt is elfogták. Jellegzetes beszéde, hogy egy kicsit dadog, ruhája csak fekete színből áll. Míg főnöke a klónháború kezdetén a Geonosison volt a többi vezetővel, ő addig fent a Vezérlő Központban intézte a Kereskedelmi Szövetség ügyeit. Mustafaron a vezetőkkel együtt megölték.

### Rute Gunnay
Rute Gunnay Cato Neimoidián született, egy neimoidiai politikus családjában. Rute hamarosan a Kereskedelmi Szövetség segédje lett, egyben Nute Gunray és Rune Haako tanácsadója. A klónháborúban a szeparatista tanácstagokkal együtt menekült, majd a mustafar bunkerben állomásozott, ahol végül Darth Vader csapatai vetettek véget életének.

### RuuR'Ur
RuuR'Ur egy férfi buckalakó volt, a Boonta-esti futamon légifogatokat próbált eltalálni. Az első körben eltalálta Anakin légifogatát.

### Rystáll
Rystáll egy nő theelin táncos volt a Max Rebo bandben Jabba palotájában (A jedi visszatér).

## S

### Sabé
Amidala királynő legfontosabb szerepet kapó udvarhölgy-testőre (Baljós árnyak). A Kereskedelmi Szövetség inváziója miatti válság során Sabé és a királynő szerepet cseréltek: az udvarhölgy a királynőnek adta ki magát, míg úrnője Padmé Naberrie néven udvarhölgyi szerepben tűnt fel mellette. A Baljós árnyakban Keira Knightley alakította.

### Saché
Amidala királynő egyik udvarhölgy-testőre. Sofia Coppola alakította, Francis Ford Coppola lánya.

### Saelt-Marae
Saelt-Marae, más néven Jakarc egy Yarkora fajú kiemelkedően magas, lóarcú vagy egyéb patásra (jakra) emlékeztető idegen a Jedi visszatér c. epizódban. Informátorként tevékenykedett, aki ekkoriban épp Jabba szolgálatában állt, ezért volt a palotájának vendége, többször is feltűnik a filmben pár pillanat erejéig (pl. amikor Jabbát megfojtják).

### Saesee Tiin
Tiin mester egy idősödő iktochi jedi mester volt, aki telepatikus képességekkel rendelkezett. A Jedi tanács tagja volt, bár nem sokat szólalt fel. Tiin mester a geonosisi csatában is részt vett és szerencsésen túlélte azt. Halálát a főkancellár, azaz Darth Sidious okozta, amikor Mace Windu-val, Kit Fistóval és Agen Kolar jedi mesterekkel elment letartóztatni.

### Salacious Crumb
Salacious Crumb Csillagok háborúja VI: A jedi visszatér részben megjelenő, állandóan vihogó szereplő. A Kowak bolygóról szarmazó kowaki fajú lény amolyan házikedvenc, udvari bolond lett Jabba mellett, miután a kis tolvajlény lebukott, de Jabba megkímélte Crumb életét, mert szórakoztatónak találta. Jabba antigravitációs homokbárkáját elpusztító robbanásban halt meg a filmben, így nem sokkal éli túl főnökét.

### San Hill
San Hill a szeparatisták egyik muun vezetője volt, az Intergalaktikus Bank Klán kiváló tagja. A geonosisi konferencián tárgyalt Dooku gróffal, és hamar egyezségre jutottak. Hill a háború alatt többször keveredett kellemetlen helyzetbe, ám a bürokrácia segítségével mindig kilábalt a bajból. A háború utolsó napján, a Mustafaron végzett vele Darth Vader, elsőként halt meg.

### Sarrissa Jeng
Sarrissa Jeng egy nő jedi lovag volt. A Geonosisi csatában életét vesztette, miután a harci droidok lelőtték a Petranaki arénában (A klónok támadása).

### Seboca
Seboca egy Coruscanton élő dag holovid volt. Bogg Tyrell szenátorral utazott az éjszakai városbolygón, amikor majdnem összeütközött járműve Obi-Wan Kenobi légisiklójával. Valamivel később Seboca Dexter Éttermében találkozott Rednaxszal és Slyther Bushforbbal.

### Sebulba
Dag fajú fogatversenyző (Baljós árnyak c. rész), a tatuini Boonta Fogatversenyek favoritja. Sebulba céltudatos egyéniség volt, aki soha nem engedte, hogy a szabályok és a sportszerűség avítt fogalmai a győzelmei útjába álljanak. A stresszes versenyek után két gyönyörű twi'lek rabszolgalány szórakoztatta, vagy azok a kocsmai / utcai verekedések, amikbe belekeveredett, egyáltalán nem akaratlanul.

### Sergeant Doallyn
A Jedi visszatér epizódban 7 teljes másodpercre megjelenő szereplő. Megpróbálja feltartóztatni a Csubakkát Jabba színe elé vezető álruhás Leiát, de az a szemközti falhoz löki, miáltal egyensúlyát elvesztve a földre ül. Az emberi (pontosabban, a geráni) fajba tartozik, jellegzetes pilótaruhát és sisakot visel, mely teljes arcát elfedi, s egyesek szerint taszken légszűrőt is.

### Shaak Ti
Shaak Ti a Shili bolygóról származó, togruta fajú női Jedi mester volt és a Jeditanács tagja több éven át. Azon kevesek közé tartozott, akik túlélték a genosisi csatát, majd ezután Grievous tábornok ellen harcolt Ki-Adi-Mundi, Aayla Secura, K'Kruhk, Daakman Barrek, Tarr Seirr és Sha'a Gi Jedi mesterekkel.
A filmekben emberi szem számára érzékelhetően gyakorlatilag nem jelenik meg. Első „jelenete” a Klónok támadása Petranaki aréna-színén van: miután Windu mester belopakodik a nézőtérre és Jango Fett nyakára teszi a fénykardját, a nézőtéren látható három jedi (Plo Koon, Ki-Adi-Mundi, és valószínűleg, hátulról Coleman Trebor), ezután a kamera pár kocka erejéig két, az arénában feltűnő barna köpenyes jedit mutat, lelassítva látható, hogy egyikük Shaak Ti. Így tehát részt vett az első geonosisi csatában. Egy valamivel hosszabb jelenetben is látható, amikor S. Tiin és L. Unduli társaságában beszáll a megmentésükre érkező LAAT siklók egyikébe, majd Mace Windu, Kit Fisto és mások is követik őket. Hosszabb jelenete is lett volna a Sithek bosszújában, de ezt kivágták a végső változatból. Eszerint Grievous tábornok végzett vele Obi-Wan Kenobi és Anakin Skywalker szeme láttára a Láthatatlan Kéz konföderációs zászlóshajón a Coruscant feletti űrcsata során. Azonban a Star Wars: The Force Unleashed videójátékban Darth Vader titkos tanítványa, Galen Marek öli meg.
A Klónok háborúja c. sorozat szerint ő felügyelte a Rend képviseletében Kaminón a klónok kiképzését.

### Shada D'ukal
- Lásd: Tonnika nővérek.

### Sheckil hadnagy
Birodalmi katonatiszt volt, a Birodalom visszavágban tűnt fel, szöveg nélküli szerepben. A Han Solo lefagyasztása után megmaradt lázadó foglyokat (Csubakkát és Leia Organát) kísérte Darth Vader hajójára, amikor a rohamosztagosai élén szembetalálkoztak Luke Skywalkerrel. Rövid tűzharc során a birodalmiak eltávoztak a foglyokkal, miközben a hadnagyuk élő pajzsként ragadta meg Organát és tartotta maga elé, hogy védekezzen a találatok ellen. Azonban a hajóra már nem értek fel a foglyokkal, ugyanis Lando Calrissian parancsára a bespini biztonsági gárda foglyul ejtette őket. További sorsuk ismeretlen, de minthogy a Birodalom percekkel ezután elfoglalta a térséget, valószínűleg nemsokára kiszabadultak.
Sheckil hadnagy a filmek forgatókönyveiben is névtelenül szerepel, nevét a Star Wars: The Customizable Card Game "Cloud City Limited" c. része adta (1999 nov.), rövid háttértörténettel. Teljes néven továbbra sem szerepelt, keresztneve továbbra is ismeretlen, a háttértörténet szerint a mandalore-i befolyási övezet egyik bolygójáról, a Concord Dawnról származik, ahol azelőtt hivatalnok volt, és van egy ikertestvére, aki híres zsoldos.
Ezután az alak feltűnt járulékos alkotásokban (képregények), immár Sheckil néven. A filmben a Boba Fettet is megformáló Jeremy Bulloch játszotta el, ugyanis az eredetileg erre a szerepre felkért színész végül nem jelent meg a forgatáson, Bulloch vállalta, hogy beugrik helyette.

### Sil Unch
Sil Unch a Kereskedelmi Szövetség tisztviselője volt a Baljós árnyak c. epizódban. Cato Neimoidián született, egy gazdag arisztokrata családban. A Kereskedelmi Szövetség tiszti akadémiáját kijárta, később (Y. e. 42 ) a Saak'ak anyahajó tűzvezérlő tisztje lett. Állandóan a parancsnoki hídon tartózkodott, bőre halvány zöld, szemét-száját egy komlinkkel fedte, a tisztek unalmas, világoszöld egyenruháját viselte, megszólalásig hasonlít Tey How-ra, akinek helyettese volt. A Naboo megszállásakor ő vezette egy kézi panel segítségével a droidokat. A Naboo feletti űrcsatában a kis Anakin Skywalker véletlenül kilőtte a Saak'ak generátorát, aminek a robbanásában Unch is belehalt.

### Sim Aloo
Ez az ember Palpatine császár egyik legbizalmasabb tanácsadója volt, a Jedi visszatér c. epizódban az egyik Halálcsillagon zajló jelenetben látható, előkelő szabású lilás ruhát és magas fejfedőt visel.

### Sio Bibble
Idős, hízásnak indult és ősz szakállú nabooi politikus a Baljós Árnyakban és a Klónok támadásában. A Naboo kormányzója volt. Bár Amidala királynő hű támogatói közé tartozott, mint a nabooiak többsége, született pacifista volt, és a királynő harcias politikájával a megszálló Kereskedelmi Szövetséggel szemben nem értett teljesen egyet, ehelyett a békésebb passzív ellenállást választotta. Szerencsésen túlélte a megszállást (Baljós árnyak). A Sithek bosszúja c. epizód végén is feltűnik, a halott Padmé Amidala koporsójának kísérői között. Oliver Ford Davies alakította.

### Sith robotszonda
- Lásd DRK-1.

### Sly Moore
A sápadt, kékes bőrű, ember-közeli umbarai fajba tartozó politikusnő a Sithek bosszújában tűnik fel pár pillanatra Palpatine egyik tanácsadójaként a coruscanti operaházi jelenetben, valamint M. Amedda és Palpatine mellett néhány filmkockán látható A klónok támadása szenátusi jeleneteiben is (amikor elfogadják Binks szenátor indítványát a rendkívüli jogokról). A Köztársasági időkben Moore volt hivatalosan Palpatine fő szárnysegédje (formálisan a legmagasabb pozíció a kancellári hivatalban a főkancellár és helyettese után), és erőérzékeny lévén, egyik Sith-tanonca is. Az Új Rend, a Birodalom feltétlen híve volt, tagja maradt Palpatine belső tanácsadói körének. A kiterjesztett univerzumban Palpatine azt a feladatot bízta rá, hogy a magvilágokbeli Byss bolygón (amely a Birodalom titkos főbolygója volt, a hivatalos Coruscant mellett) a Jedi Rend elfogott, a Nagy Tisztogatást túlélt és az új rendet szolgálni hajlandó tagjai számára fenntartott átnevelő- és kiképzőtáborokat vezesse. Moore, Vader segítségével, meglehetős sikerrel felelt meg a feladatnak, létrehozva az Inkvizítorok rendjét, akik részben a további Jedik felkutatásával és áttérítésével vagy megölésével, részben az újonnan felfedezett erőérzékeny személyeknek a Birodalomhoz való csatlakoztatásával foglalkoztak.

### Slyther Bushforb
Slyther Bushforb egy férfi nuknog volt. Y. e. 22-ben látták tárgyalni Sebocával és Rednaxszal Dex Éttermében mindkettejüket Obi-Wan Kenobi mögött ülve.

### Solomahal
A Mos Eisley kantin egyik vendége. A háttértörténet (novellák, kártyajátékok) szerint ez a lutrilliai a klónháborúk idején kiváló és híres köztársasági tábornok volt. Küllemre egy alacsony, fókára emlékeztető humanoid.

### Sora Bulq
Weequay férfi Jedi mester, egyike volt annak a 200 jedinek, akik Mace Windu mesterrel elindultak kiszabadítani Obi-Wan Kenobit, Padmé Amidalát és Anakin Skywalkert a szeparatisták geonosisi fogságából. A Petranaki arénában lehetett őt is látni a Klónok támadásában. Későbbi történet szerint Dooku gróf átállította a sötét oldalra, mi több Oppo Rancisist is megölte, majd végül Quinlan Vos végzett vele.

### Stass Allie
Nőnemű emberi jedi volt, Adi Gallia unokahúga. Egyetlen jelentősebb szerepe a Sithek bosszújában van; amikor a Saleucami bolygón a 66-os parancsnak engedelmeskedő siklómotoros BARC klónok Neyo parancsnok vezetésével megölik, miközben egy 74-Z siklómotoron lovagol.

## T

### Tagge tábornok
A Csillagok háborúja IV. epizódjában szereplő birodalmi tábornok, teljes nevén Cassio Tagge; vélhetően a birodalmi flotta vezérkarának egyik legnagyobb hatalmú tagja (bár nem admirális). Kétségbe vonja Darth Vader képességeit és az Erő hatalmát, hókuszpókuszoknak nevezve mindezt, ezért Vader a „távfojtogatásába” kezd, amíg Tarkin kormányzó nem utasítja ennek abbahagyására. Az első Halálcsillaggal együtt pusztult el, mivel a yavini csatában a fedélzetén tartózkodott. Neve a regényváltozatban szerepel.

### Takeel
Snivviáni férfi, alacsony, malacra emlékeztető arccal, nagy orrlukakkal és fekete szemekkel. Zsoldos és szerfüggő volt, aki testvérével, a hasonlóan kinéző, de púpos Zuttonnal együtt gyakran időztek Mos Eisley kantinjában, ahogy az Új remény idején is. Zutton testvérével ellentetben művész volt.

### Tan Yuster
Tan Yuster a Csillagok háborúja II: A klónok támadása című film egyik szereplője, egy ember jedi volt, Agen Kolar még gyerek tanítványa. Ő is elindult a geonosisi bevetésre, ahol elesett.

### Tanus Spijek
Elom férfi, szőrös emberalkatú lény, aki lajhárra és rovarra emlékeztető vonásokkal rendelkezik; karmos végtagok, távolülő kocsányos szemek és csáprágószerű agyarak jellemzik. Eredetileg a Lázadók ügynökeként információkat szállított az Alderaan és a Yavin 4 között, amíg az Alderaan meg nem semmisült. Az immár megbízás nélkül maradt Spijek ezután került el Jabba palotájába, hogy annak kémje legyen. Végül életét vesztette Jabba bárkájának felrobbanásakor.

### Tarados Gon
Tarados Gon egy klatuini fajból származó hím jedi lovag volt.
Egyike volt annak a 200 jedinek, akik Mace Windu mesterrel elindultak kiszabadítani Obi-Wan Kenobit, Padmé Amidalát és Anakin Skywalkert a szeparatisták geonosisi fogságából. A Klónok támadásában főleg a Petranaki aréna-jelenet végén látható többször is, azon jedik egyikeként, akik Windu mester köré csoportosulnak, mikor Dooku gróf felajánlja nekik a megadás lehetőségét.
Az Inside the Worlds of Star Wars: Attack of the Clones c. referenciakönyv szerint sikerült túlélnie a Petranaki aréna csatáját, de a mentőhajóját lelőtte a szeparatista tüzérség. Sora Bulq és Eeth Koth ugyanazon a járművön utazott, de nekik sikerült túlélniük a balesetet, míg Gon mester meghalt.

### Tarkin kormányzó
Wilhuff Tarkin tábornok és nagymoff (kormányzó), az egyik legjelentősebb birodalmi politikus és az Első Halálcsillag parancsnoka volt az Új remény c. filmben. A Klónok háborúja c. sorozatban (rajzfilmfiguraként) először a Citadel c. részben jelent meg, de későbbi részekben, valamint a Rebels c. animációs sorozatban is szerepet kapott.

### Tarpals kapitány
Roos Tarpals egy otolla rasszba tartozó gungan volt, Nass főnök testőrségének tagja (kapitányi rangját tekintve, vélhetően a testőrség vezetője). Ő fogta el Jar-Jart és két Jedi-lovagot, mikor azok Nass főnök víz alatti városába mentek a Baljós Árnyak c. rész elején. Részt vett a Kereskedelmi Szövetség inváziója elleni felkelésben, kimentette Jar-Jar Binks tábornokot a B-1-es harci droidok és AAT-tankok tüzéből, de végül együtt fogságba estek. Igaz, ez nem tartott sokáig, mert pár percen belül a Szövetség droidvezérlő hajója elpusztult.
A kapitányt Grievous tábornok ölte meg az Árnyékharcos c. Klónok háborúja-részben (IV. évad 4. rész). A szeparatisták sikertelenül próbálták megszállni a Naboo-t, az incidens végén Grievous és az idős gungan tábornok személyesen vívtak meg. Grievous halálosan megsebesíttette a gungant, és gúnyolódni kezdett rajta, az azonban egy vibro-lándzsával megbénította a kiborg-vezért, akit így foglyul ejtett a Köztársaság. Tarpals értékes áldozata utóbb hiábavalónak bizonyult (amennyiben ő végleg meg akarta állítani Grievoust), mivel a kiborg-tábornokot egy fogolycsere következményeképp kicserélték a szeparatista fogságba esett Skywalker tábornokra.

### Taun We
Kaminói nő, Lama Su miniszterelnök protokollfőnöke (A klónok támadása).

### TC-14
A Kereskedelmi Szövetség szolgálatában álló TC3PO osztályú protokolldroid volt, aki kiszolgálta a Valorum Főkancellár által küldött jediket a Baljós Árnyak c. epizód elején. A neimoidiaiak féltek a jediktől, így a droidot küldték be hozzájuk, hogy húzzák az időt, míg holo-adóvevőn utasítást kértek és kaptak Darth Sidioustól a megölésükre. Ezt gázzal próbálták meg, ami a droidnak nem ártott, és sértetlenül kisétált a fogadóteremből, mielőtt a jedik és a harci droidok összecsaptak volna.
Külsőleg (ahogy a többi TC3PO droidok) nagyon hasonlított a C-3PO-ra, de ezüst színű burkolat fedte.

### Tech Mo'r
Tech M'or egy bith fajú muzsikus volt a Modal Nodes mos eisley-i jizz (műfajú) zenekarban, az ommni doboz, legendás virtuozitást igénylő hangszer kezelője volt.
A film nem tüntette fel a színészt a stáblistán, annyi bizonyos, hogy a Lucasfilm egyik sminkese vagy jelmezese bújt meg M'or maszkja alatt. Többen Jon Berg-re esküsznek, aki speciális effekteket igénylő jelmezeket készített, és a feltételezések szerint több más kantinvendéget – pl. a durosok egyikét és a kalapácsfejű lényt – is eljátszotta.

### Tedn Dahai
Tedn Dahai bith férfi, a Modal Nodes zenekar tagja. A fanfar fúvóshangszer művésze volt, az Új remény c. epizódban Mos Eisley kantinjában zenélve látható.

### Teebo
Az ewok faj tagja. Bundája fehér-szürke csíkos. Madárkoponyából készült fejfedőt hord. Valószínűleg törzsi vezető. A Jedi visszatér c. epizódban szerepel.

### Teemto Pagalies
Teemto Pagalies egy hím veknoid légifogat-versenyző volt, aki Y. e. 32-ben részt vett a Boonta-esti futamon.
Amikor a Tatuinra érkezett, a kedves Ann Gella, Sebulba masszőze rabul ejtette szépségével, de nem tudott közelebb kerülni hozzá. Sikerült megvennie egy rodiai rabszolga szerelőt Mars Guótól, akit Pax Bonkinnak hívtak.
A verseny előtt az iszákos Pagalies elfogyasztott több juri dzsúszt a 7-Gee Lounge-ban. Jabba egy profi verőembert, Jym Langot bérelt fel arra, hogy a gyanútlan, félig részeg veknoidot elkapja, és a sarlakkal etesse meg. Ugyanakkor Langot manipulálta Qui-Gon Jinn jedi mester elmetrükkje néhány pillanattal azelőtt, hogy végrehajtotta volna a tettét.
Pagalies Anakint jó gyereknek tartotta, és szerencsét kívánt neki a verseny során. Iszákossága ellenére jó viszonyban volt mindenkivel, aki számított a légifogatban, köztük Wattóval.
Pagalies légifogatának volt a leghosszabb hajtóműve a Boonta Est versenyzői közül, és biztos volt benne, hogy ez és a beépített egyensúlyozó gyűrűvel Pagalies járműve technologiája a legjobb volt, és így csak nyerhet a versenyen.
Sajnos a gőgös elméletei valótlannak bizonyultak, mivel egy taszken fosztogató, Orr Agg R'orr pontos lövése elpusztította a IPG-X1131 Longtail-jét, légifogatát egy légi spirálba küldve. Pagalies több sérülést szenvedett el a balesetben, köztük leégtek a fülei, de gyorsan felépült, és visszatért a versenyzéshez.

### Tessek
Quarren férfi Jabba palotájában, aki Jabba könyvelője. A fejlábúak jegyeit viselő humanoid a Mon Calamari bolygón őshonos vizben élő faj képviselője, ami személyében A Jedi visszatér-ben tűnik fel először. Mielőtt hivatalosan elnevezték volna „Squid Head” (tintahal-fejű) becenévvel illették.

### Tey How
Tey How egy neimoidiai űrhajóstiszt-nő volt, tagja a Kereskedelmi Szövetség Naboo-t blokád alá vevő inváziós flottájának. Pure Neimoidián született, gazdag família sarjaként: a tiszti akadémia tagja lett, később a KSZ-t szolgálta, és a Saak'ak anyahajó kezelője lett. Feladata volt a parancsok végrehajtása és a tűzvezérlés kontrollpaneljének irányítása. A nabooi megszálláskor How segédkezett a droidvezérlő irányításában. A kis Anakin végzett vele, amikor a droidvezérlőt felrobbantotta. How arcát maszk fedte, egy komlink amivel beszélni tudott a helyettes- és feletteseivel. Másik neve Artie Daftenie. Hangját Amanda Lucas adta.

### Tiaan Jerjerrod
A Quanta szektor kormányzójaként (Y. u. 1-től), a második Halálcsillag építési munkálataiért felelős birodalmi parancsnok volt, akit Michael Pennington alakított. Bár Jerjerrod moff a hadsereg kötelékébe tartozott, gyakorlati szempontból inkább civil hivatalnoknak tekinthető, a hadsereg Logisztikai Osztályának vezetője volt, aki sokszor bizonyította szervezői és adminisztrátori tehetségét, de katonai tapasztalata minimális volt.
Jerjerrod minden tehetsége ellenére is a vártnál lassabban haladt a Halálcsillag építésével, ezért Vader a Jedi visszatér c. epizód elején meglátogatta a készülő harcállomást, hogy „hatásosabb eszközökkel” buzdítsa őt és embereit. Jerjerrodnak azonban már az a bejelentés is épp elég volt, miszerint az Uralkodó is úton van az űrállomás felé: megrémült, és megkettőzte a munkatempót. Így a harcállomás működő fegyverzettel fogadhatta a Sullusttól indított lázadó flotta támadását.
Jerjerrod vezetékneve először a Jedi visszatér rádióváltozatából derült ki (1996), keresztnevét (Tiaan) az Essential Atlas közölte (2009).
A kiterjesztett univerzumban arrogáns és törtető jellemű emberként szerepel. Erre már a filmben is találhatunk utalást: Vadert, amikor a sötét lovag tájékoztatja érkezése céljáról, lekezelő fintorral biztosítja arról, hogy a harcállomás a megszabott időre működőképes lesz. A Sith Lovag azonban erősebb akaratúnak bizonyul nála: az Uralkodó említésével sikerül kizökkentenie kellemkedő modorának máza mögötti magabiztosságából, meglehetősen megrémítve moff Jerrjerodot.

### Tikkes
Quarren szenátor volt a klónháborúk idején. A Klónok támadása c. részben a geonosisi csata idején a szeparatista irányítóközpontban többször feltűnik a háttérben, az egyik nagy méretű kivetítő-képernyő előtt egy másik szeparatistával beszél.

### Tiree
Ismeretlen bolygón született emberi férfi, aki a felkelők Y-szárnyú-pilótájaként részt vett volt a yavini csatában, hívókódja a regényváltozat szerint Vörös-2, a filmben Arany-2 volt. Vörös Vezérrel és Pops-szal (Vörös-5/Arany-5) együtt elsőként támadta meg a Halálcsillag kivezetőaknáját. Vader mindannyiukkal végzett, vele elsőként. Vörös-2 fiatal és tapasztalatlan pilóta volt, beceneve Tiree, teljes vagy eredeti neve ismeretlen. A regényváltozatban Pops hivatkozik rá Tiree-ként.

### TK-421
TK-421 egy birodalmi rohamosztagos azonosítási száma. A Csillagok háborúja (A New Hope) c. epizódban, miután a Millennium Falcont elfogták és a Halálcsillagra vontatták a birodalmiak, ez a katona, mint biztonsági őr, tagja volt az űrhajót megvizsgáló expedíciónak. Han Solo becsalogatta őt az űrhajóba, majd leütötte vagy megölte, hogy egyenruhájába beöltözhessen. A katona sorsa ismeretlen. Megjegyezzük, hogy a film könyvváltozatában THX-421-es azonosítási számon szerepel. Lásd még Pol Treidum.

### Tobler Ceel
- Lásd Ceel tábornok.

### Tonnika nővérek
Brea Tonnika és Senni Tonnika két kiffar származású (ez a faj az emberekkel közeli rokon és külsőleg is hasonló) nő volt, akik az Új remény c. epizódban Mos Eisley kantinjában tűntek fel, felismerhetőek bársonyszerű, szolid szabású ruhájukról, erős szemsminkjükről és arról, hogy fekete hajukat a fejükön feltornyozva viselték. A filmforgatókönyvek eredetileg csak „Űrlányok” (Space Girls), illetve csillag-szajhák (Star Whores) néven hivatkoztak rájuk. Az őket alakító színésznők bizonyos források szerint Christine Hewitt és Angela Staines.
Az 1989-es szerepjáték-útmutató, a Galaxy Guide 1 azonosította őket Tonnika nővérekként. Más források (képregények, illetve Timothy Zahn Hammertong... c. novellája) szerint azonban ez csak az álnevük volt, valójában egy ősi női zsoldostestület, az Árnyékgárda tagjai voltak, és a Tatuinon csak inkognitóként vették fel a Tonnika nevet, igazi nevük Shada D'ukal és Karoly D'ulin.

### Toonbuck Toora
Toonbuck Toora a filmekben alig-alig kapott szerepet. Toora az előkelő, erősen kapzsi sy myrthi fajból származik, folyton adott magára: egy gazdag család sarja, így ő lehetett hazájának, Sy Myrthnek a szenátora és képviselője. Toora igen kapzsi politikus, már a Klón Háború kezdetekor csatlakozott a szeparatistákhoz, s még tart a háború, amikor nyomtalanul eltűnik, valószínűleg megölték.

### Tox Don
Tox Don egy férfi rodiai volt a Galaktikus szenátusban. Y. e. 32 körüli időtől kezdve egészen Y. e. 22-ig volt O. Farr szenátor tanácsadója és segédje.

### Trinto Duaba
Trinto Duaba egy férfi stennes. Jelen volt a Mos Eisley kantinban, mozdulatlanul Momaw Nadon mellett ülve.

### TT-8L/Y7
Jabba kapuőr droidja, a Jedi visszatér elején beszélget C-3PO-val, majd beengedi a palotába.

### Tuvan-bi
- Lásd 2-1B.

### Typho kapitány
- Lásd Gregar Typho.

### Tyyx
Egy férfi rodian, a Zam Wessel búvóhelyeként szolgáló klubban jelen volt (A klónok támadása).

## U

### Ur'Ru'r
Ur'Ru'r egy férfi buckalakó. Elkísérte társait a Jundland Hulladékokig. (Egy új remény).

### URoRRuR'R'R
URoRRuR'R'R egy férfi buckalakó volt, a taszkenek vezetője a IV. epizódban. Amikor Luke és C-3PO elindult megtalálni R2-D2-t, Luke távcsővel nézte a buckalakókat, amikor URoRRuR'R'R megjelent előttük és Luke-ot leütötte. A buckalakókat Ben Kenobi ijesztette el.

### UrrOr'RuuR
UrrOr'RuuR egy férfi buckalakó volt, a Boonta-esti futamon megpróbált légifogatokat lelőni.

## V

### Vallatódroid
- Lásd: IT-O.

### Veers tábornok
Maximilian Veers tábornok a Galaktikus Birodalom egyik tábornoka volt; a hothi csatában ő irányította az egyik AT-AT-típusú négylábú lépegető csapatszállító jármű fedélzetén a felszíni birodalmi csapatokat a felkelő Echo Bázis lerohanásakor (A Birodalom visszavág). Az egyik legügyesebb tiszt volt a birodalmi hadseregben, akit még az igen kritikus és maximalista Vader is nagyra tartott. Alakítója Julian Glover brit színész volt.
Különféle háttéranyagok szerint a magvilágokbeli Denon bolygón született, egy nem túl kiemelkedő családban. Egy családi tragédia, felesége váratlan megbetegedése és halála miatt katonai karrierjébe temetkezett (ami rossz hatással volt fiával való viszonyára), és szívós munkával emelkedett egyre magasabbra a birodalmi hadsereg ranglétráján. Fő művének a Hoth jégmezőjén aratott győzelem mellett az AT-AT-k állandó fejlesztése és használata tekinthető, amikor épp nem harcolt, különféle titkos bázisokon az óriáslépegetők személyzetének kiképzőjeként és, harci tapasztalatai alapján, fejlesztési tanácsadóként dolgozott. A yavini csata előtt a Halálcsillagra rendelték (felkészülve, hátha szükség lesz a felszíni csapatok bevetésére is), de egységét az űrben támadás érte, amely kényszerleszállásra kényszerítette a bolygó felszínére. Így szerencsésen túlélte a Halálcsillag pusztulását. A Hothi revans során könnyűszerrel elpusztította a lázadók bázisát, de egy öngyilkos pilóta miatt járműve megsemmisült, ő maga pedig súlyosan megsérült, elvesztette lábait. A harci gépekben elkötelezetten hívő Veers meglepő módon teljességgel elutasította, hogy lábait bionikus protézisekkel pótolják, így hátralévő életére hordszékbe kényszerült. A Birodalomnak még így is szüksége lett volna stratégiai szaktudására, azonban ekkor híre ment, hogy fia áruló lett, és kapcsolatban áll a lázadókkal. Az incidens beárnyékolta a Veers nevet, és kettétörte karrierjét. Ettől kezdve lényegében félreállították. A Birodalom bukása után engedett Thrawn admirális hívó szavának, és részt vett az újjászervezett birodalmi hadsereg akcióiban, de az újonnan kinevezett tisztek bizalmatlanul tekintettek rá, mint mindenkire, aki túlélte a rettegett Darth Vadert és bizalmasa volt a sötét lovagnak. Alacsony rangban teljesítendő, megalázóan kisszerű megbízatásokat, vagy épp ellenkezőleg, fontos, de totálisan öngyilkos akciókat bíztak rá (ebben nemcsak a rosszindulat, hanem felettesei ostobasága is szerepet játszott), az egyik ilyen, a hadigyárai miatt fontos Balmorra bolygó elleni támadás során életét vesztette Y. u. 10-ben.

### Vörös-2
- Lásd: Tiree.

### Vörös-3
- Lásd: Biggs Darklighter.

### Vörös-5
- Lásd: Pops.

### Vörös Vezér
- Lásd: Jon Vander.

## W

### Wedge Antilles
Wedge a Star Wars IV. részben (Egy új remény) tűnik föl először, amikor a Halálcsillagot semmisítik meg. Az „árokban” súlyos sérüléseket szenved a gépe, ezért vissza kell vonulnia. Az V. részben (A birodalom visszavág) a Hothon ő a Zsiványosztag parancsnoka. Ő vezeti a lépegetők elleni támadást. Wes Jansonnal megszigonyoznak egy birodalmi lépegetőt. A VI. részben ő a vörös vezér, X-szárnyú vadászgépben ülve semmisíti meg a Második Halálcsillagot az Ezeréves Sólymot vezető Lando Calrissiannal. Pilótaruhában, ewokokkal táncolva látható az endor-holdi győzelmi ünnepséget megmutató jelenetekben.

### Wicket Warick
Az Endoron élő egyik ewok volt a Csillagok háborúja VI: A jedi visszatér c. filmben, ő bukkant rá az ájult Leia Organára, miután az siklómotor-balesetet szenvedett a birodalmi motoros gárdistákkal való összecsapás során. Fontos, vezető szerepe volt a falujában, de általában keveset volt otthon, mert állandóan az Endor végtelen erdőit járta, hogy a falut fenyegető veszedelmeket felderítse. Ezek elhárítására azonban mindössze egy kődárda állt rendelkezésére, valamint ügyessége, ravaszsága és helyismerete.

### Wat Tambor
A skakoi származású nagyiparos, a Techno Unió elnöke és a Baktoid Fegyverművek vezérigazgatója, valamint a szeparatista tanács 9 tagjának egyike volt a klónháborúk idején. Szövege: "A Techno Unió droidjai [...] rendelkezésére állnak" .

### Watto
Watto, egy toydariai ócskás kereskedő a Tatuin bolygó Mos Espa városában. Korábban Anakin Skywalker és Shmi Skywalker gazdája volt. Anakint elvesztette Qui-Gon Jinn javára, majd eladta Shmit Cliegg Larsnak. Szülőbolygója a Toydaria.
Először a Star Wars első epizódjában, vagyis a Baljós árnyakban jelent meg.

### WED-1016
Egy Treadwell gyártmányú munkadroid, az V. epizódban segít Han Solónak megjavítani az Ezeréves Sólymot.

### WED-15
Típus: Treadwell 15 Septoid 2 karbantartó egység
Magasság: 1 méter
Kialakítás: Dobozszerű test, tetején helyezkednek el a manipulátorkarok.
Mozgás: Lánctalpak
Funkció: Mindenféle elektromos berendezés és szerkezet karbantartása, javítása.
Jellemző: Kiterjedt szerelőprogrammal rendelkezik.
Szerepe: A karbantartók droidja a Tosche-energiaállomáson, Anchorheadben dolgozik a Tatuin bolygón.

### WED-15-77
Típus: Treadwell WED-15-77
Magasság: 1,2 méter
Kialakítás: Dobozforma test, hosszú forgóegységen található optikai érzékelők.
Mozgás: Lánctalpak.
Funkció: Karbantartási és javítási munkák. Szigorú felügyelet mellett különleges feladatok elvégzésére is alkalmas.
Jellemző: Kis teljesítményű, önálló gondolkodású processzorral rendelkezik.
Szerepe: Luke Skywalkernek segít, amikor nagybátyja párologtatóit javítja a Tatuin bolygón. A Glut-féle könyvváltozatban (ahonnan a neve nem derül ki, csak „Treadwell típusú droidként” van említve) nem bírja az embertelen („robottalan”) sivatagi körülményeket, és füstfelhőket eregetve, felmondja a szolgálatot. A IV. epizódhoz a megfelelő jelenetet leforgatták, azonban a moziverzióba nem került bele. A kivágott jelenetben Luke csak „Treadwell”-nek szólítja a droidot, azonban a könyvváltozat alapján egyértelmű, hogy ez a gyártó neve, nem pedig magáé a droidé.

### WED-15-I662
Egy Treadwell gyártmányú munkadroid, akit a dzsavák találtak meg, és a homokfutójukba vitték. Őt is lehetett látni, amin csipog, amikor C-3PO észrevette R2-D2-t (Egy új remény).

### Windy
A Csillagok háborúja (IV.) regényváltozatában (és a film speciális, bővített kiadásában) szereplő ember, Luke barátja, a regény elején az anchorheadi szerelőműhelyben tűnik fel, amikor Luke észreveszi a Tatuin felett csatázó két hajót (a Tantive IV-et és egy birodalmi cirkálót). A jelenetben elektronikus biliárdot játszik Deak-kel, amit Luke félbeszakít. A jelenetben szerepel még Fixer és Camie is.

### Wioslea
Vuvrian nő, tatuini járműkereskedő, Luke Skywalker neki adta el az X-34-es homoksiklóját. Rovarszerű humanoid nagy fejjel, amin sok, szabálytalanul elhelyezkedő szem van. 

### Wooof
Wooof egy zöld kada'sa'nikto férfi volt a Tatuinról. Jabba egyik rabszolgája. Ő volt Barada fő asszisztense. Wooof valaha csempész és kiváló pilóta volt. Halálát a Tatuinon lelte, amikor Luke Skywalker végzett vele a Khetanna fedélzetén (A jedi visszatér).

### Wuher
Wuher a Mos Eisleyban lévő kantin mogorva ember-kocsmárosa volt a IV. epizódban (Egy új remény). Akkor tűnt fel, mikor Ben és Luke készülnek elhagyni a bolygót, és pilótát kerestek. Wuher rájuk szólt, hogy a két droidot, R2-D2-t és C-3PO-t hagyják kint. Stílusa végig mogorva volt, Luke-nak durván odalökte az italt (miután Luke elég otrombán megrángatta a ruháját).
Miután Luke-ba belekötött a két híres gengszter, Dr. Evazan és Ponda Baba, és Kenobi fénykardja eldöntötte a csatát, Wuher a film egy korai (leforgatott) változatában kiment és hívta a birodalmi katonákat, hogy az illetőket fogják el. A film végső változatában a dolog jóval kevésbé egyértelmű: a kantin előtt várakozó két droid messze a háttérben lát egy embert (aki esetleg maga Wuher), amint beszélget néhány rohamosztagossal. Ted Burnett alakította.

### Wullf Yularen
A köztársasági űrflotta admirálisa a klónháborúk alatt, később, az Új remény c. epizódban birodalmi flottatiszt, fehér egyenruhában. Az első Halálcsillag elpusztulásakor halt meg, mivel a fedélzeten tartózkodott. A filmben és annak dokumentációjában (forgatókönyv, regényváltozat) egyáltalán nem nevezik meg, kicsoda az idős fehér ruhás férfi, és az őt játszó színész neve sem ismert jelenleg. Csak a kilencvenes években azonosította őt Yularenként egy kártyajáték és a Force Unleashed videójáték dokumentációja, erre építkezve pedig a Klónok háborúja c. CG-animációs sorozat, utóbbiban sokszor feltűnik és szöveges szerepeket is kap.

## Y

### Yaddle
Yoda mesterrel azonos fajba tartozó nőnemű Jedi mester, aki a Jeditanács tagja volt a Baljós árnyak-ban. Sok Jedit nevelt ki, köztük Oppo Rancisist is, aki nem sokkal kesőbb a tanács tagja is lett. Bölcsessége és kedvessége miatt sokan kedvelték. 

### Yané
Yané egyike volt Padmé Amidala királynő öt udvarhölgyének. Mielőtt királynői testőr lett, zenész képzést kapott. Ő volt a legfiatalabb az öt közül. Amikor a Kereskedelmi Szövetség megtámadta a Naboot, akkor Saché mellett a bolygón maradt, miközben a királynő Sabé, Rabé és Eirtaé társaságában elhagyta azt, hogy segítséget kérjen. Nem tudni, hogy mi történt vele, amikor a bolygót a Kereskedelmi Szövetség ellenőrzése alatt tartotta, de az, hogy utoljára Sio Bibble kormányzó társaságában látták, arra enged következtetni, hogy őt is elfogták. Yané a nabooi csata után csatlakozott Amidala királynőhöz és udvarhölgy társaihoz, és részt vett Qui-Gon Jinn temetésén, illetve az Ünnepi Parádén.

### Yarael Poof
Quermiani Jedi mester, többé-kevésbé humanoid vonásokkal, kinek a fajára jellemző fehér bőre, és hosszú nyakon ülő viszonylag kis feje volt, piros szemekkel, ezen kívül két pár karral rendelkezik. Faja rokona a xextoknak, mint amilyen Gasgano is, csak azoknál nagyobb termetű. A Baljós árnyak-ban a Jeditanács tagja volt, mikor Anakin Skywalker megjelent előttük. Később több más, könyvben és képregényben megjelent történetben szerepeltették – további filmekben pont azért nem, hogy ne tévesszék össze Gasganoval.

### Yma Nalle
Yma Nalle egy nő volt. A Zam Wessel búvóhelyeként szolgáló klub egyik vendége.

## Z

### Zam Wessell
Zam Wessell a fejvadász Jango Fett clawdite fajba tartozó társa volt, akivel együtt sikertelenül próbálták megölni Padmé Amidala naboo-i szenátornőt Nute Gunray és Dooku gróf megrendelésére. Zam a Klónok támadása c. rész elején szerepel, magát emberi nőnek álcázva (a clawdite faj egyedei a kaméleonokéhoz hasonló alakváltó képességekkel bírnak). Jango Fett mérgezett nyíllal megöli, amikor Obi-Van Kenobi és Anakin Skywalker elfogják Zamet, hogy ne vallhasson nekik. A fejvadásznő szerepét Leeanna Walsman játszotta.

### Zett Jukassa
Emberi Jedi padawan volt, a Sithek bosszújában Bail Organa szeme láttára végeznek vele Fox klónparancsnok és emberei.

### Zev Senesca
Zev Senesca a lázadók közé tartozó ember volt. A Birodalom visszavág epizód elején szereplő hósiklópilóta, a Zsivány század Kettes számú gépének (Rogue-2) vezetője, aki megtalálja az egész éjszaka a szabadban fagyoskodó Skywalker parancsnokot és Solo kapitányt. A Hoth-i csatában a birodalmi lépegetők ellen harcolva esett el, az egyik AT-AT ágyúi ugyanis kilőtték Senesca hósiklóját (A Birodalom visszavág). Christopher Malcolm alakította a filmben

### Zöld Vezér
- Lásd Arvel Crynyd.

### Zuckuss
A gand fajú Zuckuss egy bogárszemmel rendelkező fejvadász, akit Darth Vader felbérelt, hogy a Millennium Falcont megtalálja. Társa a droid 4-LOM volt. Zuckuss csak A Birodalom visszavág részben látható a fejvadászok jelenetében, szövege nincs. Sikertelen volt a Millennium Falcon megtalálásában, ezt Boba Fett találta meg.

### Zutton
Zutton egy snivvian művész volt. Több álnevet hordott, beleértve a Z-Ton és Zutt nevet. Testvére Takeel volt.
A muppetre emlékeztető szereplő az Egy új remény részben szerepel a Mos Eisley kantinban, saurinokkal beszélget.

### Zsivány-2
- Lásd Zev Senesca.

## Nevesítetlen szereplők
- Lásd még: Állatok a Csillagok háborúja világában

### „2-1A”
A Jedi visszatérben EV-9D9 jelenetében feltűnik egy 2-1B-hez hasonló droid, amint épp darabokra szedik. EV-9D9 épp arról beszél C-3PO-nak, hogy Jabba elégedetlen lett a korábbi tolmácsdroiddal és „dezintegráltatta”, azaz darabokra szedette, feltételezhető, hogy épp erről a droidról van szó. A robot egy pillanatra jelenik meg, amint épp karjaitól fosztják meg. Bár rajongók 2-1A néven is számontartják, „hivatalosan” nem adtak még nevet a robot(típus)nak.

### Acklay
Nagytestű, hatvégtagú, rákra emlékeztető ragadozó, akit a Petranaki arénában vetettek be Obi-Wan Kenobi, Annakin Skywalker és Padmé kivégzésekor, de végül Obi-Wan fénykardja által lelte halálát. A Vendaxa bolygón őshonos, részben vizi életmódot folytató állat hat végtagja valójában három pár kéz, amiknek a mutatóujjai módosultak hatalmas, éles, rákollószerű képződményekké. Széles szája tűhegyes fogakkal van tele, három apró szemmel rendelkezik, és a nyakát a fején lévő széles taréj védi.

### Acklay áldozat
Geonosisi pikador volt a Petranaki arénában. Amikor ő próbált támadni Obi-Wan Kenobira, Obi-Wan botjával ledobta őt a orrayról, majd fejen ütötte. Ezután az acklay halálra tiporta.

### Acklay szurkáló
Egy geonosisi pikador volt a Petranaki arénában. Véletlenül megszúrta az acklayt, aki rákiabált, hogy bemutathassa félelmetességét.

### Aleena kisgyermek
Az Aleena kisgyermek nunákat üldözött Mos Espa városában, amikor Padmé Amidala és Anakin Skywalker kereste az anyját (A klónok támadása).

### AT-AT pilóta
A birodalom visszavág c. filmben ő irányítja az AT-AT-kat.

### Baljós árnyak háttérszereplői
A Baljós árnyak sok szereplője: gunganek, emberek, egyéb fajú szereplők a Naboon, a Tatuinon és a Coruscanton játszódó tömegjelenetekben.

### Birodalmi tisztek, pilóták, katonák
A Birodalom haderejét alkotó számos hadtest személyi állománya.

### Canto bighti vendégek
Az utolsó Jedik-ben szereplő Cantonica bolygó Canto Bight fővárosában működő kaszinók és egyéb vígalmi létesítmények számtalan fajú vendégei.

### Dewback, ronto, bantha
Mindhárom élőlény a Tatuinon előforduló hátasállat, melyeket főleg közlekedésre és szállításra használnak. A dewback nagyjából lóméretű négylábú hüllő, a ronto hosszú nyakú, 4-5 méter magas, szintén hüllőszerű lény, míg a bantha nagy, bundás, loncsos élőlény, két nagy csavart szarvval a fején, vastag ajkú széles szájjal.

### Ismeretlen kada'sa'nikto őr
Jabba egyik őre. Amikor Luke Skywalker felugrott a csónakjára, végzett vele (A jedi visszatér).

### Ismeretlen kajain'sa'nikto
Jabba egyik őre. Ugyanazon a hajón utazott, mint kada'sa'nikto társa, de végül Luke Skywalker megölte (A jedi visszatér).

### Ismeretlen szakállas ewok
Ewok, Chirpa főnök törzséből. Világosabb színű szakálla van.

### Kaadu, fambaa
Naboon élő hátasállatok, mindkettőt a gunganek használják; a kétlábú kaadut közlekedésre, amit meglovagolnak, a négylábú fambaa főleg nehezebb holmik szállítására alkalmas.

### Maz Kanata vendégei
Maz Kanata bárjában feltűnő színes társaság Az ébredő Erő-ben.

### Mynock
Denevérszerű kisebb, élősködő repülő állat bőrszárnyakkal, ami barlangokban, üregekben fordul elő, legyenek azok bolygón vagy aszteroidán. Jellemzője a testéhez képest nagy, körkörös szájszerve.

### Nexu
Ezek az állatok Cholganna csúcsragadozói. Rendkívül ügyes, kegyetlen vadászok. Az evolúciójuk során tökéletesen alkalmazkodtak élőhelyükhöz. A magas fákon való gyors és biztonságos mozgásban hosszú, villás farkuk és izmos, ruganyos végtagjaik segítik őket. Hatalmas, széles állkapcsukban mintegy negyven-ötven darab borotvaéles, hegyes fog ül. Iszonyú karmaik segítségével terítik le áldozatukat, és óriási harapásokkal széttépik azt. Fogaik és állkapcsuk nem alkalmas a rágásra ezért a kiszakított darabokat egészben nyelik le. A nagyméretű, végtagonként három darab tépőkarom nemcsak az áldozat leterítésében, hanem a lombok közti mozgásban és az ágakon való megkapaszkodásban is fontos szerepet játszik. Az evolúció során ezek az állatok egyedülálló képességre tettek szert. A nexu másfél méter széles koponyájának tetején négy, gonosz, vörös szem csillog. A nagyméretű elsődleges szemekkel az állat kitűnő térlátással bír a normál fénysávban, míg második pár szemével az infravörös tartományban is jól lát. Mivel a hosszú indonai éjszakákban a nexuk a sötétben is portyáznak, ilyenkor ezekkel a látószervekkel érzékelik a meleg vérű állatok testének hősugárzását.
A nexuk szinte mindenre vadásznak, ami mozog. Kedvenc zsákmányállatuk a fák közt élő polipszerű, lomha, kék hátú lombevő octopi és a jól megtermett szakállas kéregpatkány. Többnyire magányos vadászok és életük nagy részét is egyedül töltik. Fejlődésük során csupán kétszer párosodnak, ilyenkor a nőstények három, négy utódot hoznak a világra. A hímek valamivel kisebb termetűek és gyengébb fizikumúak is, mint nőstény fajtársaik. A hátukon lévő tüskéknek az udvarlás és a párosodás során van szerepe. Ilyenkor ezek a szarudárdák felborzolódnak, így keltve fel a kiszemelt nőstény figyelmét. A figyelemfelkeltésen kívül ezeknek a tüskéknek védekező szerepük is van. Sokkal nagyobbnak mutatják a párosodásra készülő hímet, mint amekkora valójában. Így próbálják meg elkerülni azt, hogy kisebb termetűek lévé a kiszemelt, erős nőstények nehogy zsákmánynak nézzék felajzott fajtársukat. Többségük így az udvarlás befejeztével sikeresen párosodhat.
Gyilkos hajlama és vadsága ellenére a nexut más bolygókra is áttelepítették. Több helyen megpróbálták megszelídíteni és háziasítani. Van, ahol sikerült. Malastareon például őrző- védő feladatokra alkalmazzák ezeket a bestiákat. A legszívesebben azonban gladiátorviadalokon és cirkuszi arénákban használják őket.
A filmben is ez a szerepe. Egyike volt a három szörnynek, amikkel meg akarták öletni Anakin Skywalkert, Obi-Wan Kenobit és Padmét. A nexu Padmét támadta meg, de Padmé fejen ütötte ezért ő belekarmolt a hátába. Később Padmé belerúgott. Mindenki az hitte, hogy a nexu meghalt, de ő felkelt és tovább harcolt. Később a reek teljes erőből nekiment a nexunak, így az meghalt.

### Nexu áldozat
Egy geonosisi, megpróbálta irányítani a Nexut Padmé Amidala felé, de az ráugrott, leharapta a fejét és (valószínűleg) teljesen fel is falta.

### Rancor
A Jedi visszatér-ben szereplő hatalmas, kétlábon járó vadállat, mely mindent felfal, ami elé kerül. Az eredetileg Dathomir bolygóról származó állat Jabba palotájában, annak trónja alatti veremben van láncon tartva. Ide pottyantja azokat az áldozatokat, akiket így akar eltüntetni, de Luke Skywalker végül elpusztítja.

### Reek
Ylesián őshonos nagy, négylábú, orrszarvú és bika keresztezésére emlékeztető vad lény. A Petranaki arénában tűnik fel egy acklay és egy nexu társaságában, de azokkal ellentétben ez az állat alapvetően növényevő, ugyanakkor húst is fogyaszthat, ha nem talál más táplálékot – az arénában lévőt direkt húson tartották, hogy vérszomjasabb legyen. A fején három szarv látható, kettő a feje két oldalából hajlik előre, a harmadik a feje tetején nyúlik hátra. Barna, szürke vagy sárga is lehet, de a húsevéstől bepirosodhat a feje, ahogy ez az arénai példánnyal is történt. Ezt az állatot végül Jango Fett lőtte le, miután őt is megtámadta.

### Sarlacc
A Tatuinon, de más bolygókon is előforduló, felszín alatti, mozgásra nem képes mindenevő állat, melyből a talaj felé nyíló nagy, karmokkal övezett tölcsérszerű száj és izmos csápok látszódnak csak. Az élettartama több tízezer év is lehet. Jabba egy ilyen állatba akarta löketni Luke Skywalkert, Han Solot és Csubakkát A Jedi visszatér-ben. Boba Fett bele is esett (nemhivatalos történetek szerint ki is jött onnan). Digitálisan később feljavított változatban a külső megjelenését egy csőrszerű szájjal és mozgékonyabb csápokkal tették látványosabbá.

### Tauntaun
A Hoth bolygón élő bundás hátasállat, két izmos hátsó lábán közlekedik, a feje a lámáéra emlékeztet, amin két előrehajló szarv látható. A Lázadók kint a jeges bolygó felszínén vele közlekedtek.

### Wampa
Szintén a Hoth bolygón élő, fehér bundás ragadozó, antropomorf jellegű, jetire emlékeztető húsevő lény, mely tauntaunokat is elejt. A wampának is van két rövid előrehajló szarva.